# Mycena
Mycena (Christian Hendrik Persoon, 1797 ex Henri François Anne de Roussel, 1806) din încrengătura Basidiomycota, în ordinul Agaricales și familia Mycenaceae, este un gen de ciuperci necomestibile saprofite foarte mare cu global în jur de 500, în Europa aproximativ de 100 specii, fiind preponderent un descompunător ulterior. În popor este denumit bureciori. Se dezvoltă în România, Basarabia și Bucovina de Nord de la câmpie până la munte în grupuri cu multe exemplare, adesea în mănuchiuri, într-o împrejurare mai umedă în toate felurile de păduri, prin grădini, livezi și parcuri. Bureții acestui gen sunt foarte adaptabili, nespecifici, care trăiesc pe copaci uneori încă vii, dar în cea mai mare parte deja morți, pe trunchiuri, cioturi, lemn îngropat și rădăcini. Timpul apariției depinde de specie. Se poate găsi din (martie) aprilie până în noiembrie (decembrie). Tip de specie este Mycena galericulata. 

## Taxonomie

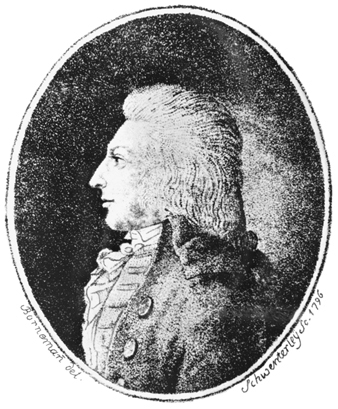
C. H. Persoon

Numele binomial Agaricus sect. Mycena a fost determinat de renumitul savant sudafrican (Christian Hendrik Persoon în lucrarea sa Tentamen dispositionis methodicae Fungorum din 1797.  Secția a fost ridicată la statul de gen de către naturalistul francez Henri François Anne de Roussel (1748-1812), de verificat în volumul 2 al operei sale Flore du Calvados et terrains adjacents, composée suivant la méthode de Jussieu din 1806.  Acest taxon este valabil până în prezent (2024).
Au fost create o mulțime de redenumiri care, deși acceptate drept sinonime, nu sunt folosite nicăieri.
Notă: Genul este în prezent împărțit în specii cu spori amilozi sau neamilozi, specii cu proprietăți bioluminiscente etc. De asemenea, genul Prunulus a fost separat recent. Aici trebuie să așteptăm și să vedem ce sistem va prevala. Multe specii noi au fost propuse în ultimii ani, atât de către micologul neerlandez Rudolf Arnold Maas Geesteranus (1911-2003), cât și de către alți micologi. Probabil că au rămas multe de descris.
Numele generic este derivat din cuvântul de limba greacă veche (greacă veche μύχης=ciupercă, burete).

## Descriere

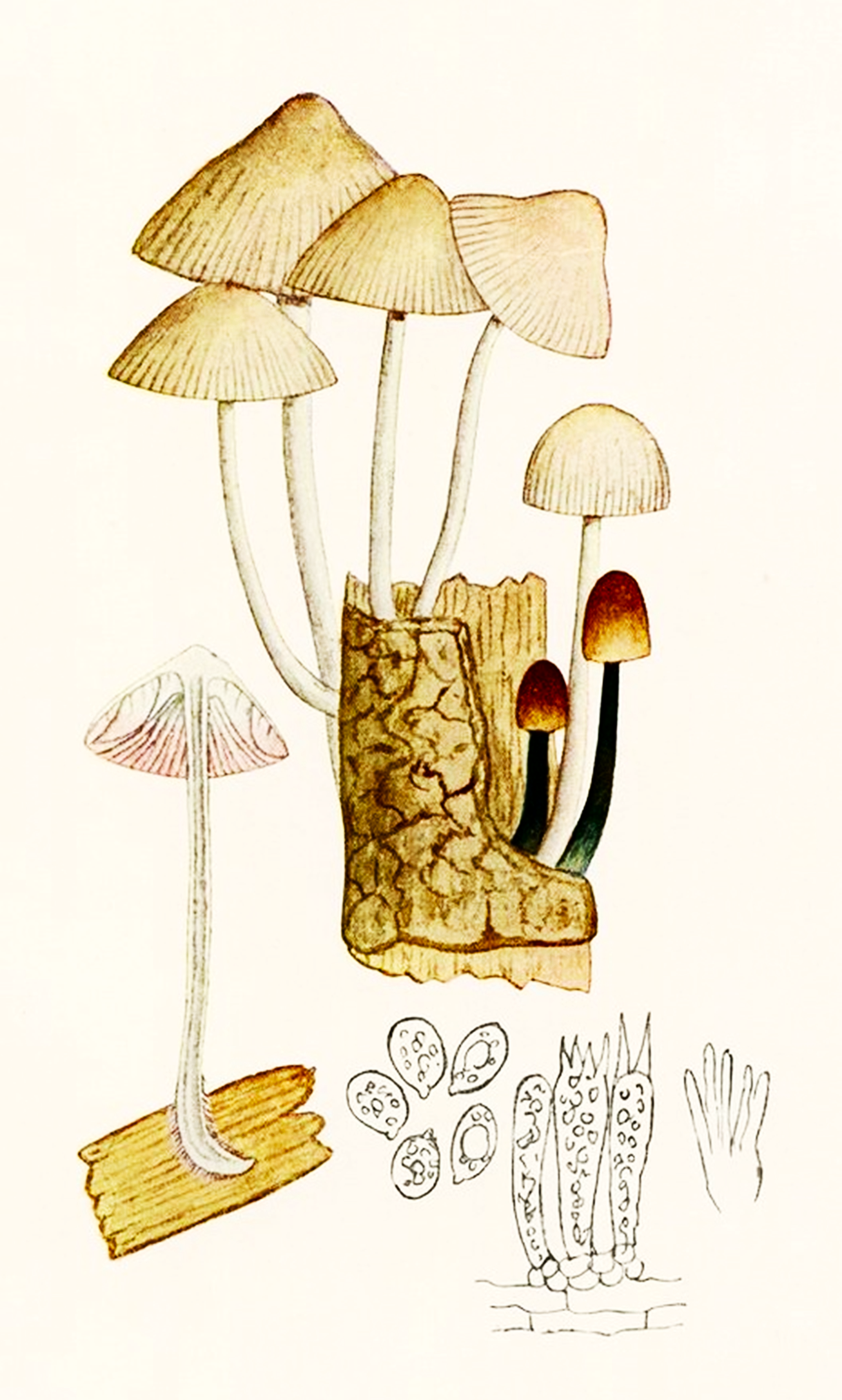
Bres.: Mycena galericulata

- Pălăria: fragilă și subțire fără văl, a cărei dimensiune variază de la mai puțin de un milimetru în lățime până la maximal 5 cm, se prezintă inițial conică sau în formă de clopot, aplatizându-se cu vârsta. Unele sunt mai mult sau mai puțin emisferice la exemplarele tinere. Câteva specii prezintă uneori o cocoașă (de ex. (M. pura) sau o papilă distinctă (de ex. M. oligophylla), iar altele pot fi chiar oarecum deprimate în centru (de ex. M. belliae). Cuticula este în cele mai multe cazuri pruinoasă, devenind mai mult sau mai puțin glabră. Uneori este vizibil păroasă  sau chiar flocoasă (de ex. M. adscendens). La unele specii (de ex. M. vulgaris, M. stylobates, M. epipterygia, M. amicta) cuticula este acoperită cu o peliculă vâscoasă și separabilă. Coloritul este în mare parte gri sau maro, dar variază în culori de la alb la aproape negru. Câteva specii au culori frumoase, strălucitoare.
- Lamelele: subțiri până groase cu lamele intermediare de lungime diferită pot fi ascendente orizontal sau arcuit (de ex. M. vulgaris, M. picta, M. clavicularis), la picior preponderent îngust adnate, dar și aproape libere (de ex. M. bulbosa), unele chiar decurente (de ex. M. agrestis), toate devenind cu avansarea în vârstă bombate și adesea ondulate la margine. Coloritul variază între albicios, gălbui peste roz până la roz-maroniu. Muchiile netede sau slab dințate sunt la unele specii colorate diferit.
- Piciorul: este subțire, neatingând în mod normal 1 cm, fragil până la cartilaginos sau elastic, parțial sau în întregime brumat, păros sau glabru, uneori dilatat spre jos pentru a forma un disc bazal, fiind adesea acoperit la bază cu fibrile lungi și grosiere. Unele specii emană un latex atunci când tulpina este ruptă (M. galericulata). Coloritul tinde de la albicios până la brun.
- Carnea: este subțire, în pălărie fragilă, dar în picior adesea cartilaginoasă sau elastică, uneori chiar rigidă (M. galericulata). Gustul este mereu blând. Mirosul este la unele specii imperceptibil, altele au un miros și/sau un gust distinctiv făinos sau de ridichi. Puține au un miros nitros (de ex. M. stipata, M. silvae-nigrae, M. leptocephala, M. viridimarginata, M. ustalis, M. capillaripes) sau un miros de iod când încep să se usuce (de ex. M. metata, M. filopes).[4][5][6]
- Caracteristici microscopice: de obicei sub formă de sâmburi, mai rar aproape cilindrici sau sferici, sunt în general amilozi, mai rar neamilozi. Pulberea lor este aproape mereu albă. Basidiile clavate prezintă 2-4 sterigme fiecare. Cheilocistidele (cistide de pe muchia lamelor) clavate, în formă de pere, fuziforme, elipsoidale sau, mai rar cilindrice, pot fi netede, ramificate sau cu excrescențe de diferite forme simple sau ramificate. Pleurocistidele (cistide laterale pe lamele) sunt ori numeroase, ori rare ori absente. Hifele ale pileipellis (cuticulei) sunt diverticulate, mai rar netede, uneori tinzând să formeze mase dense, coraloide, unele specii sunt înglobate în materie gelatinoasă. Cele ale stratului cortical al piciorului sunt de asemenea netede sau diverticulate, uneori cu celule terminale sau caulocistide (cistide situate la suprafața piciorului). Conexiuni cu cleme sunt prezente sau absente.[4]
- Reacții chimice: trama lamelară capătă o colorație vinacee până la brun-violetă în reactivul Melzer, în câteva cazuri rămânând nealterată.[12]

## Specii ale genului (selecție)
| - Mycena abramsii (Murrill) Murrill (1916) - Mycena acicula (Schaeff.) P.Kumm. (1871) - Mycena aetites (Fr.) Quél. (1872) - Mycena alphitophora (Berk.) Sacc. (1887) - Mycena alcalina (Fr.) P.Kumm. (1871) - Mycena algeriensis Maire (1938) - Mycena amicta (Fr.) Quél. (1872) - Mycena arcangeliana Bres. (1904) - Mycena atrocyanea (Batsch) Gillet (1878) - Mycena aurantiomarginata (Fr.) Quél. (1872) - Mycena belliarum (Johnst.) P.D.Orton (1960) - Mycena bulbosa (Cejp) Kühner (1938) - Mycena capillaripes Peck (1888) - Mycena capillaris (Schumach.) P.Kumm. (1871) - Mycena chlorantha (Fr.) P.Kumm. (1871) - Mycena cinerella (P.Karst.) P.Karst. (1879) - Mycena citricolor (Berk. & M.A.Curtis) Sacc.(1887) - Mycena citrinomarginata Gillet (1878) - Mycena clavicularis (Fr.) Gillet (1878) - Mycena clavularis (Batsch) Sacc. (1887) - Mycena concolor (J.E.Lange) Kühner (1938) - Mycena corynephora Maas Geest. (1983) - Mycena crocata (Schrad.) P.Kumm. (1871) | - Mycena cyanorhiza Quél. (1872) - Mycena diosma Krieglst. & Schwöbel (1982) - Mycena epipterygia (Scop. Gray (1821) - Mycena erubescens Höhn. (1913) - Mycena fagetorum (Fr.) Gillet (1878) - Mycena favrei Maas Geest. (1991) - Mycena filopes (Bull.) P.Kumm. (1871) - Mycena flavescens (Velen. (1920) - Mycena flavoalba (Fr.) Quél. (1872) - Mycena galericulata (Scop.) Gray (1821) - Mycena galopus (Pers.) P.Kumm. (1871) - Mycena haematopus (Pers.) P. Kumm. (1871) - Mycena inclinata (Fr.) Quél. (1872) - Mycena juniperina Aronsen (1996) - Mycena latifolia (Peck) A.H.Sm. – (1935) - Mycena leptocephala (Pers.) Gillet (1878) - Mycena lignivora Maas Geest. (1995) - Mycena longiseta Höhn. (1913) - Mycena luteovariegata Harder & Læssøe (2013) - Mycena maculata P.Karst. (1879) - Mycena megaspora Kauffman (1932) | - Mycena meliigena (Berk. & Cooke) Sacc. (1887) - Mycena metata (Fr.) P. Kumm. (1871) - Mycena mirata (Peck) Sacc. (1887) - Mycena mitis Maas Geest. (1992) - Mycena mucor (Batsch) Quél. (1872) - Mycena niveipes (Murrill) Murrill (1916) - Mycena olivaceomarginata (Massee) Massee (1893) - Mycena oregonensis A.H.Sm. (1936) - Mycena parabolica (Fr.) Quél. (1872) - Mycena pearsoniana (Dennis) Singer (1959) - Mycena pelianthina (Fr.) Quél. (1872) - Mycena picta (Fr.) Harmaja (1979) - Mycena polyadelpha (Lasch) Kühner (1938) - Mycena polygramma (Bull.) Gray (1821) - Mycena praelonga (Peck) Sacc. (1887) - Mycena pseudoandrosacea (Bull.) Z.S.Bi (1986) - Mycena pseudocorticola Kühner (1938) - Mycena pseudopicta (J.E.Lange) Kühner (1938) - Mycena pterigena (Fr.) P. Kumm. (1871) - Mycena pura (Pers.) P. Kumm. (1871) - Mycena purpureofusca (Peck) Sacc. (1887) - Mycena renati Quél. (1886) - Mycena rhenana Maas Geest. & Winterh. (1985) | - Mycena romagnesiana Maas Geest. (1991) - Mycena rosea Gramberg (1912) - Mycena rosella (Fr.) P. Kumm. (1871) - Mycena rubromarginata (Fr.) P. Kumm. (1871) - Mycena sanguinolenta (Alb. & Schwein.) P. Kumm. (1871) - Mycena septentrionalis Maas Geest. (1981) - Mycena silvae-nigrae Maas Geest. & Schwöbel (1987) - Mycena simia Kühner (1938) - Mycena smithiana Kühner (1938) - Mycena stipata Maas Geest. & Schwöbel (1987) - Mycena strobilicola Favre & Kühner (1938) - Mycena stylobates (Pers.) P.Kumm. (1871) - Mycena subcaerulea Sacc. (1887) - Mycena subsanguinolenta A.H.Sm. (1939) - Mycena tenerrima (Berk.) Quél. (1872) - Mycena tenuispinosa J.Favre (1957) - Mycena tintinnabulum (Batsch) Quél. (1872) - Mycena tubarioides (Maire) Kühner (1938) - Mycena urania (Fr.) Quél. (1872) - Mycena venustula Quél. (1883) - Mycena villicaulis Maas Geest. (1988) - Mycena viridimarginata P.Karst. (1879) - Mycena vitilis (Fr.) Quél. (1872) - Mycena vulgaris (Pers.) P.Kumm. (1871) - Mycena xantholeuca Kühner (1938) - Mycena zephirus (Fr.) P.Kumm. (1871) |

...

## Specii ale genului în imagini (selecție)

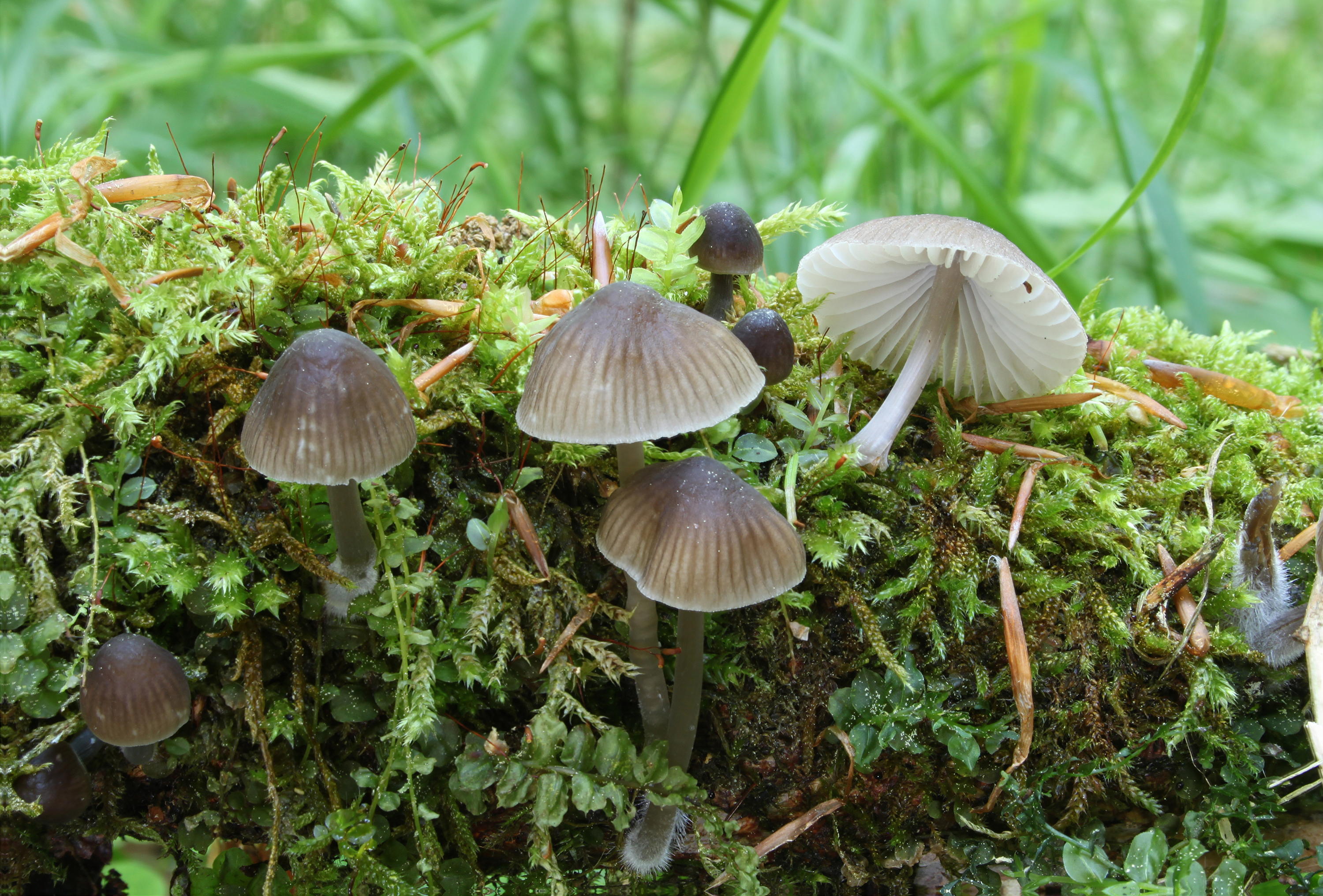
Mycena abramsii
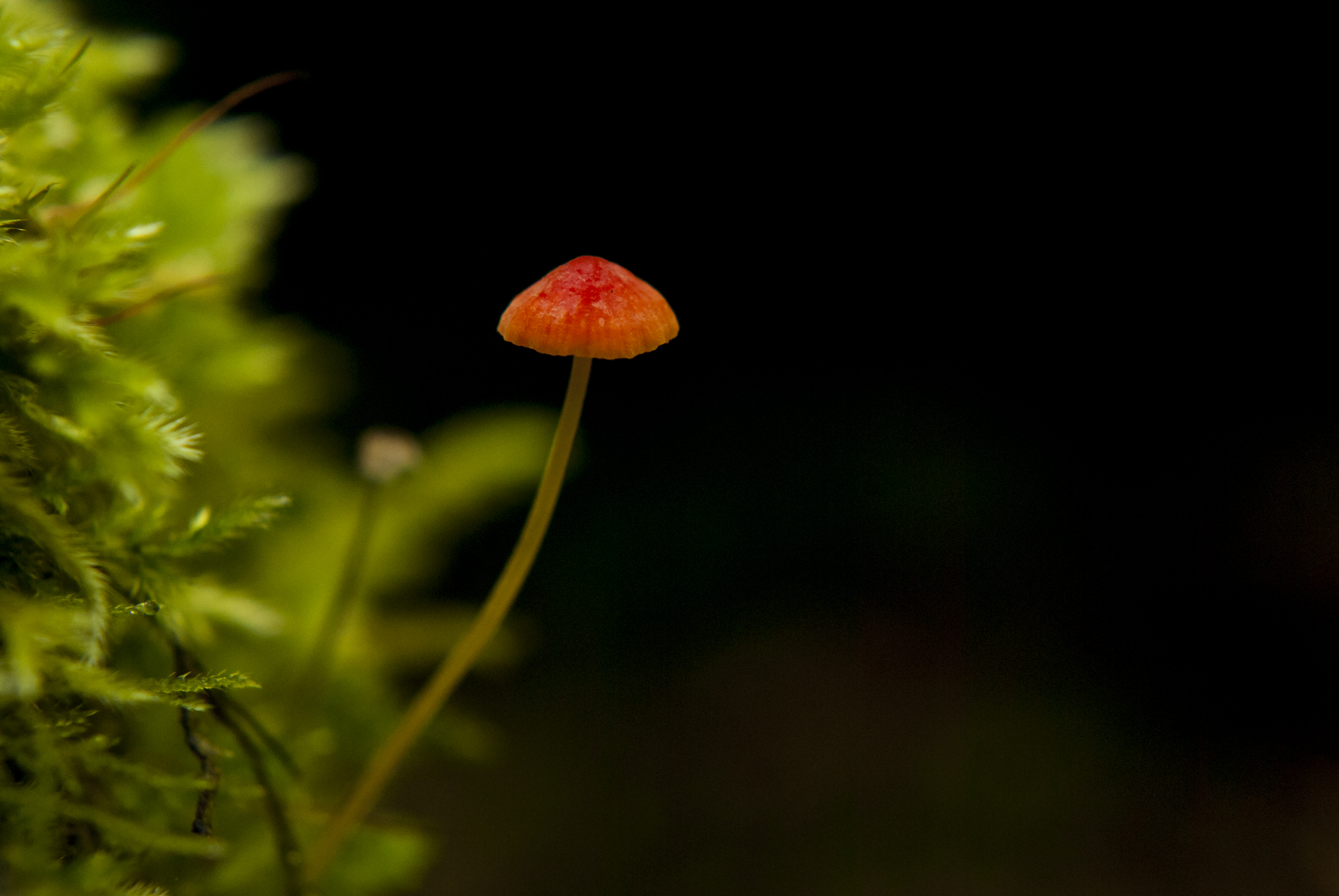
Mycena acicula
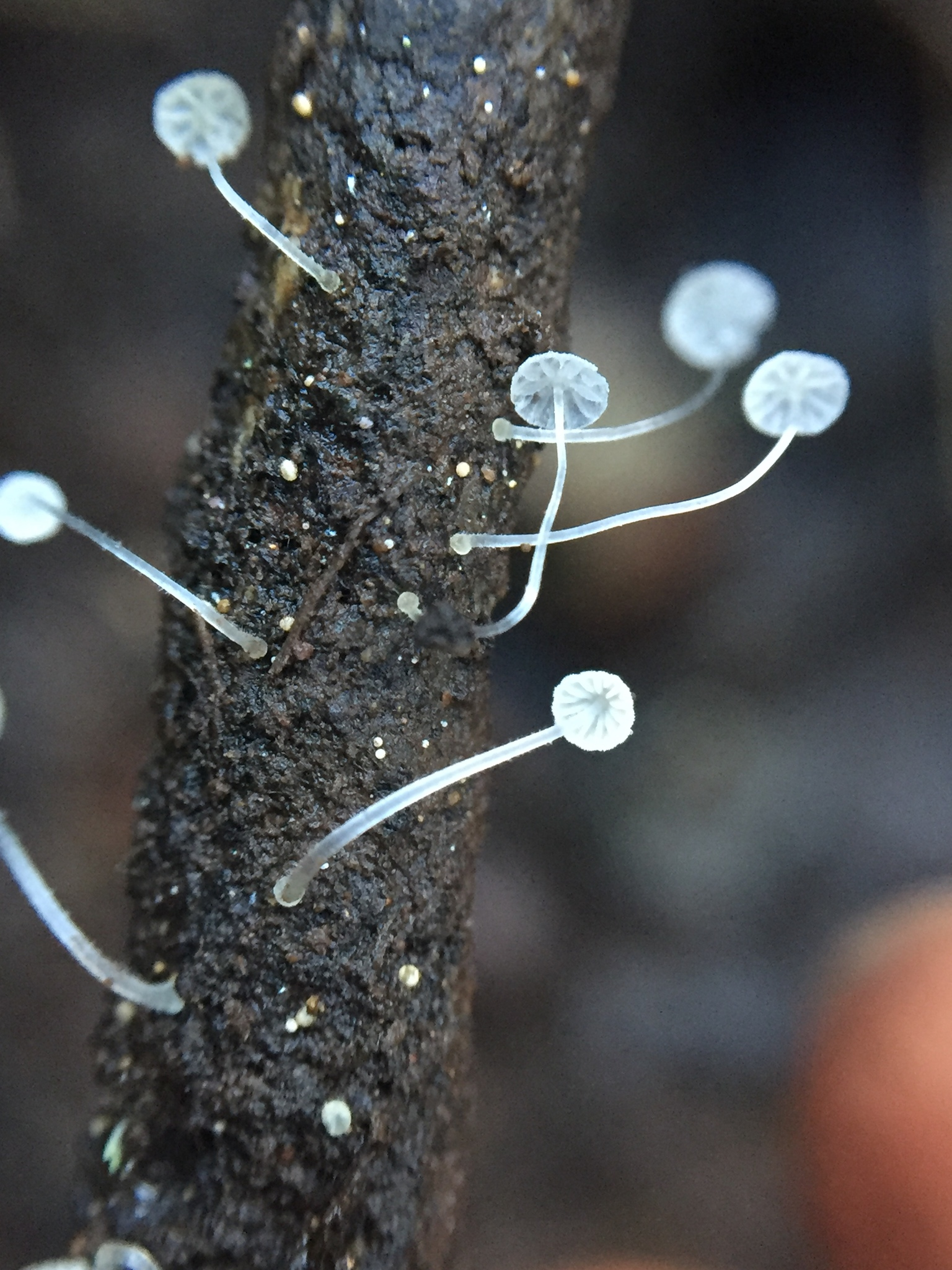
Mycena adscendens
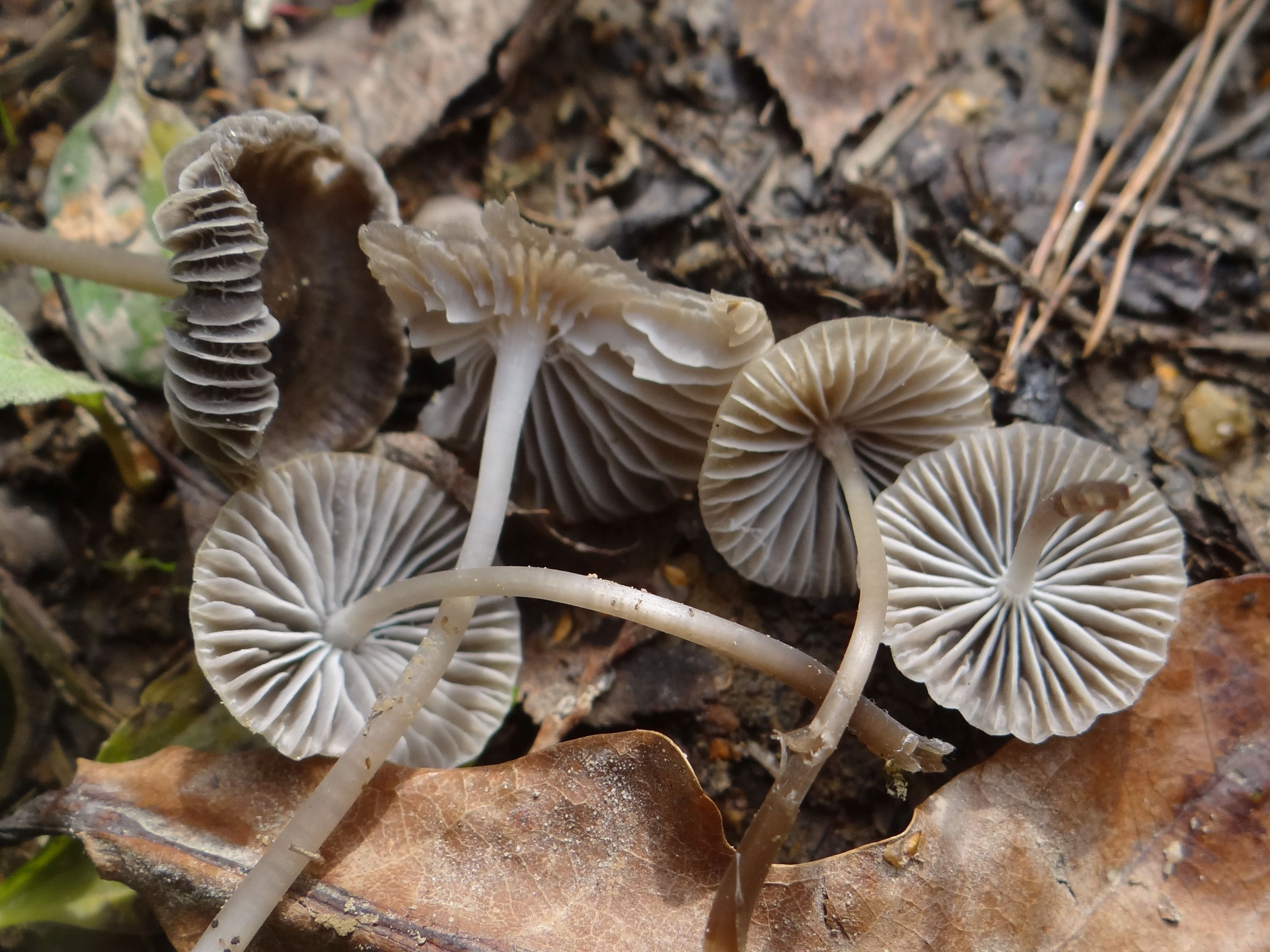
Mycena aetites
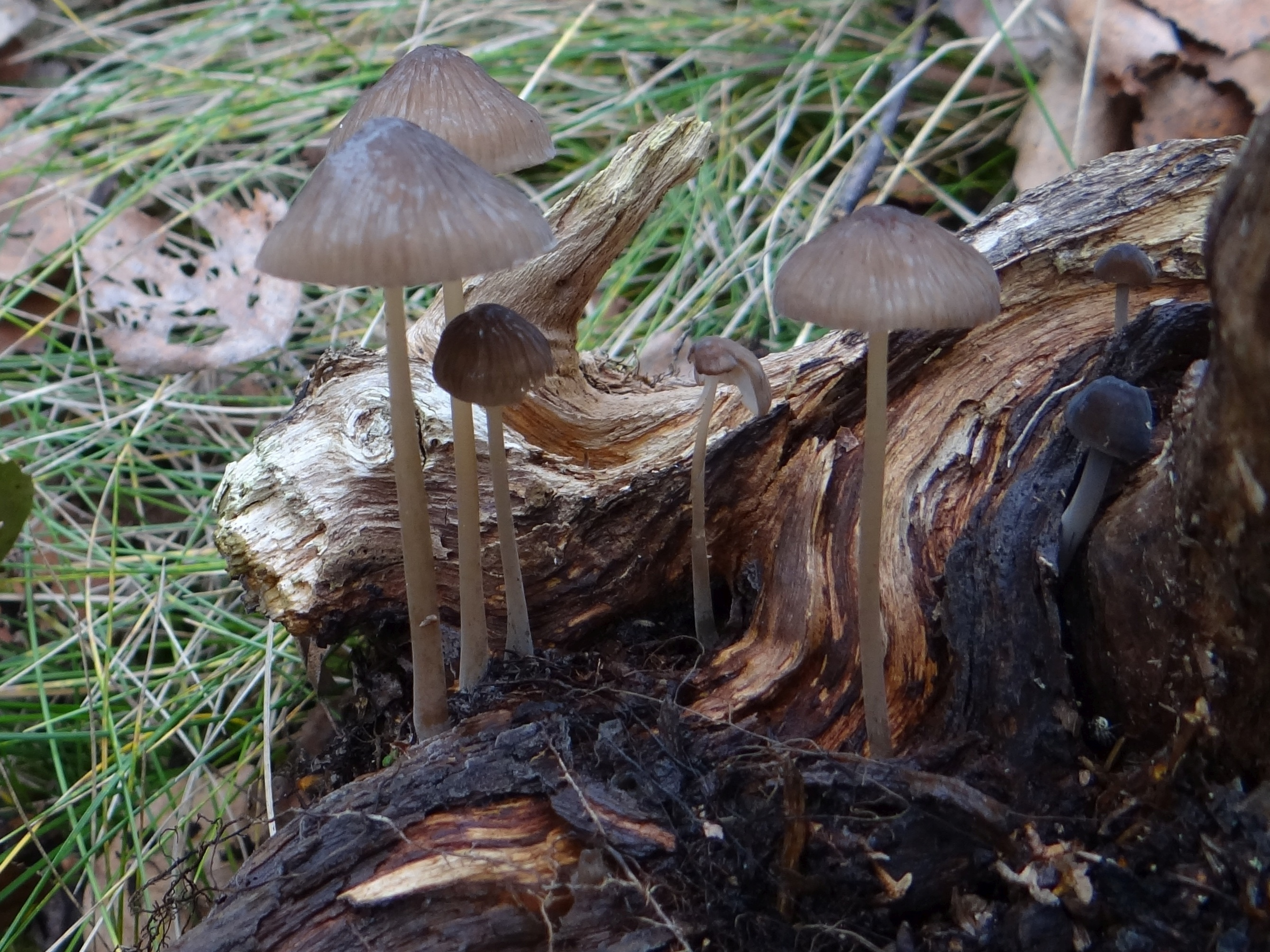
Mycena alcalina

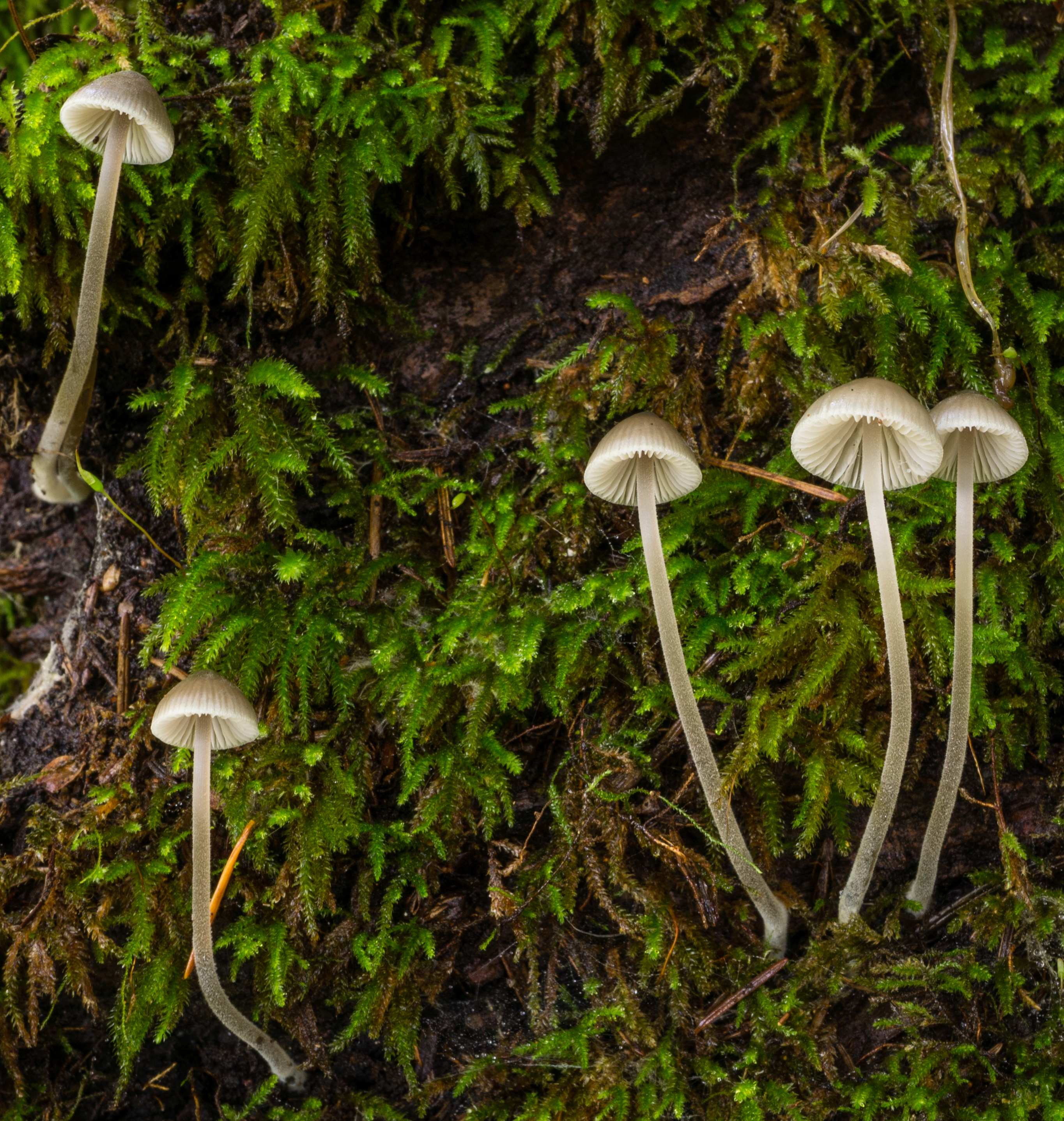
Mycena amicta
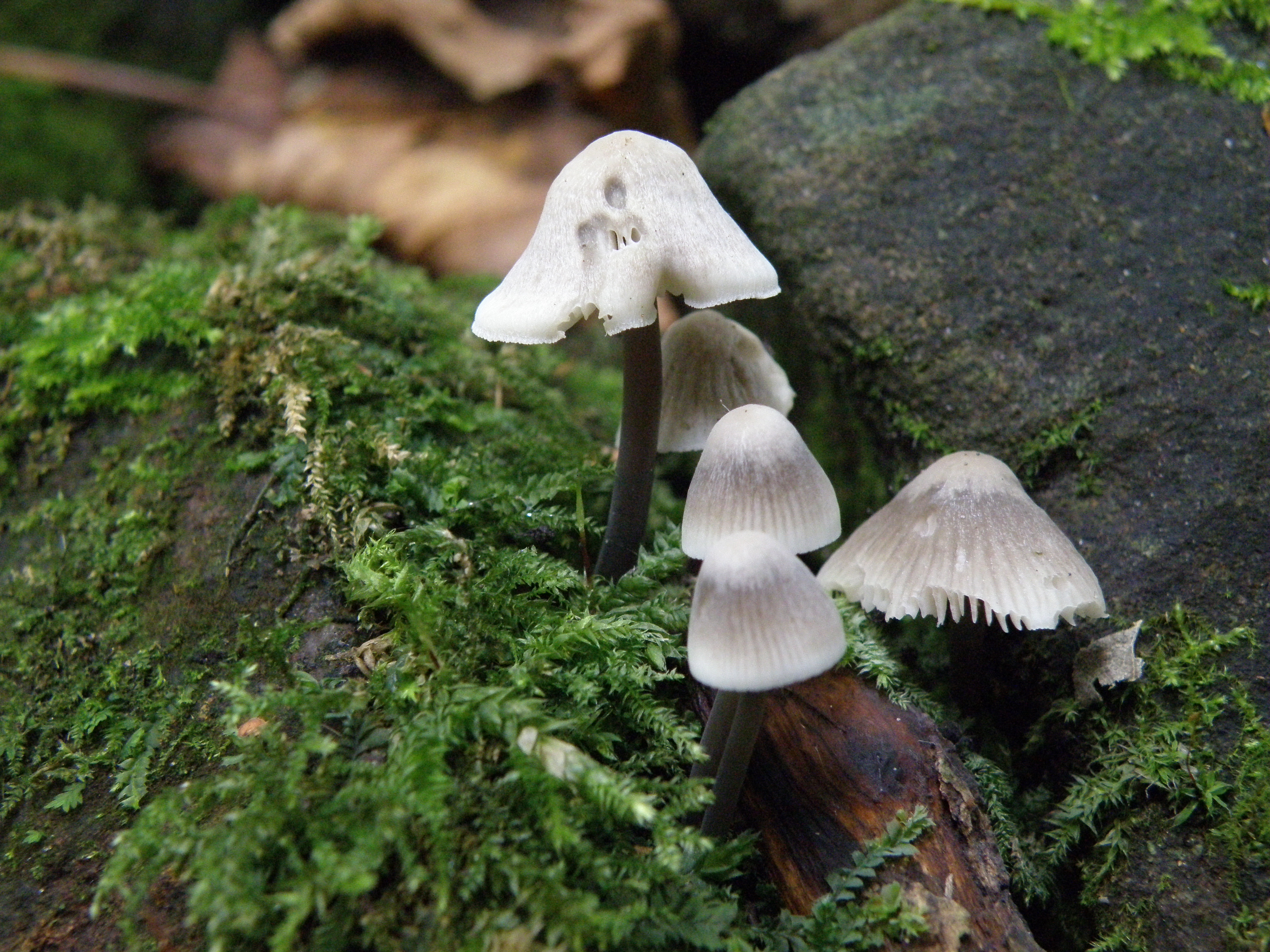
Mycena arcangeliana
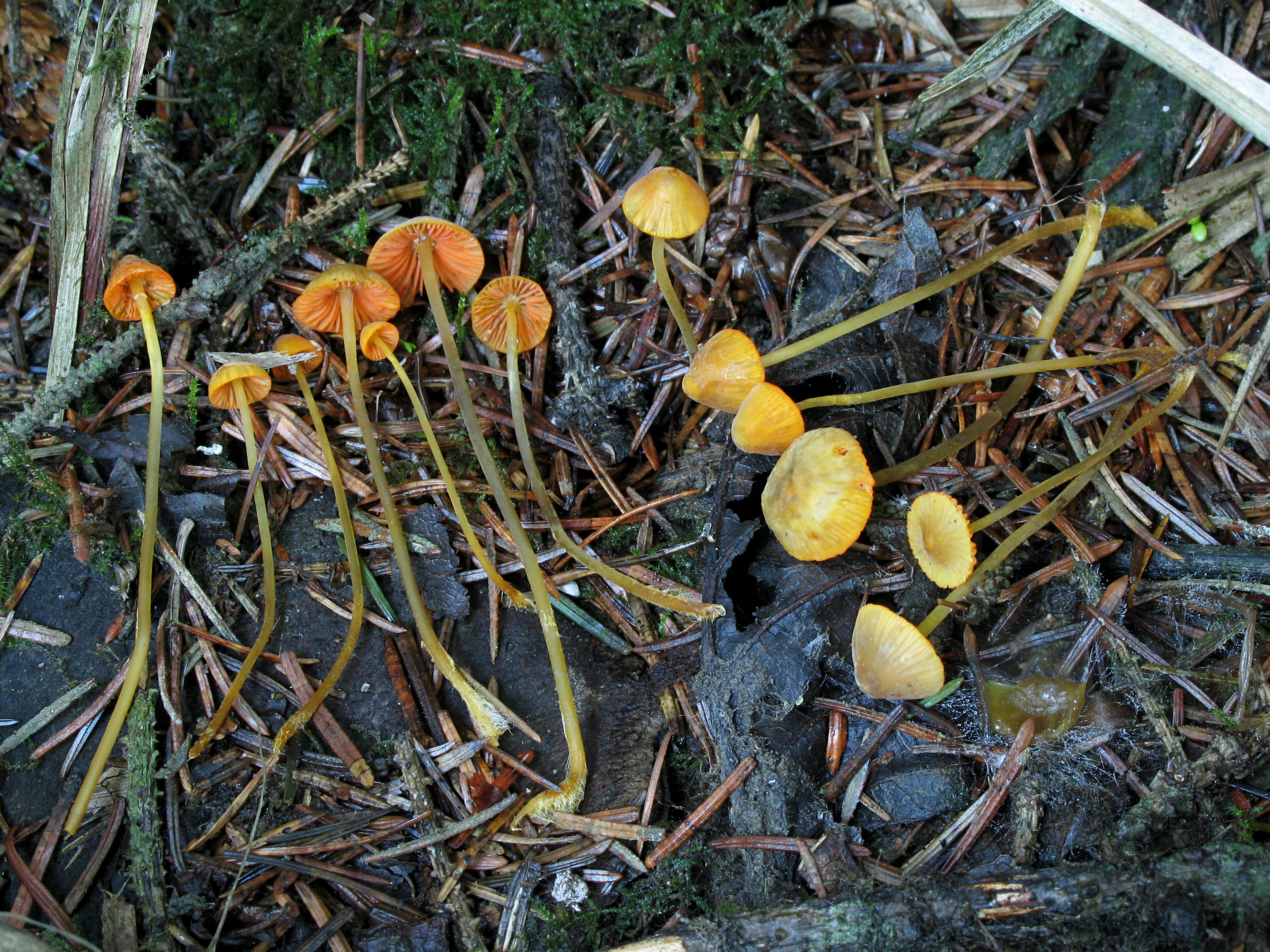
Mycena aurantiomarginata
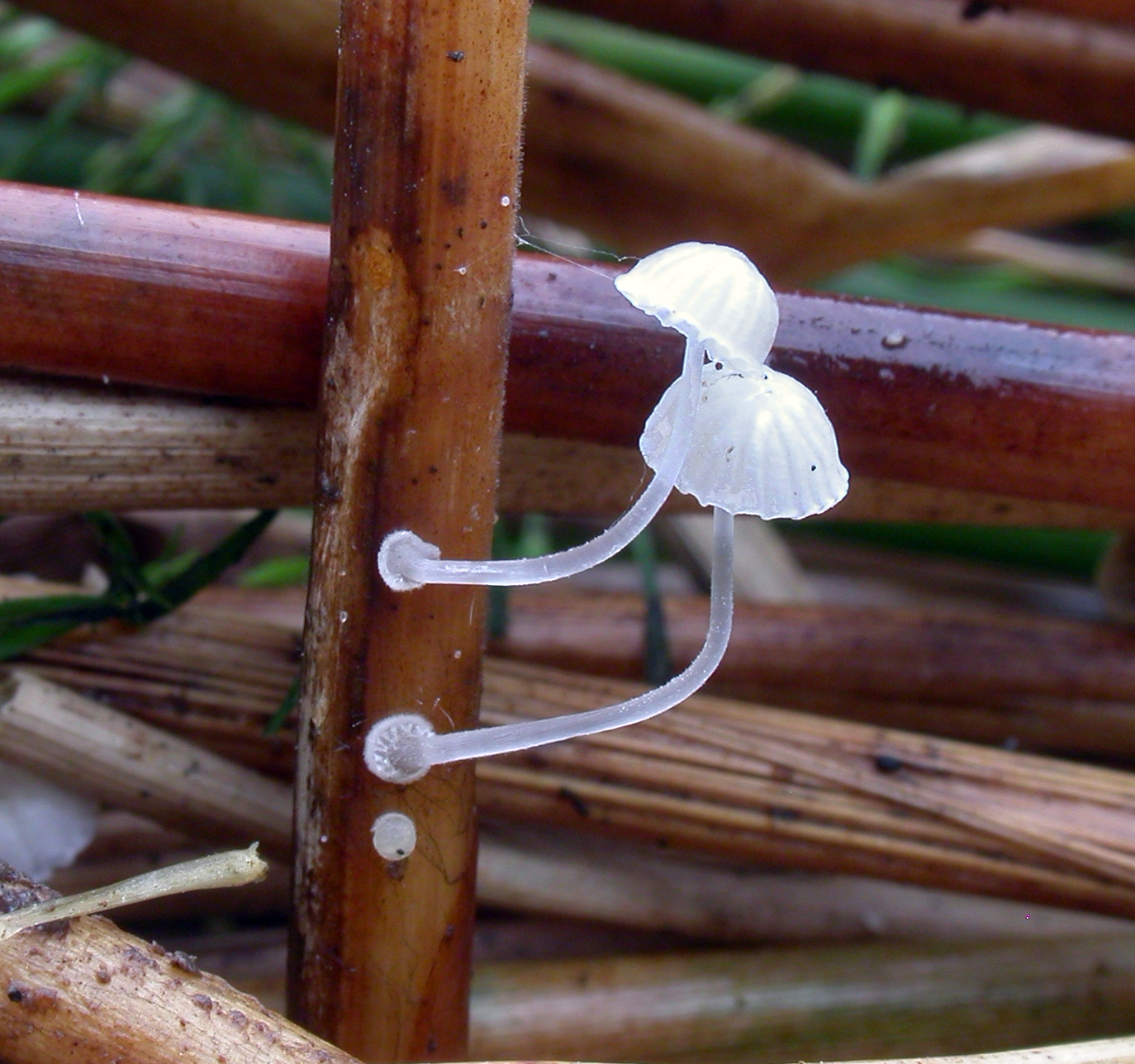
Mycena bulbosa
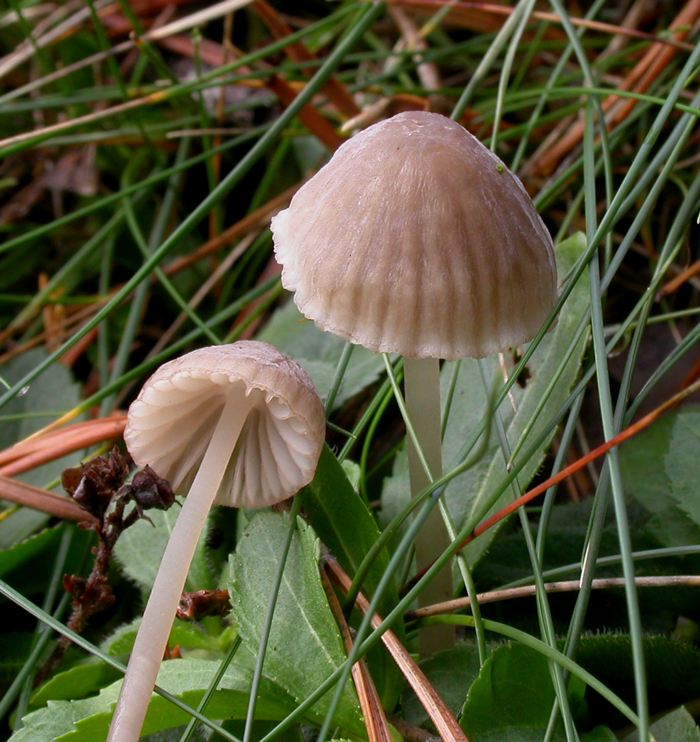
Mycena capillaripes

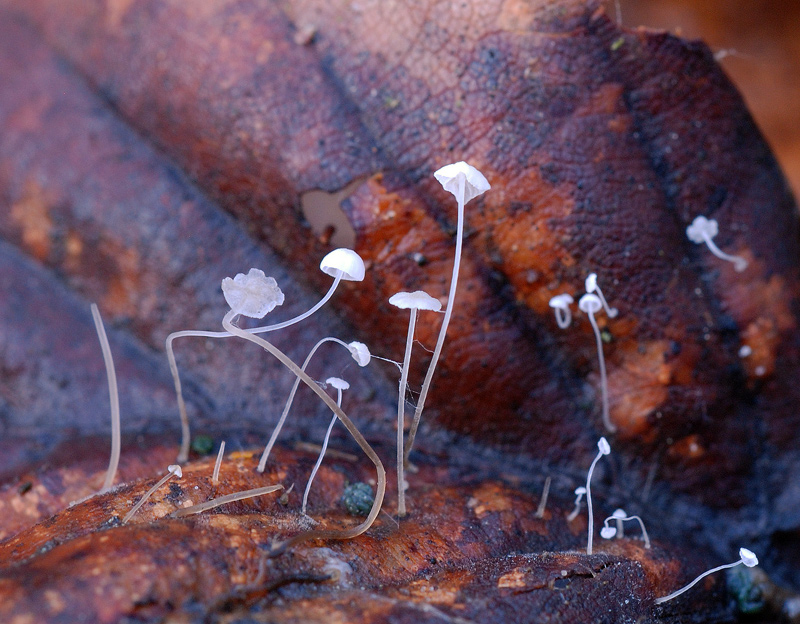
Mycena capillaris
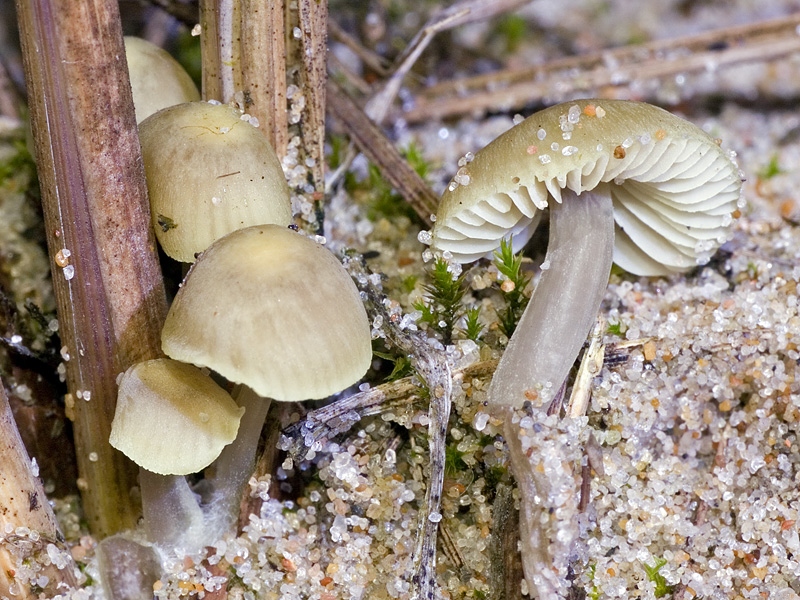
Mycena chlorantha
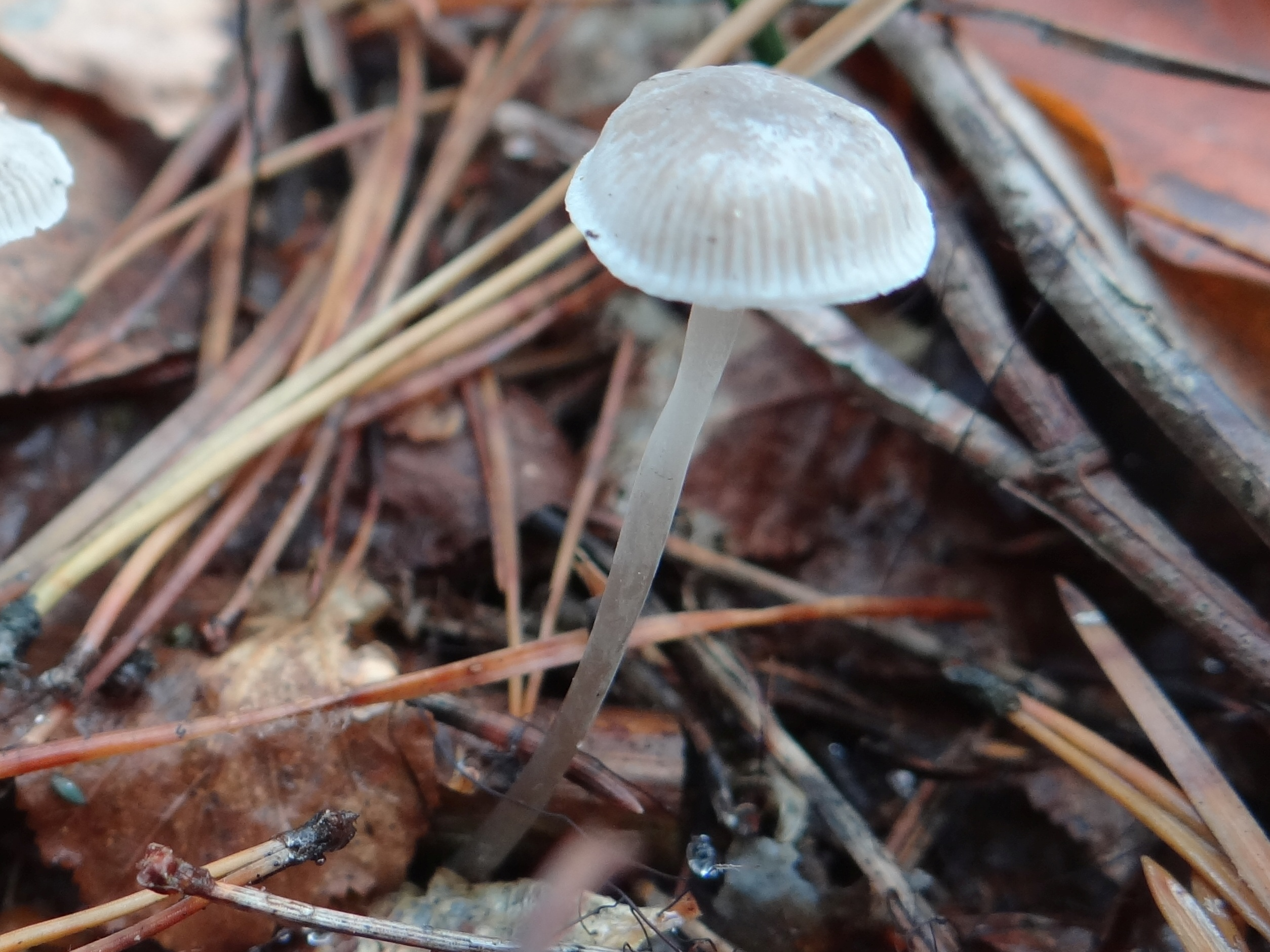
Mycena cinerella
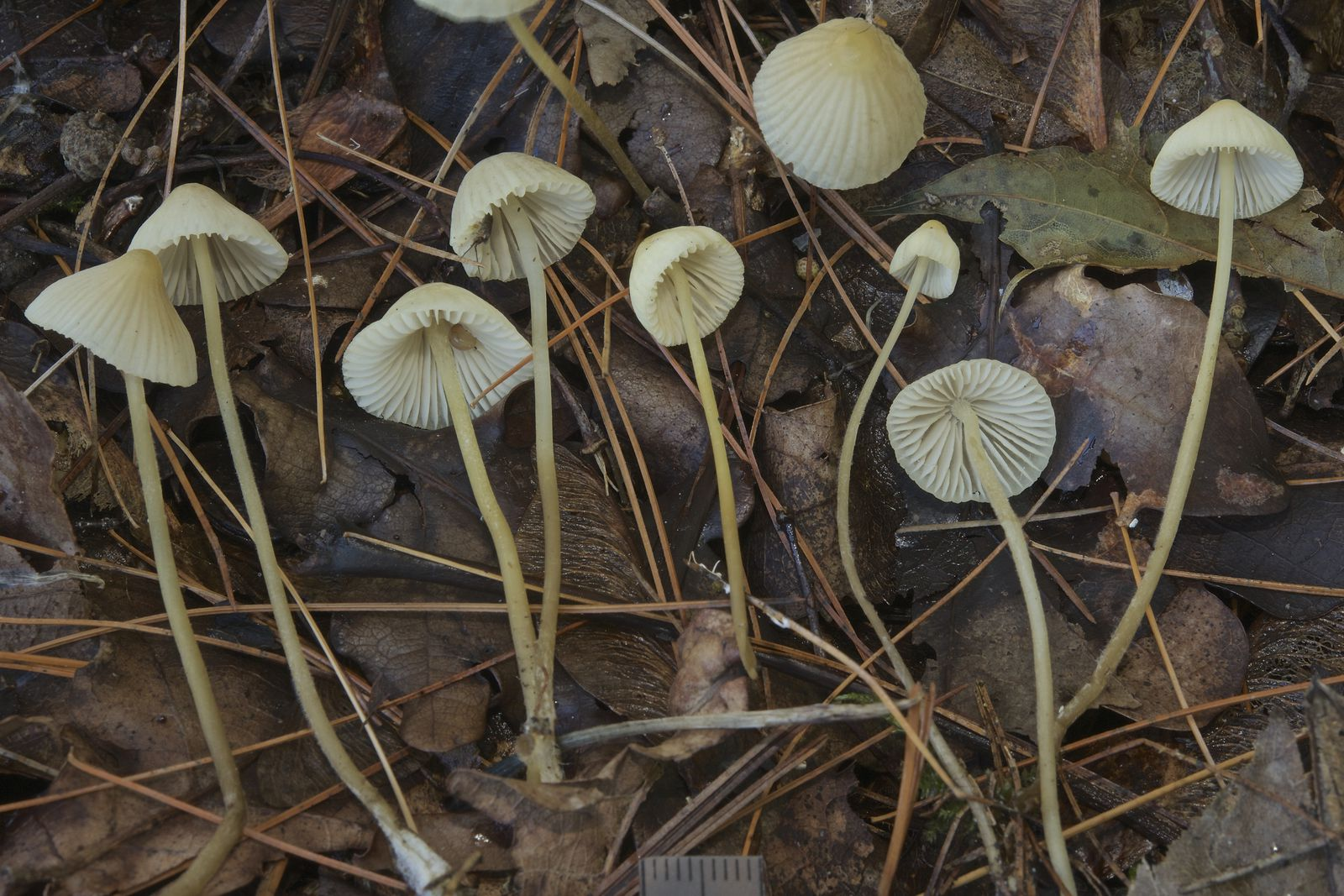
Mycena citrinomarginata
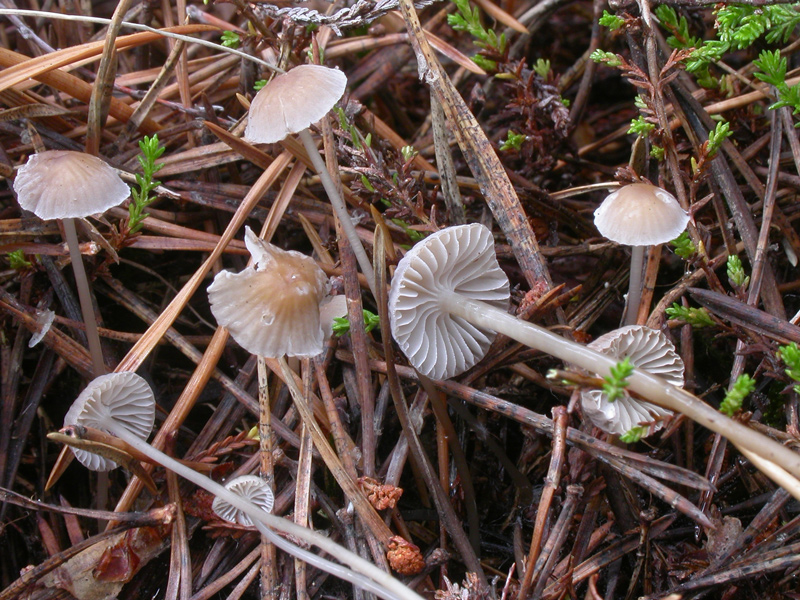
Mycena clavicularis

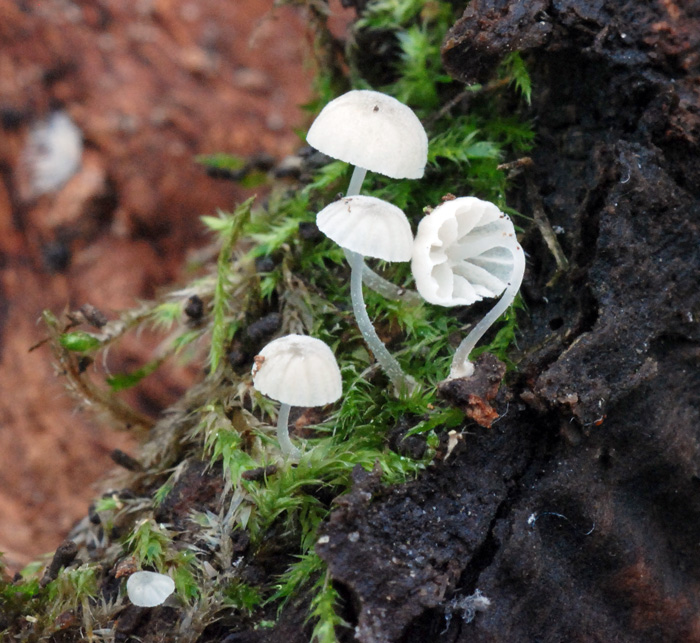
Mycena clavularis
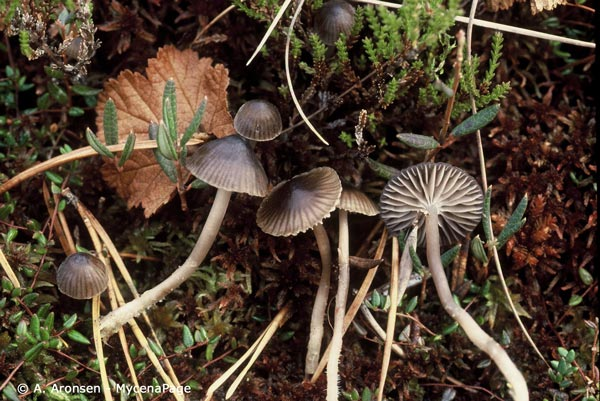
Mycena concolor
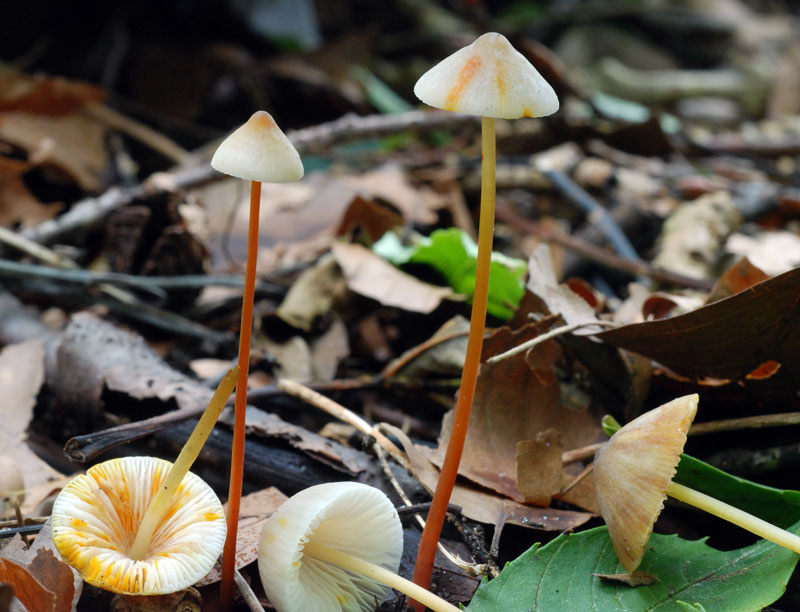
Mycena crocata
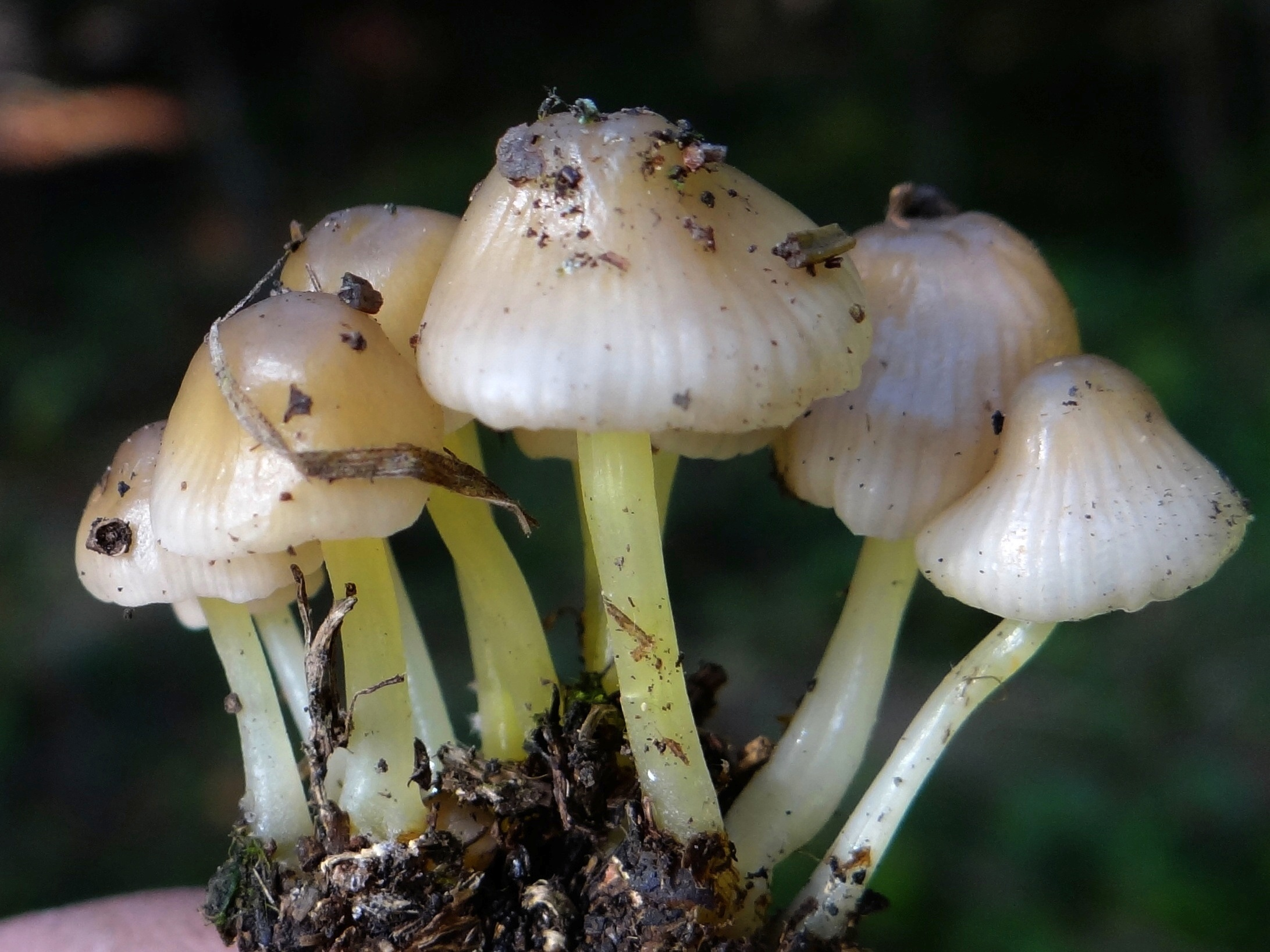
Mycena epipterygia
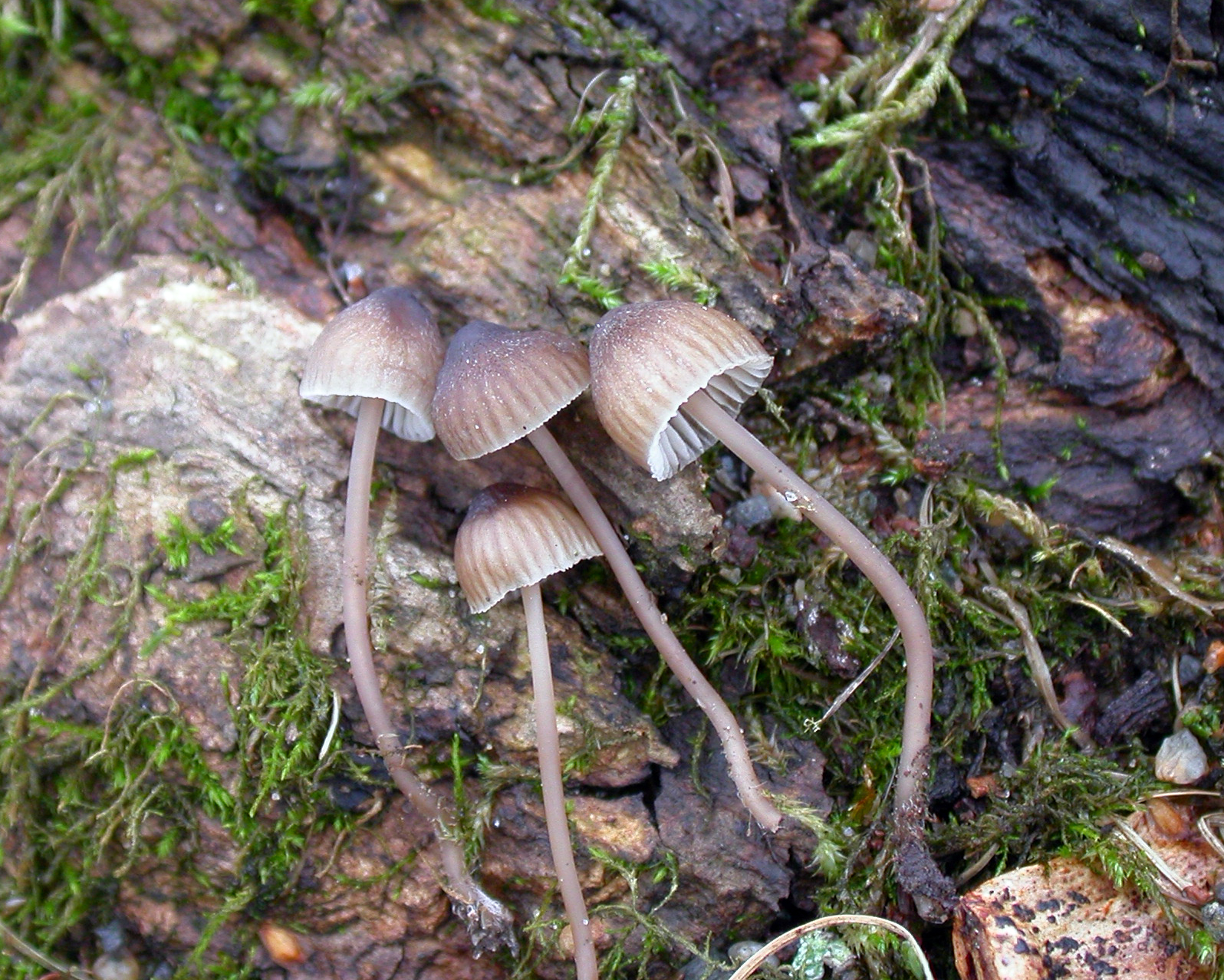
Mycena erubescens

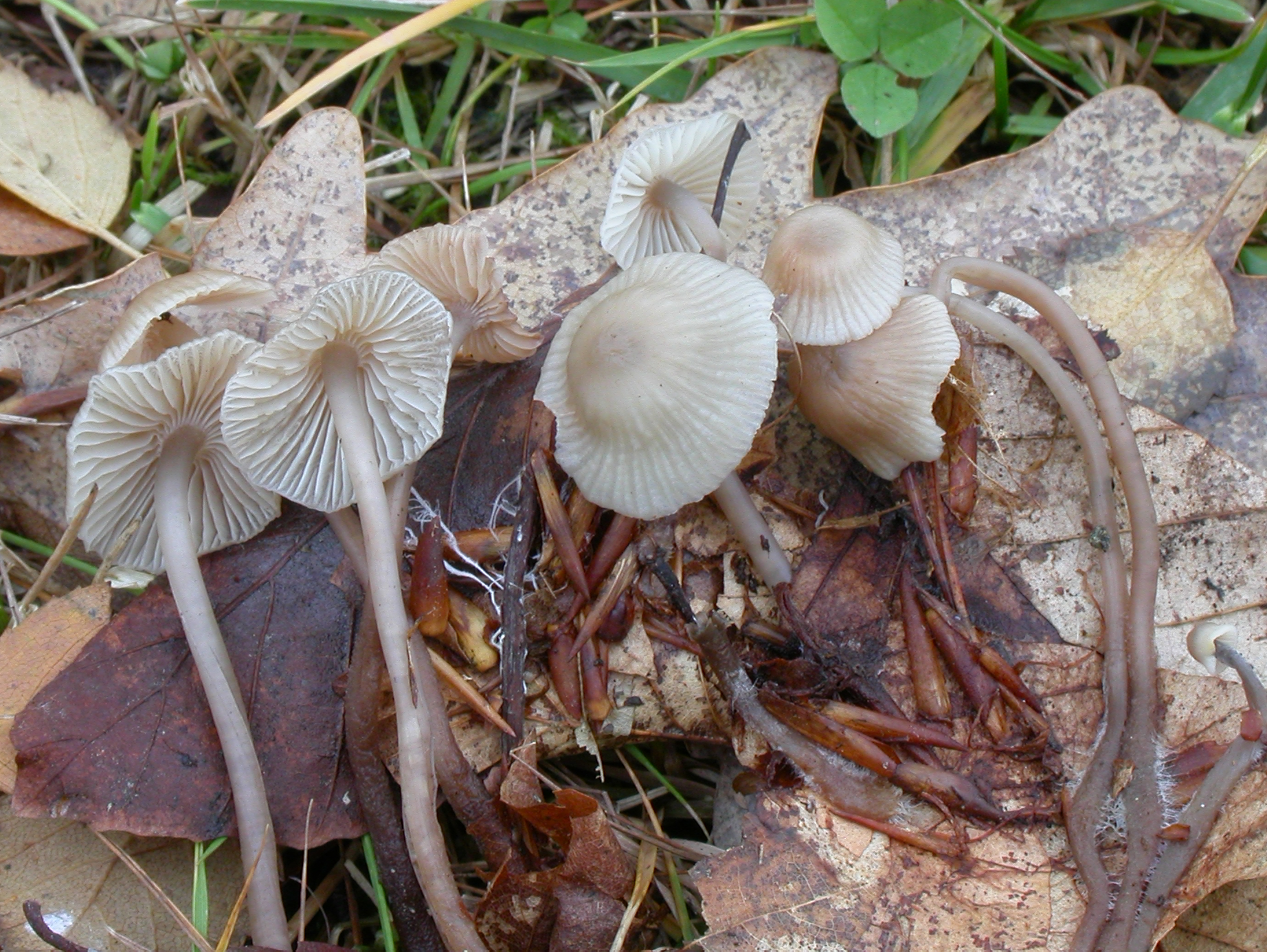
Mycena fagetorum
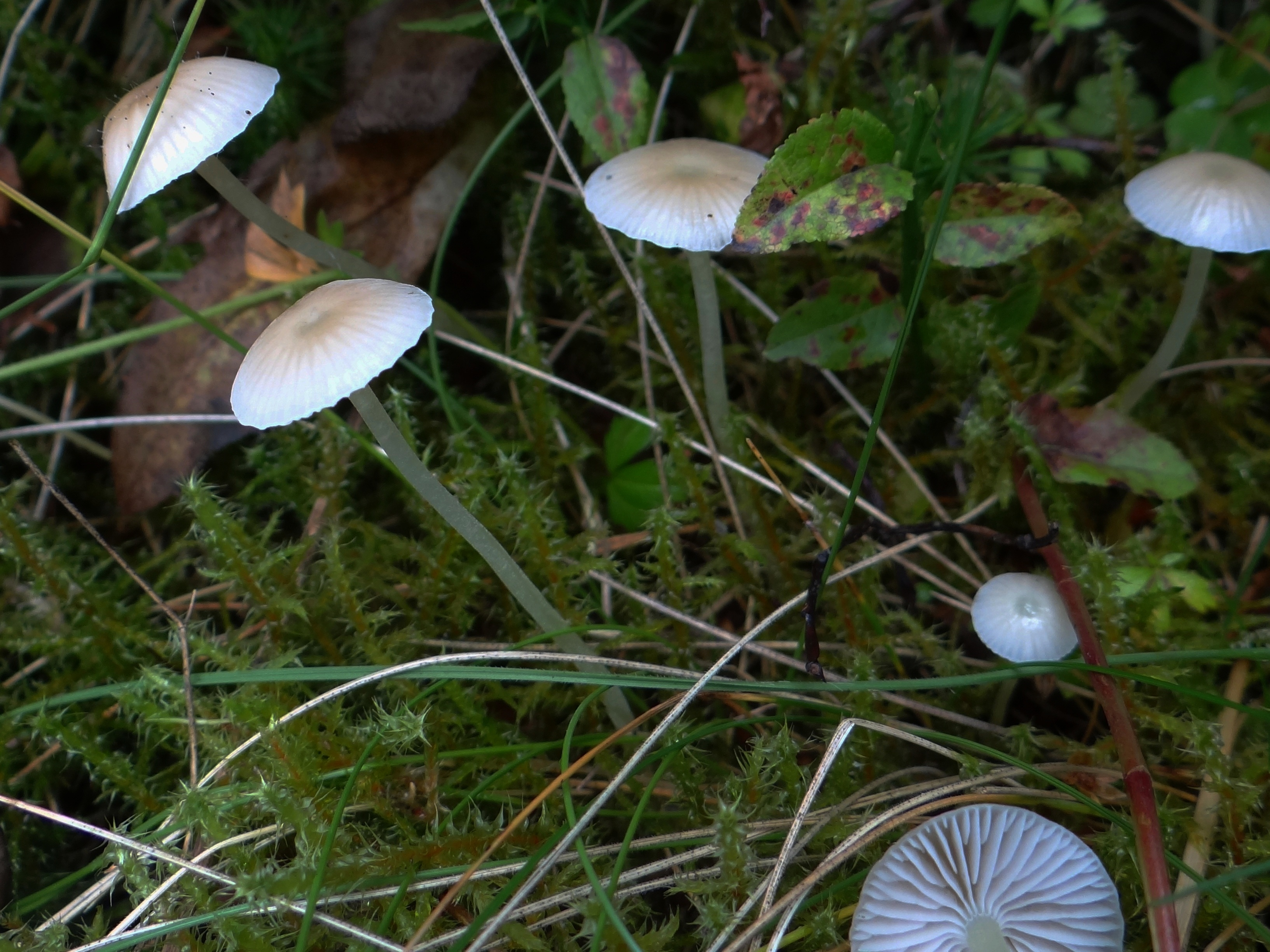
Mycena filopes
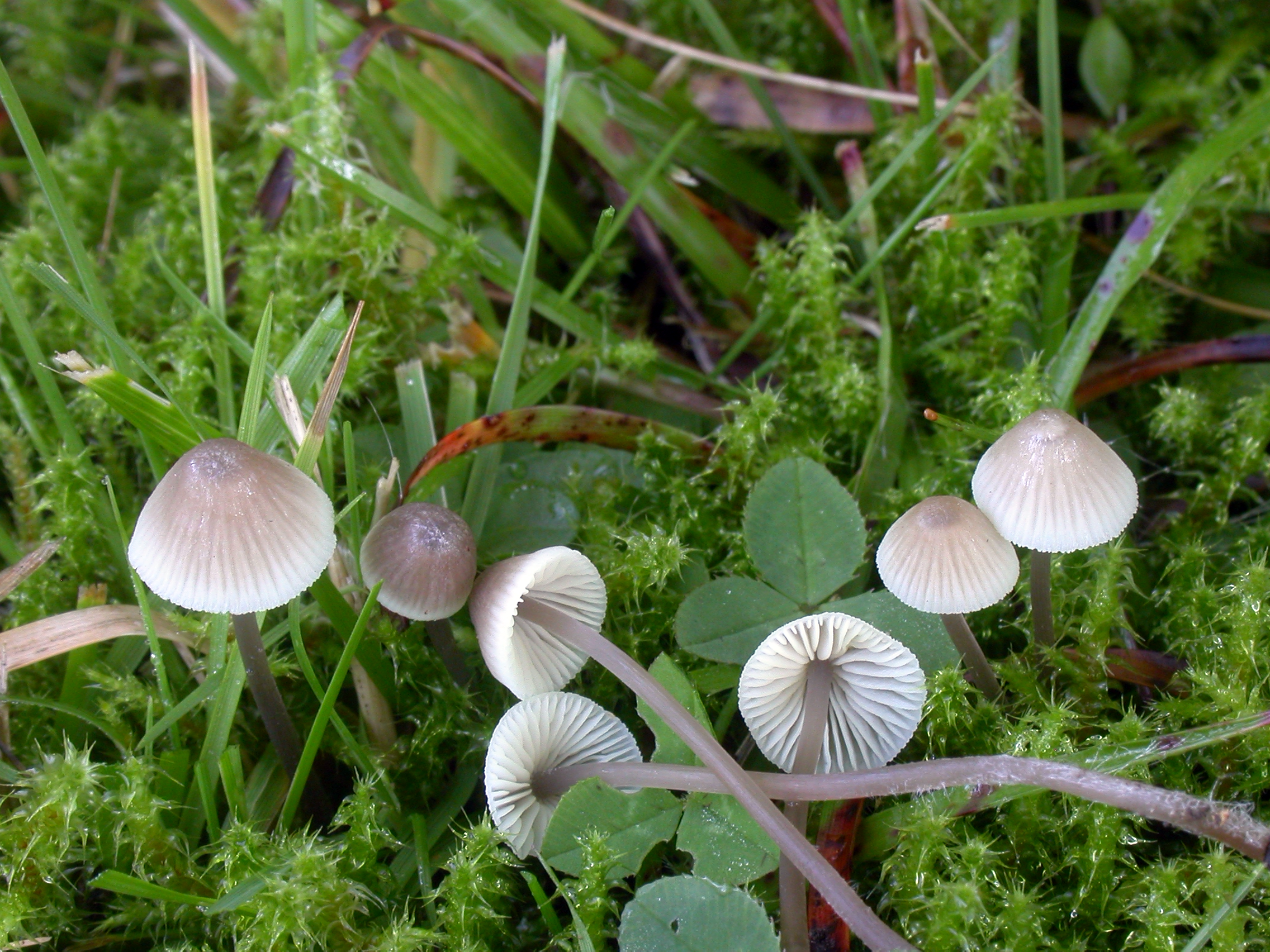
Mycena flavescens
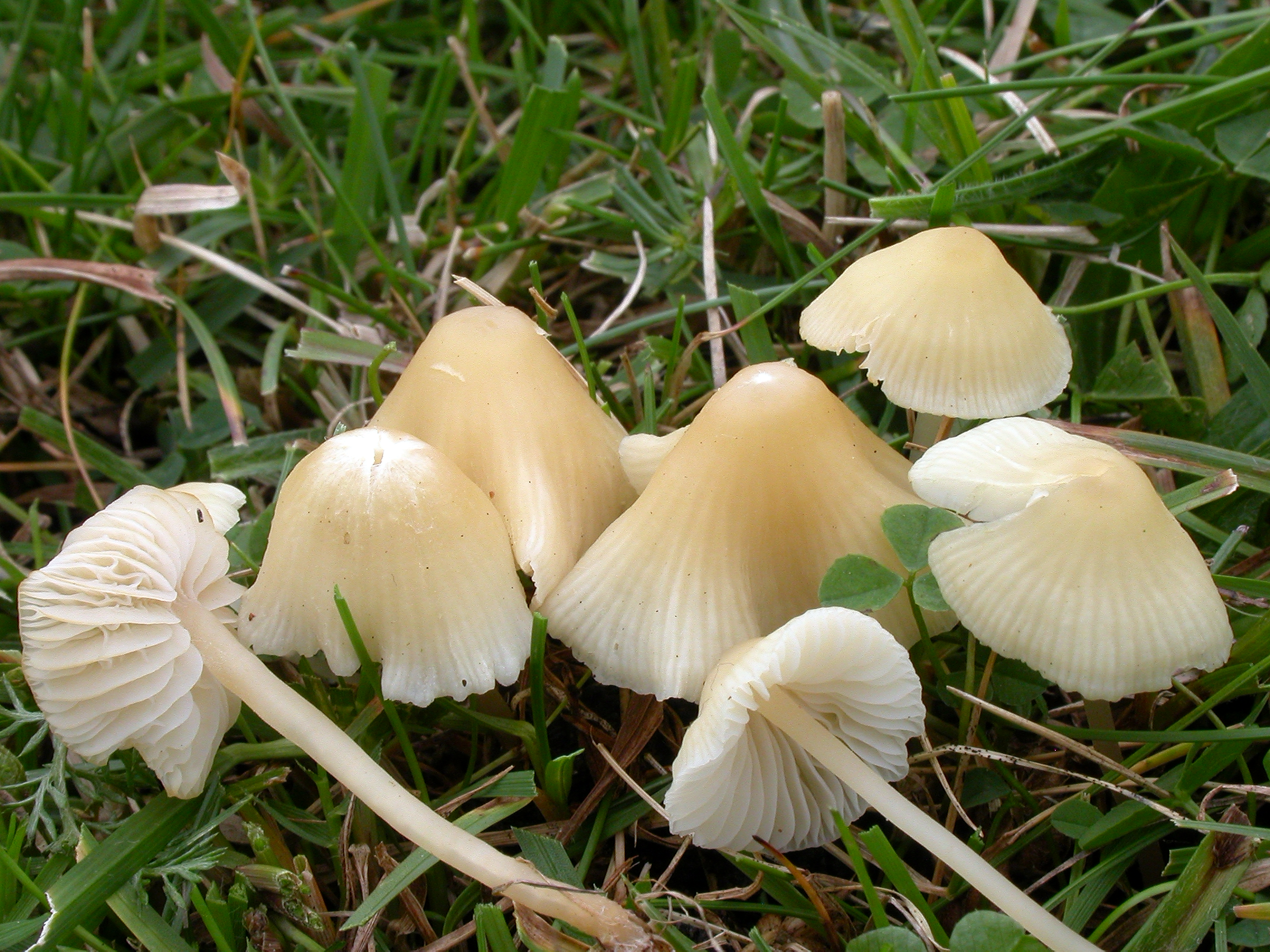
Mycena flavoalba
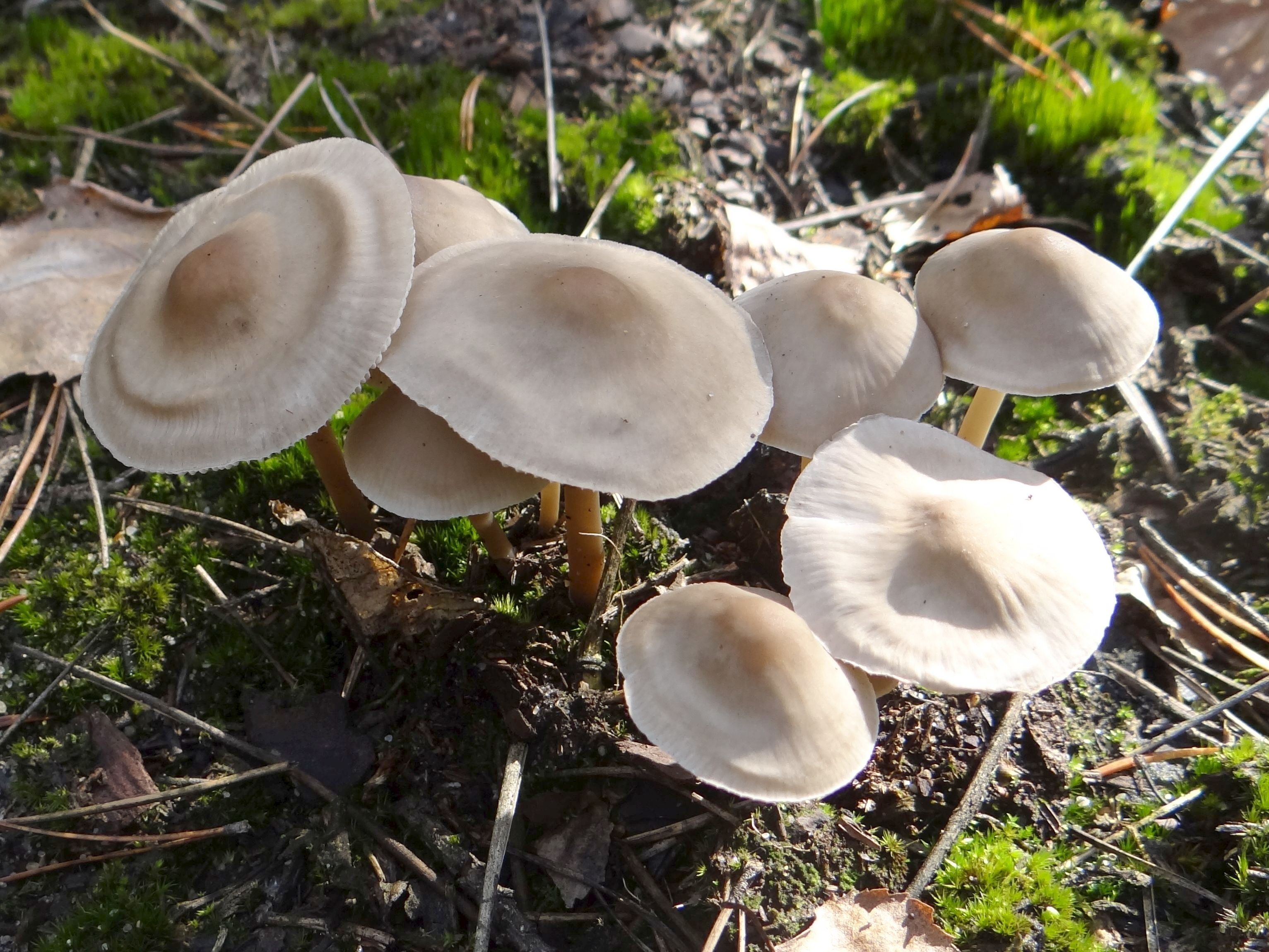
Mycena galericulata

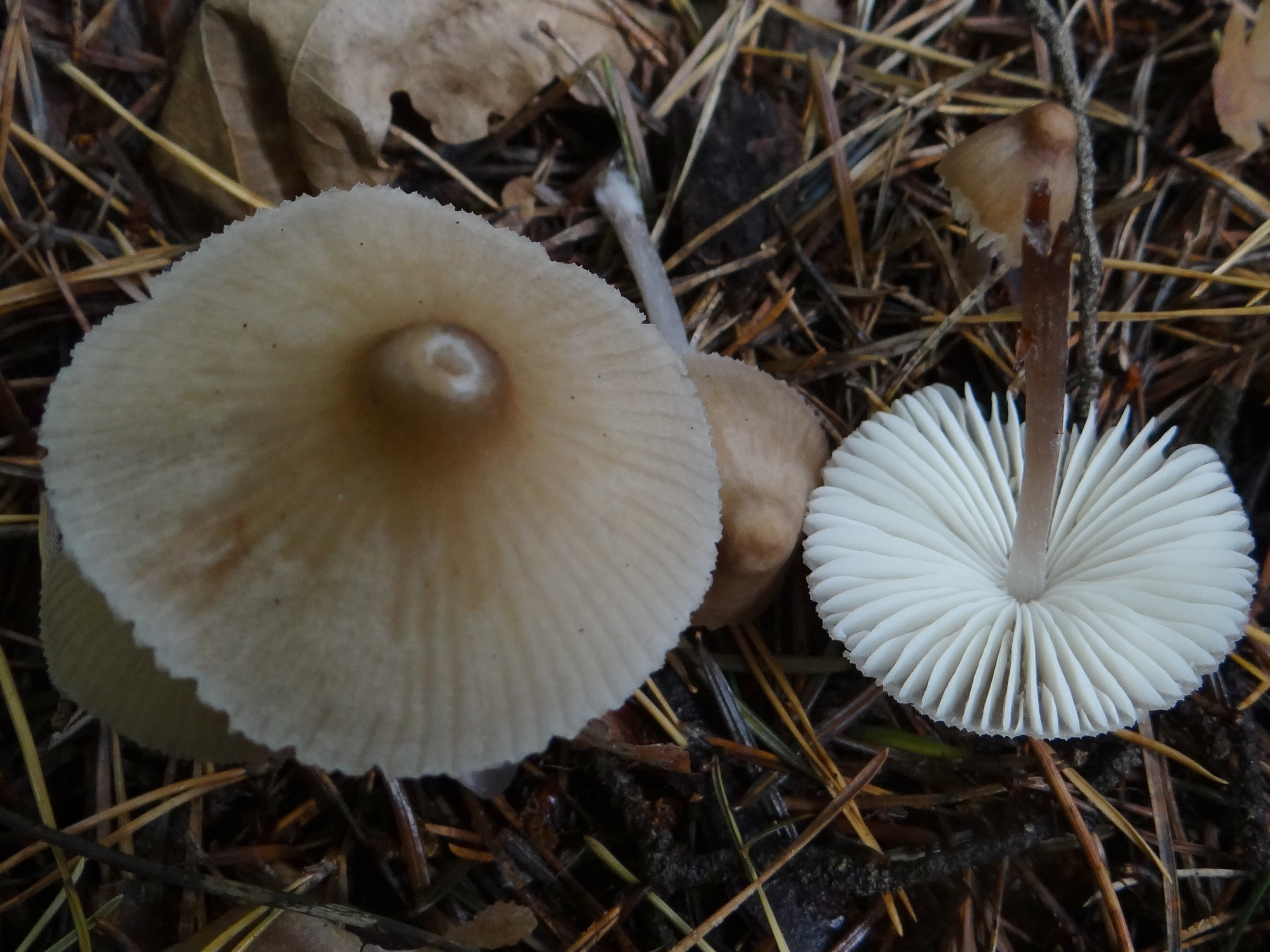
Mycena galopus
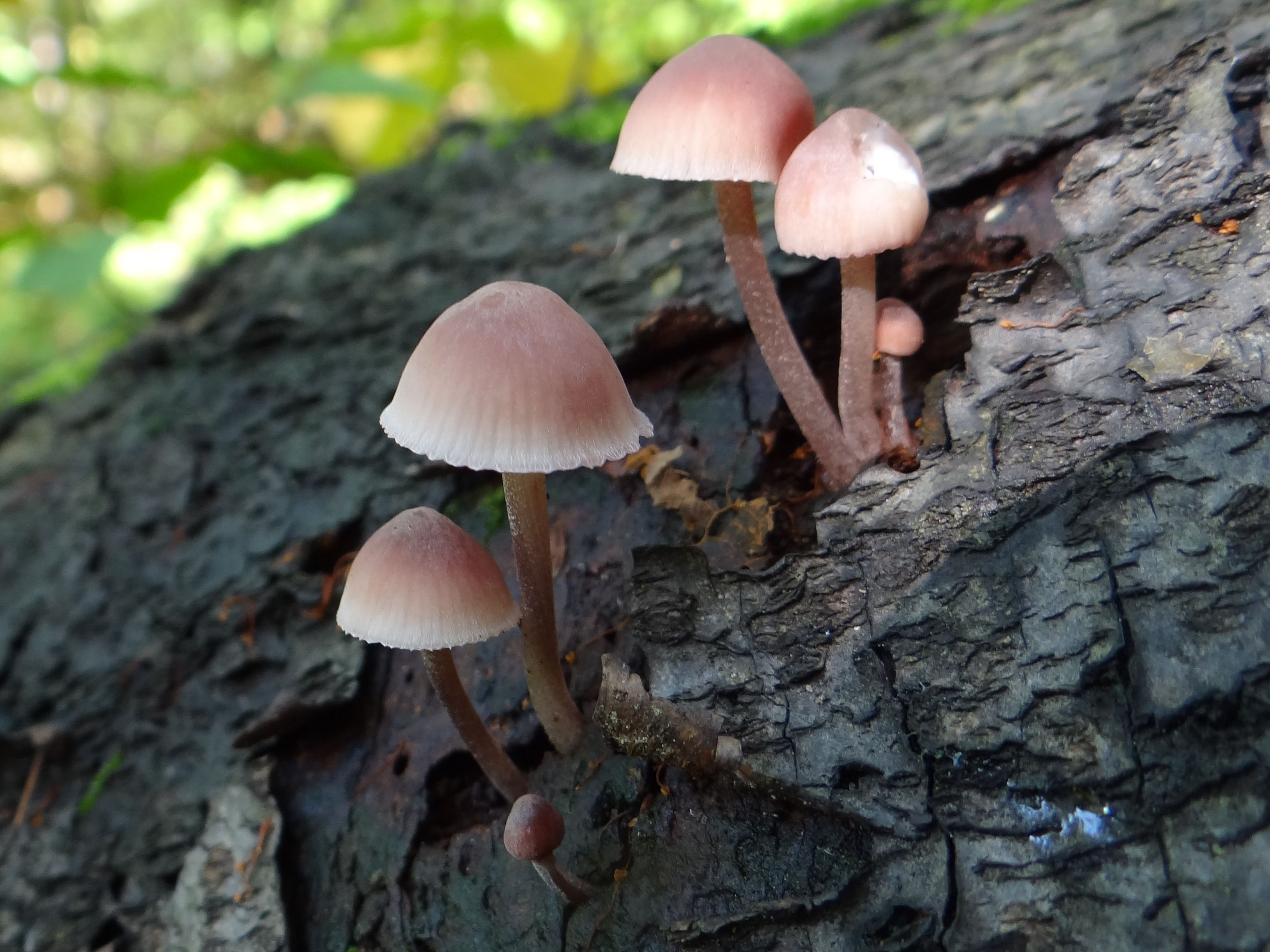
Mycena haematopus
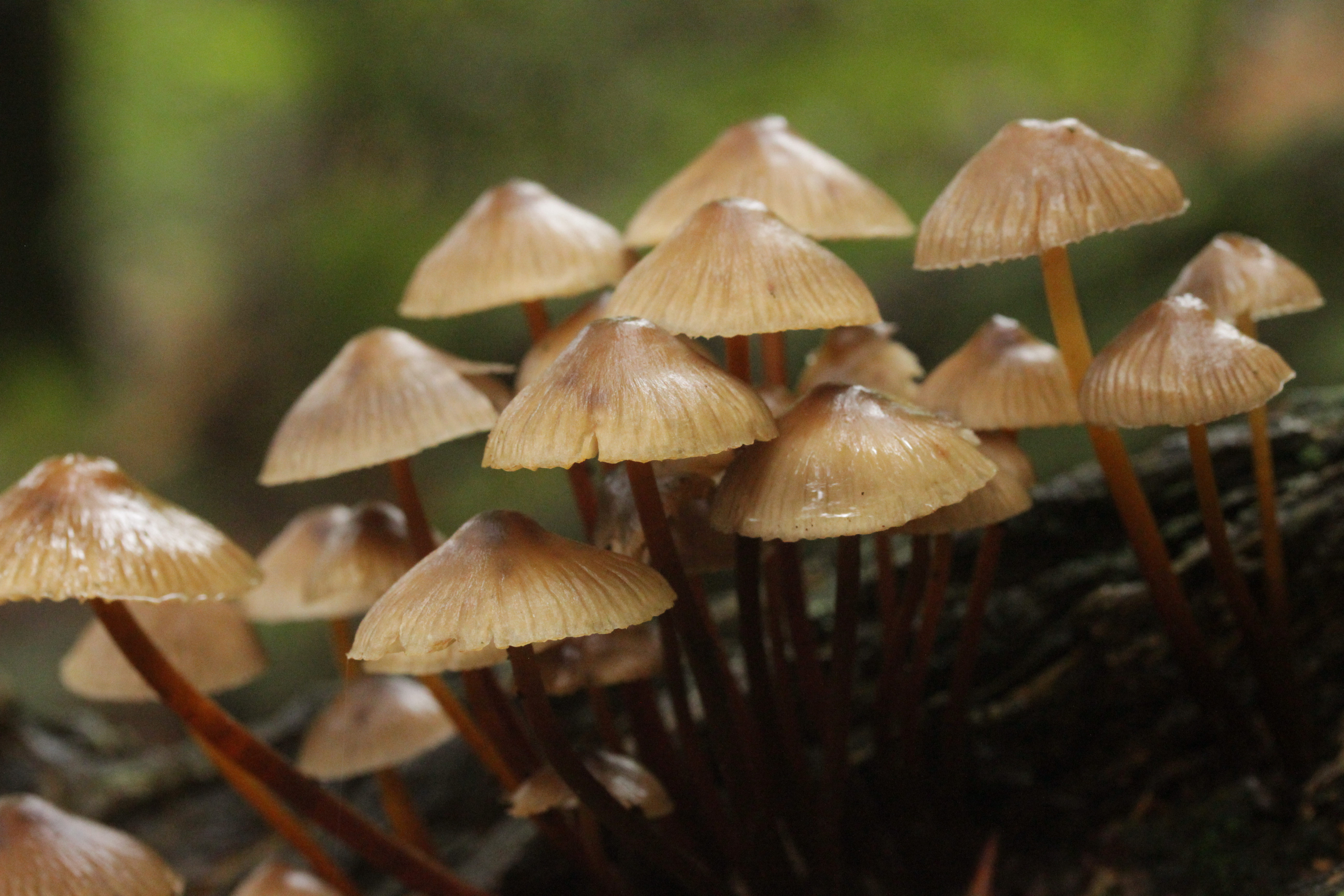
Mycena inclinata
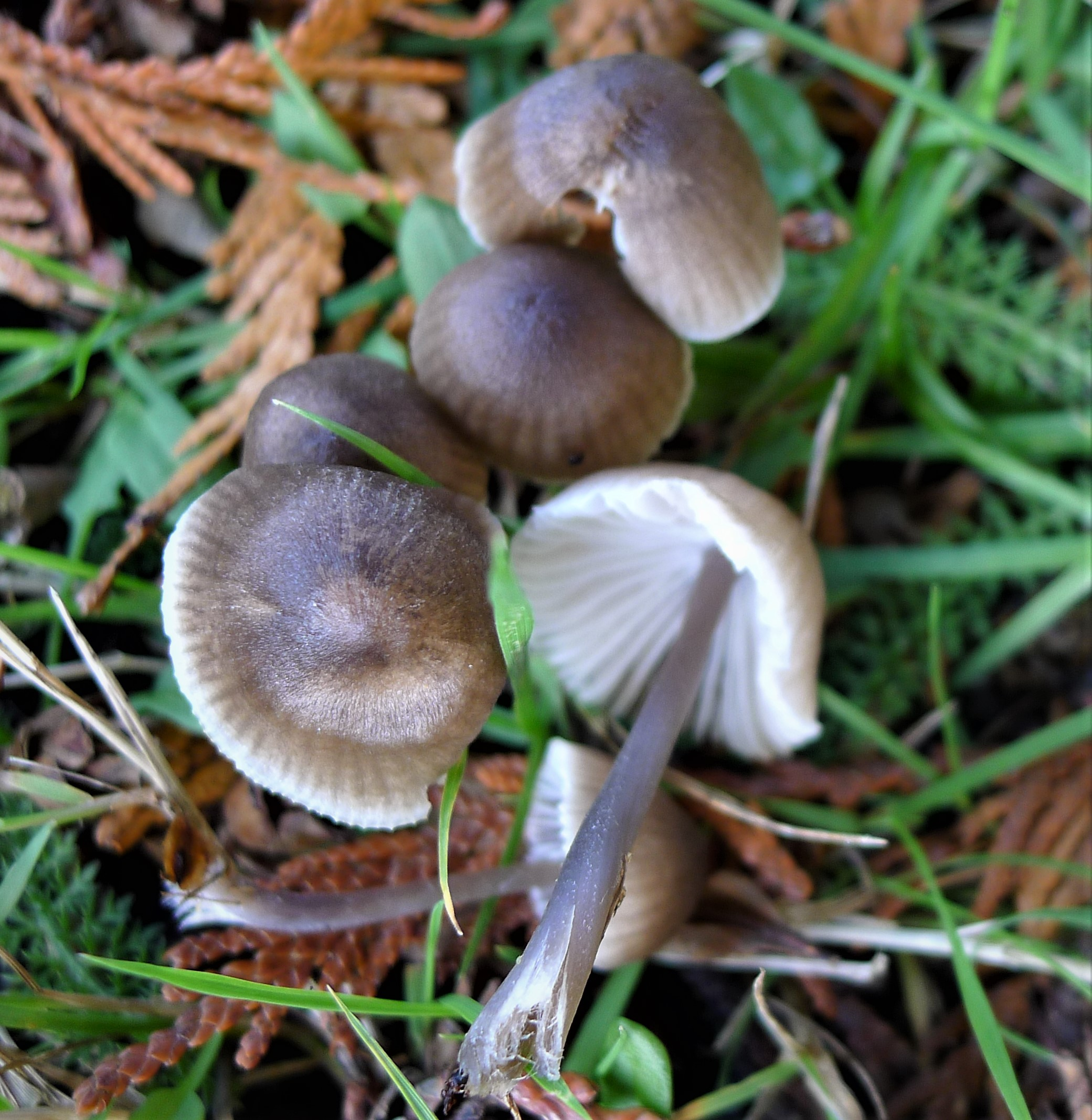
Mycena latifolia
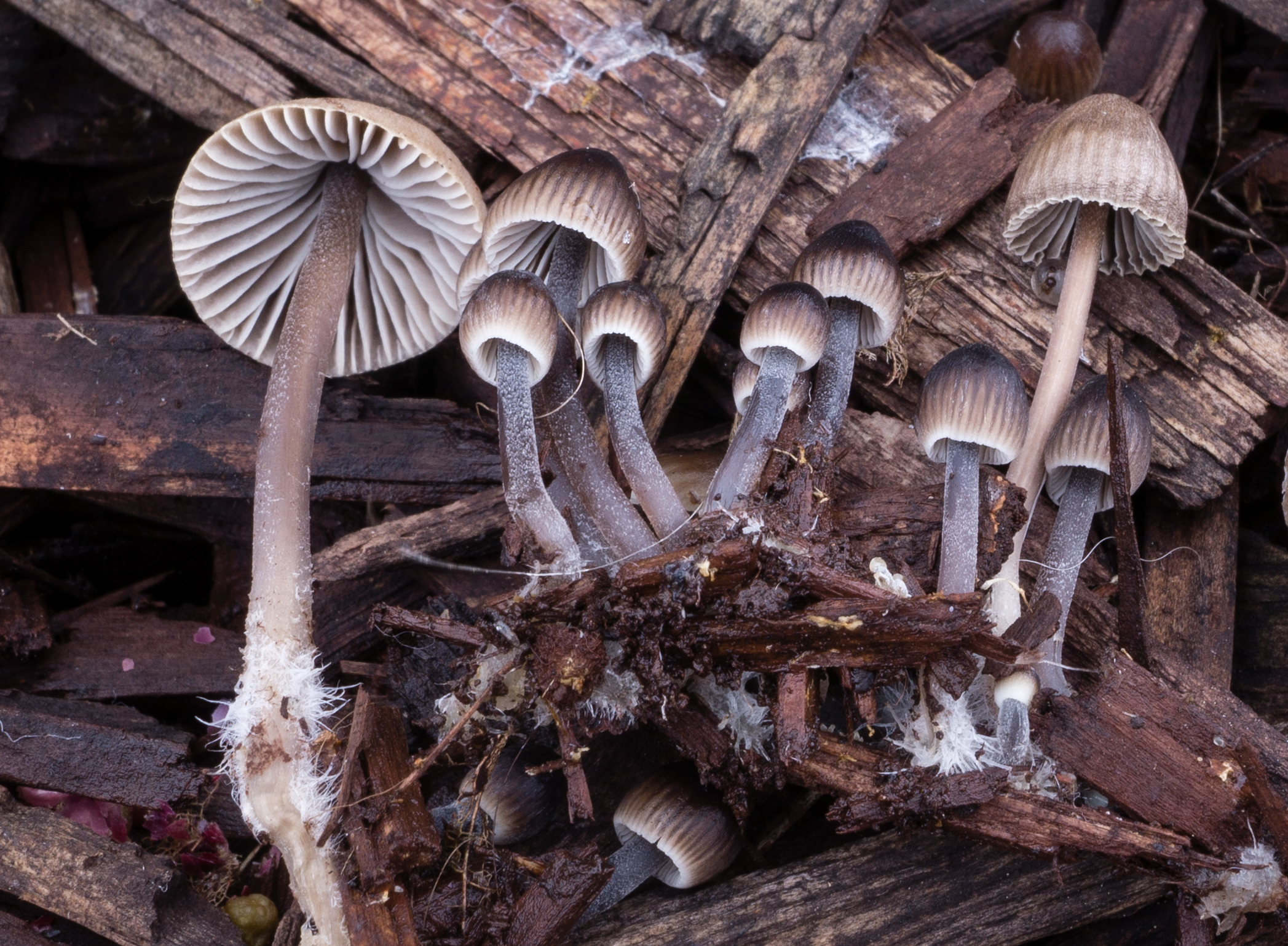
Mycena leptocephala

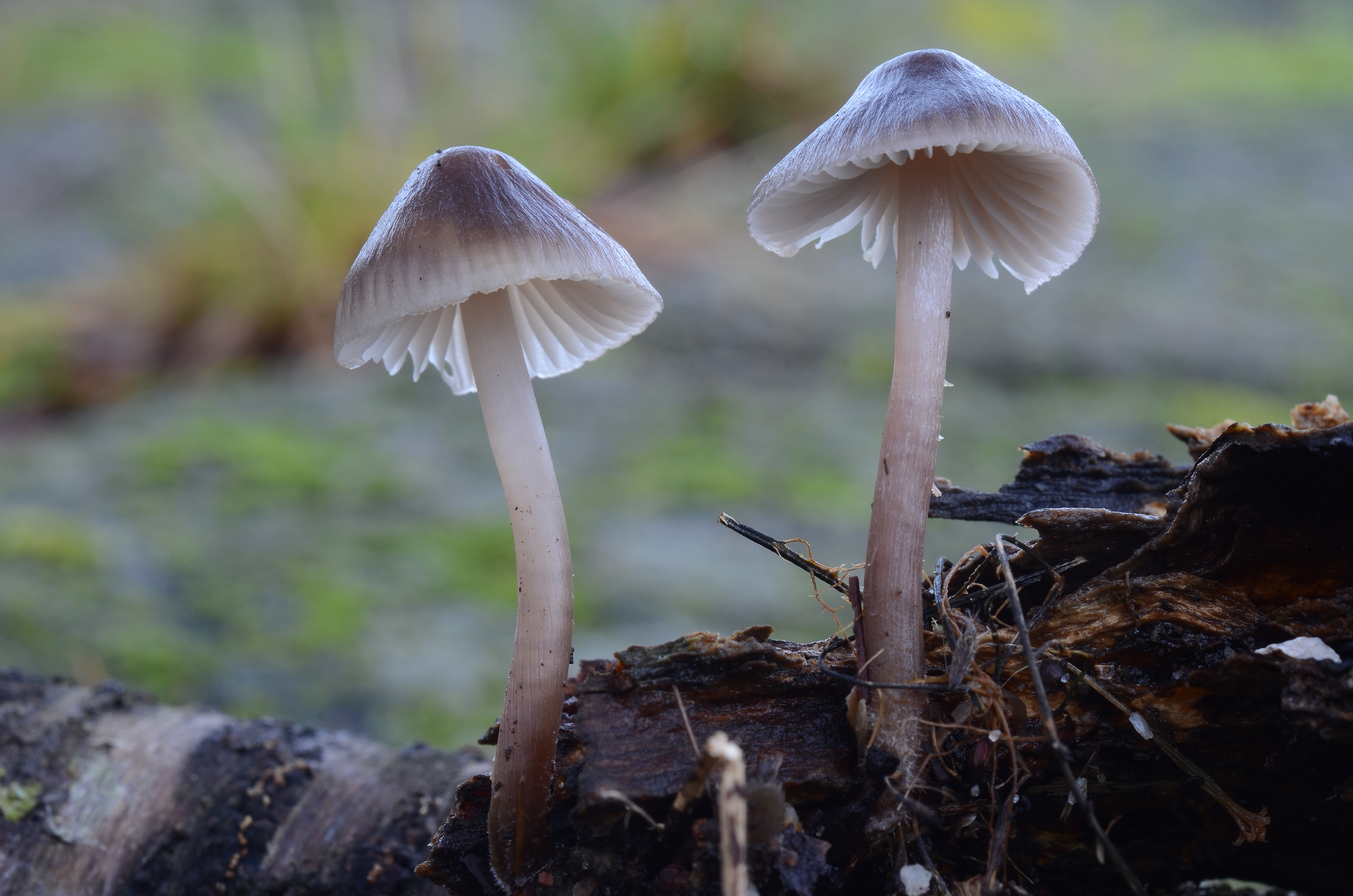
Mycena maculata
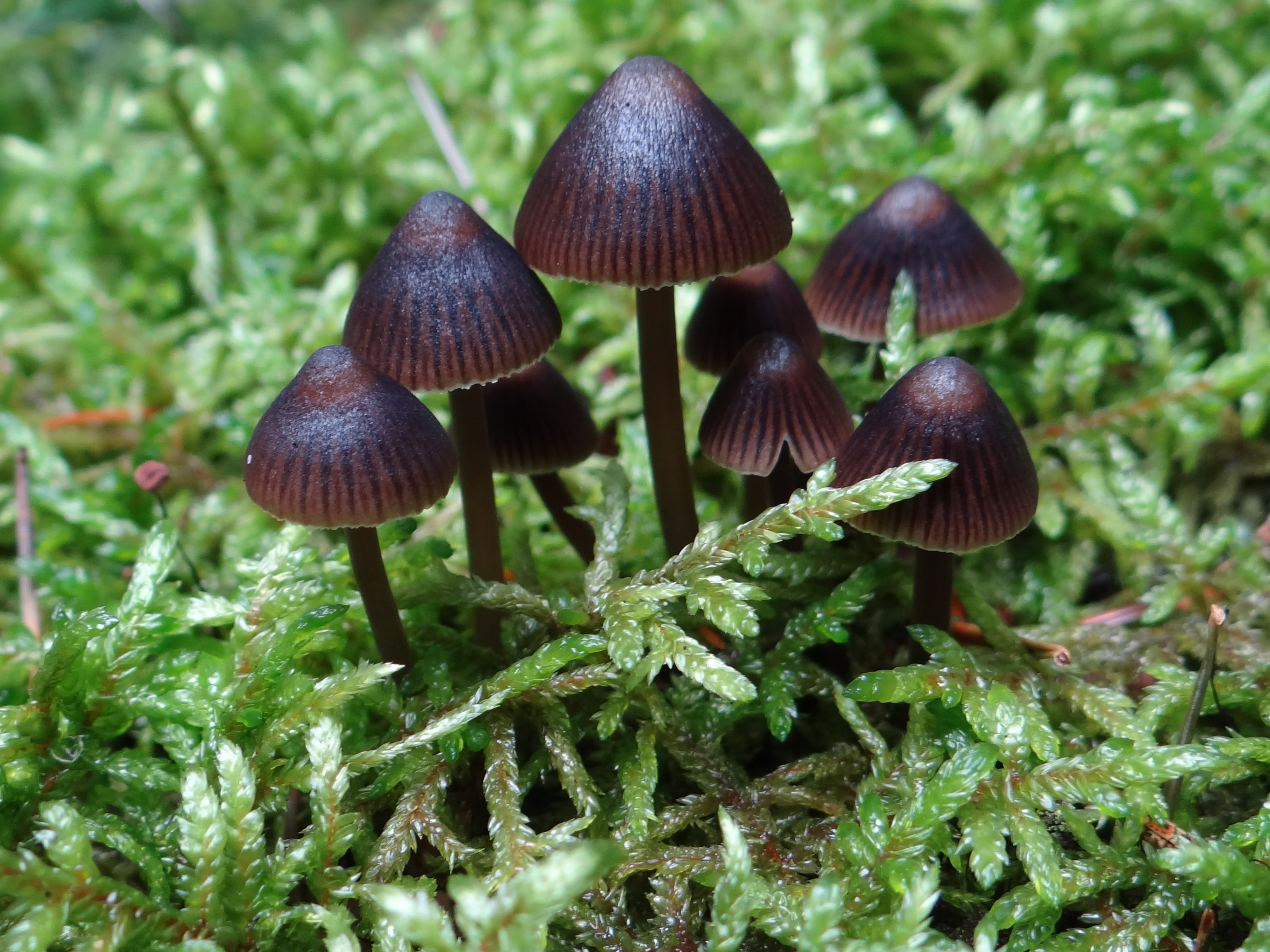
Mycena megaspora
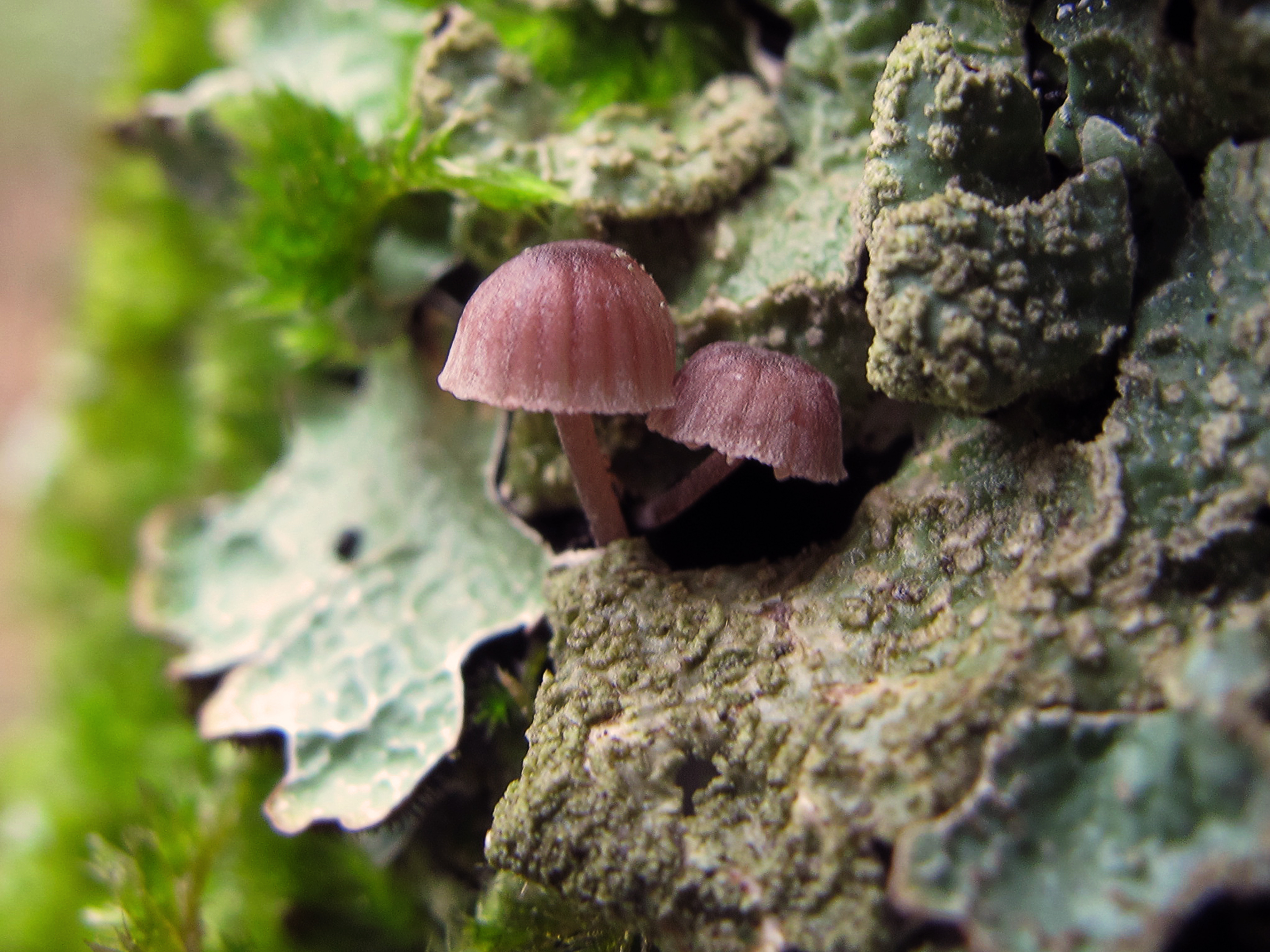
Mycena meliigena
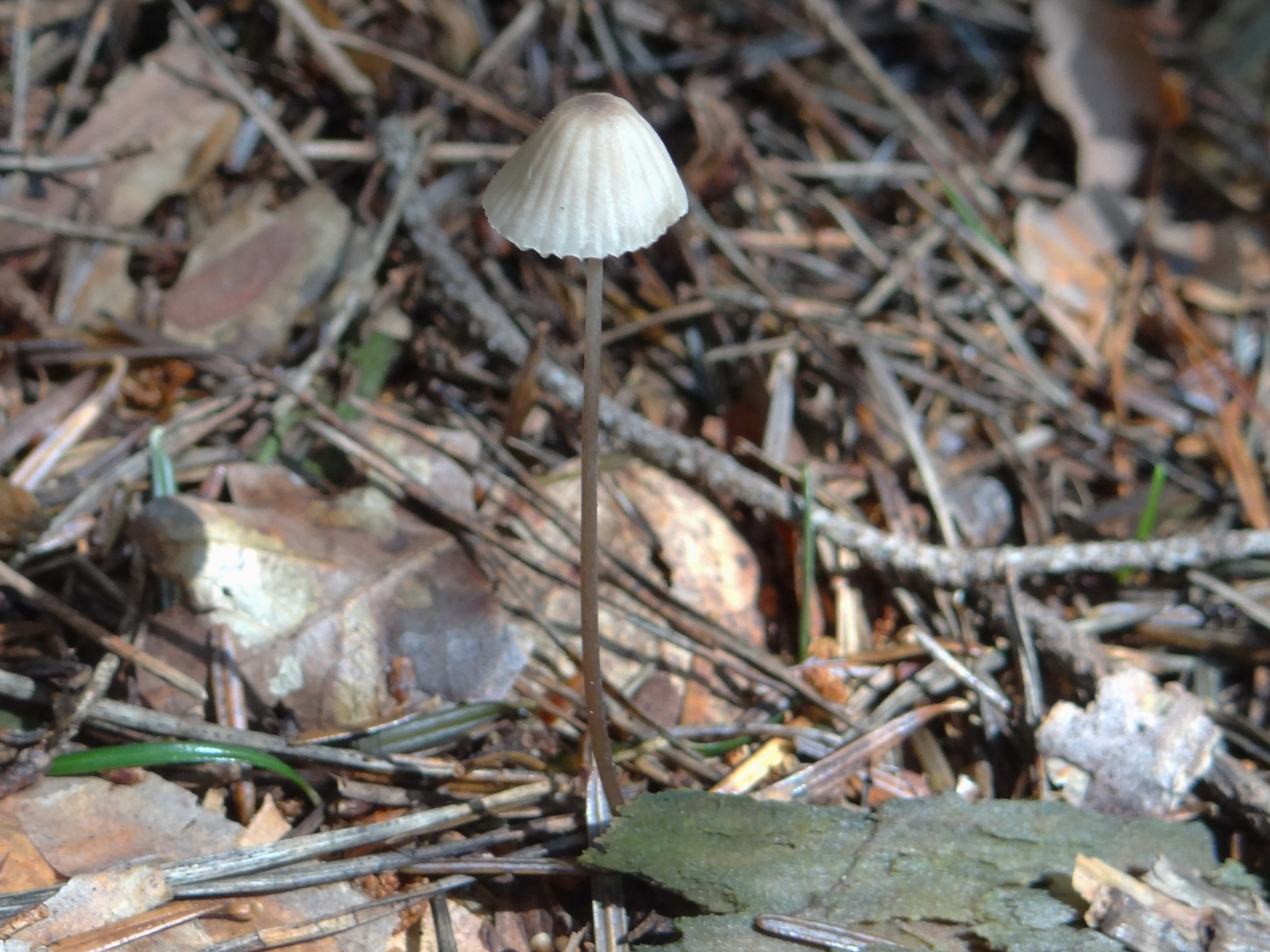
Mycena metata
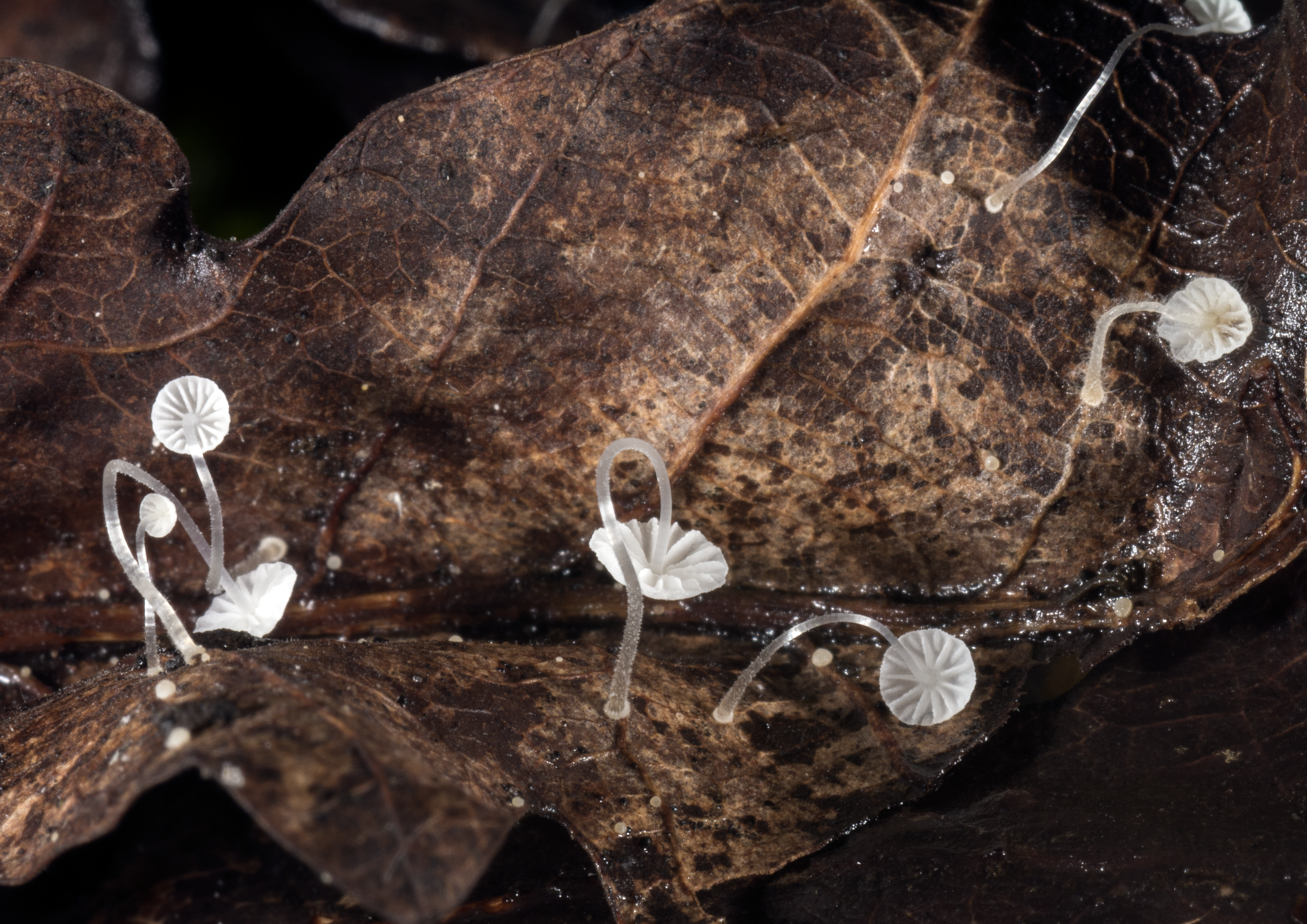
Mycena mucor

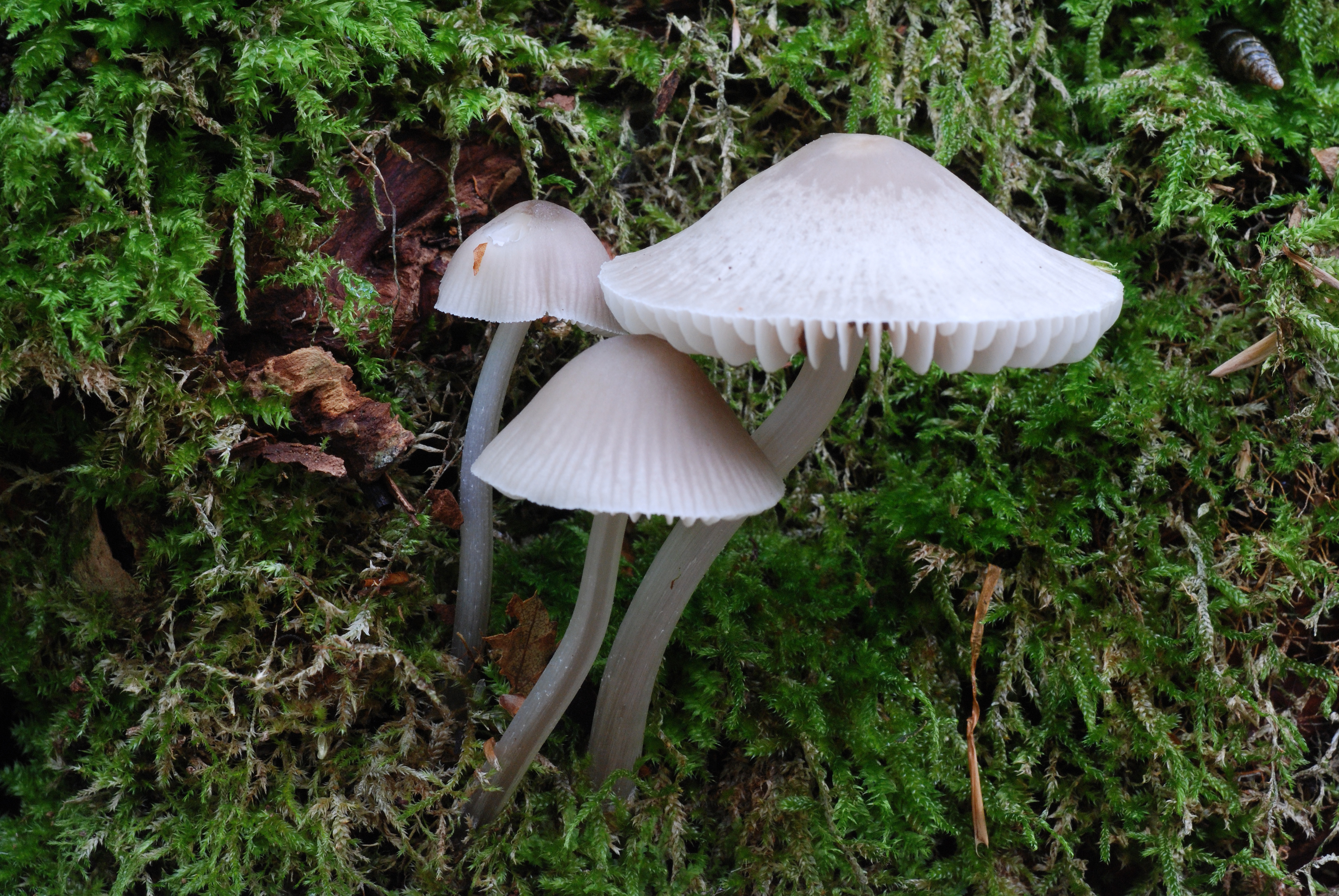
Mycena niveipes
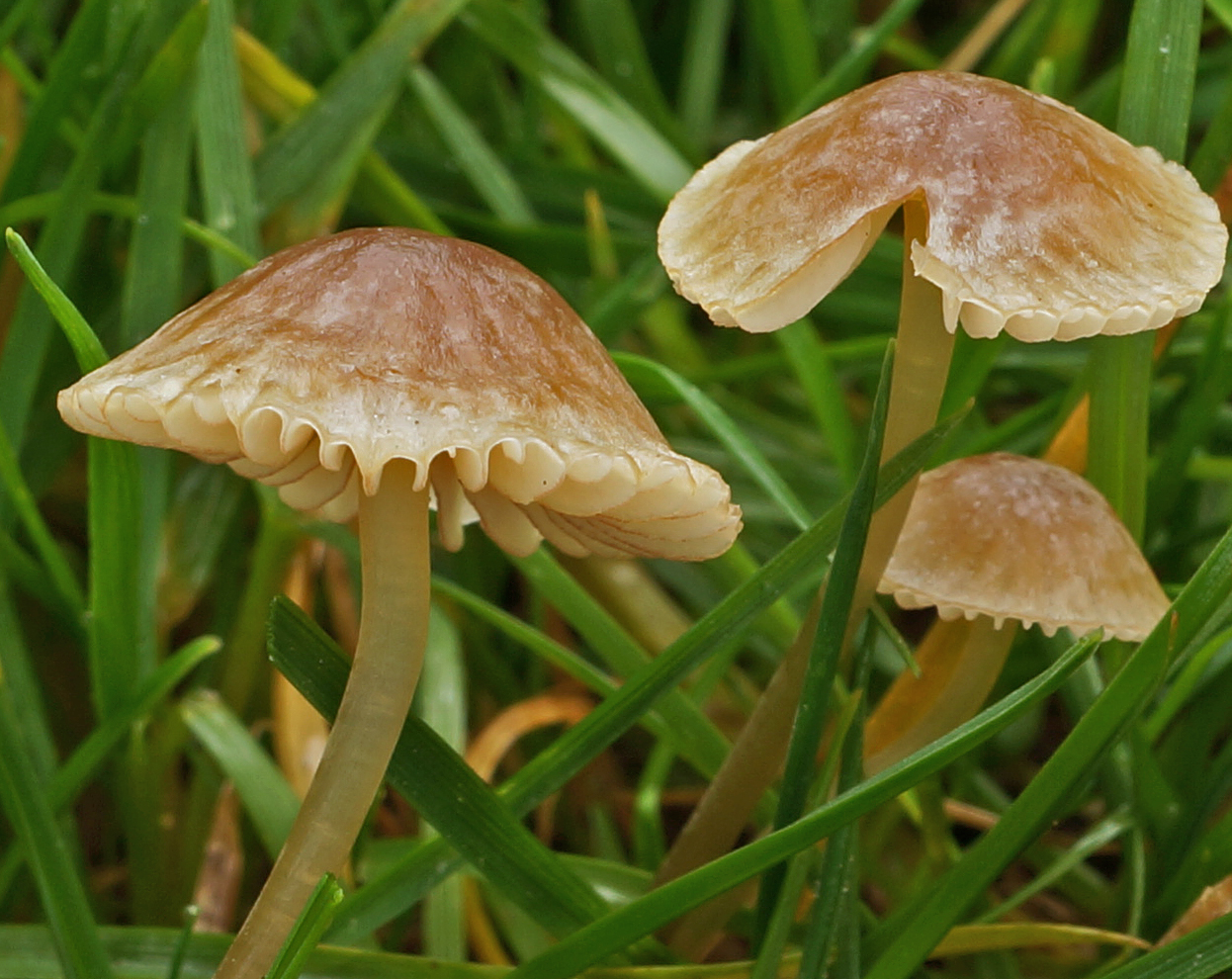
Mycena olivaceomarginata
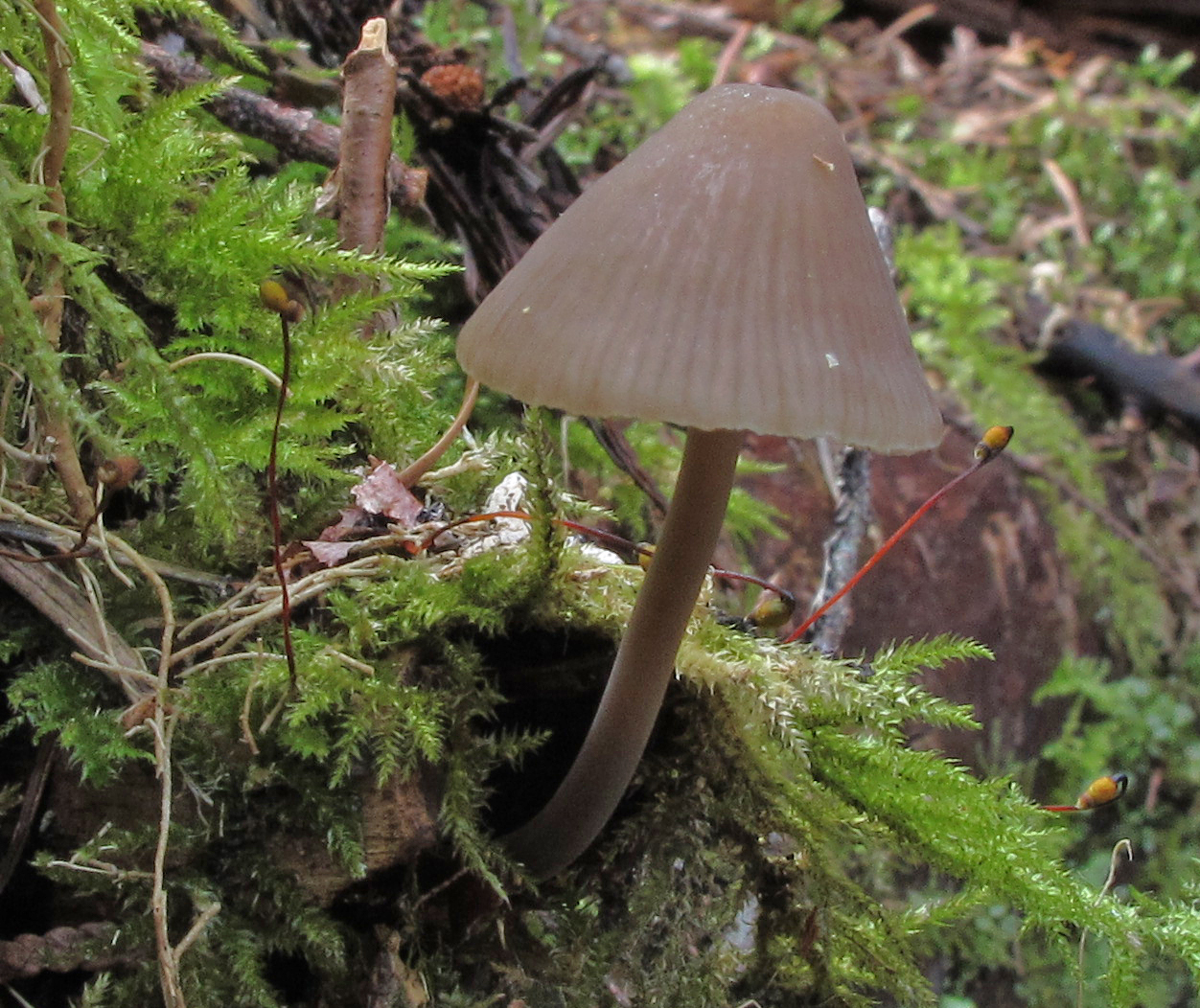
Mycena parabolica
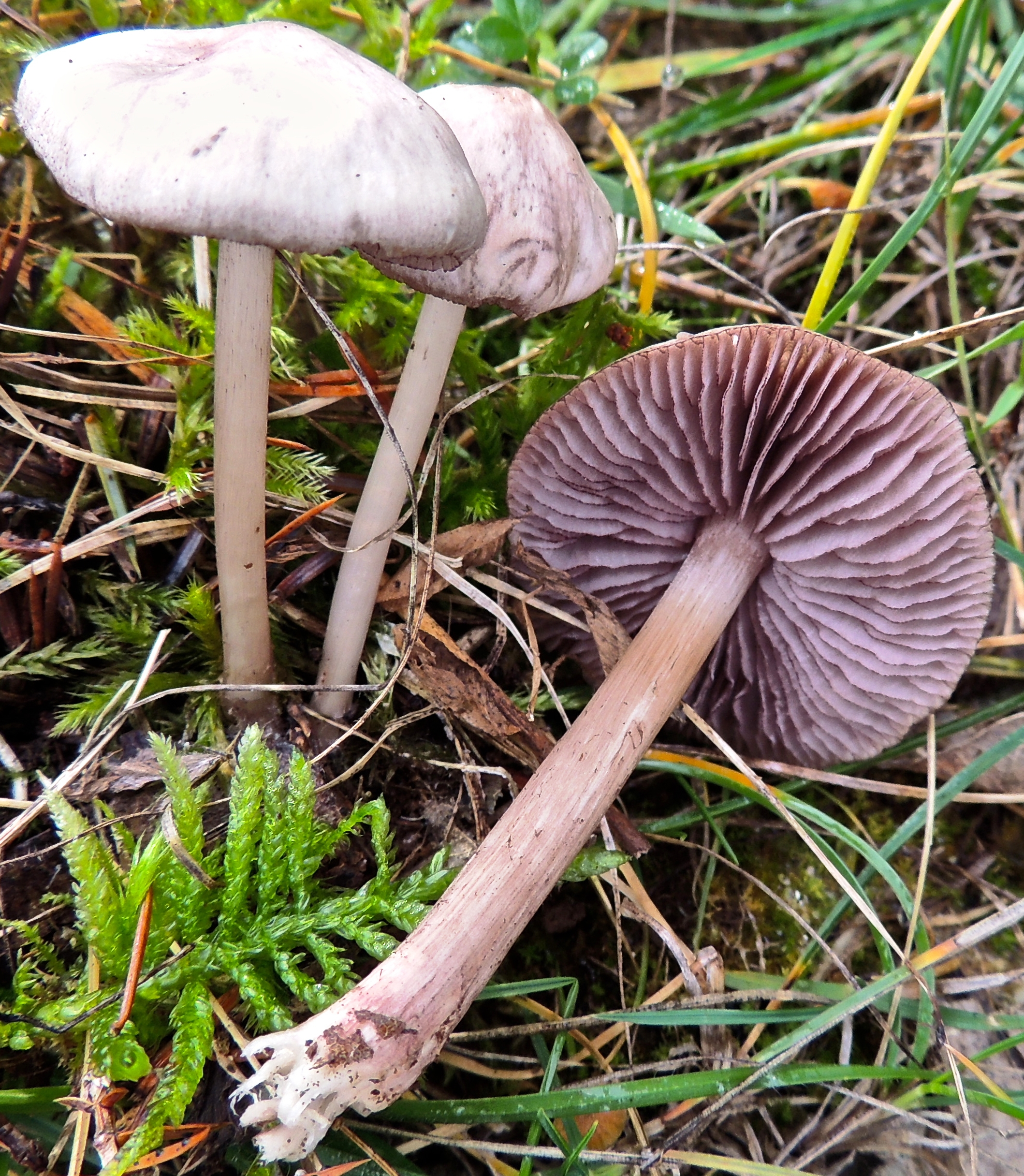
Mycena pelianthina
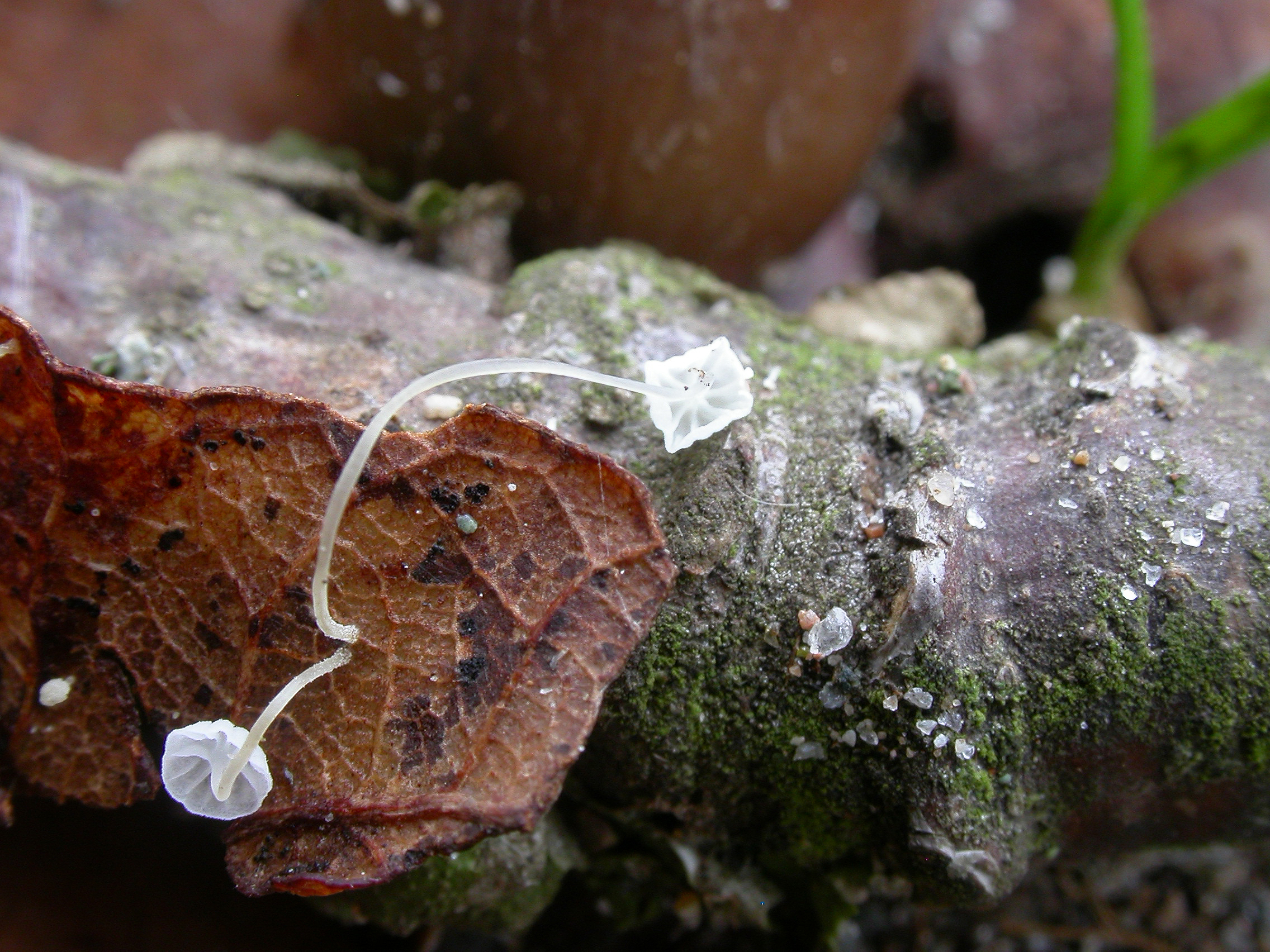
Mycena polyadelpha

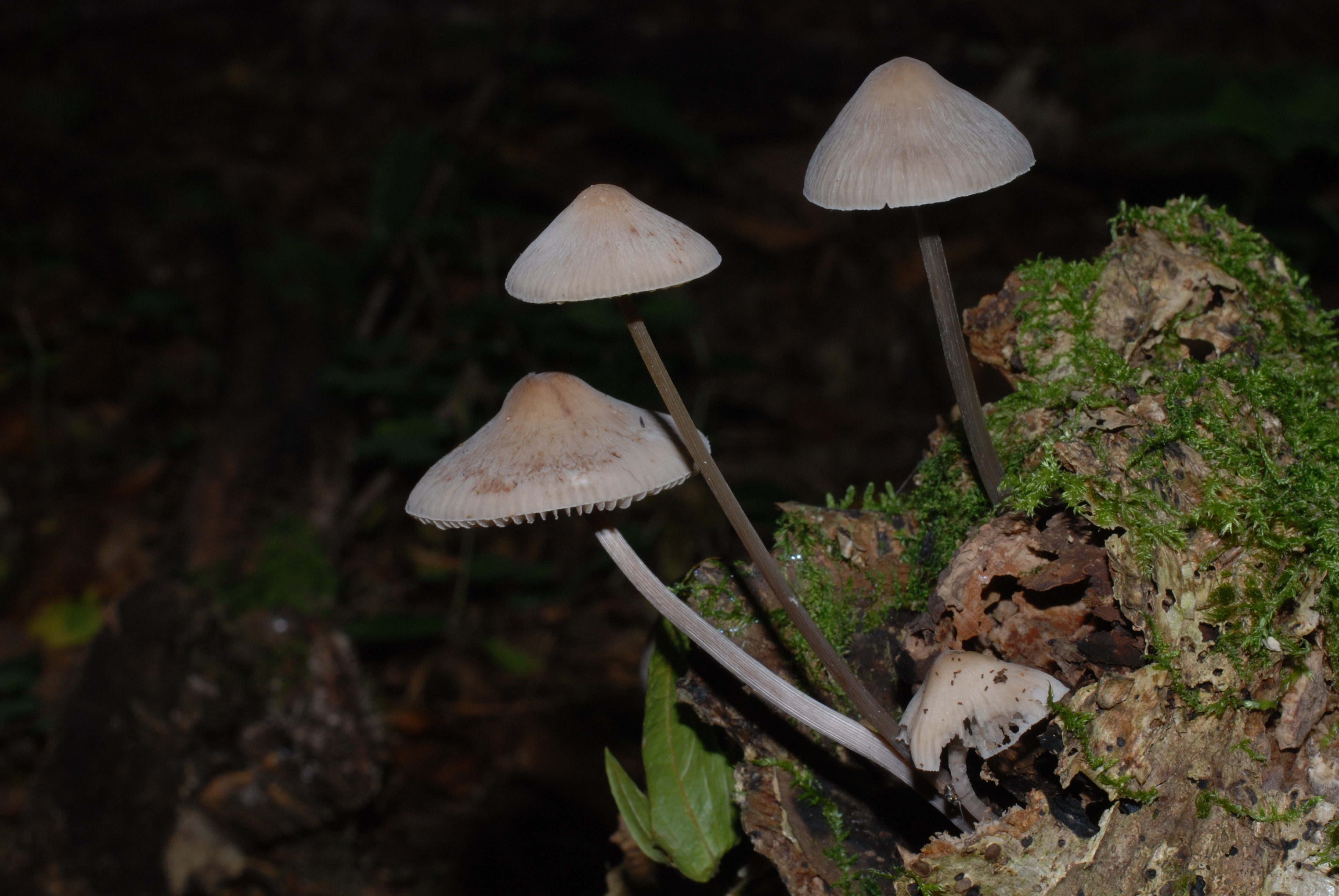
Mycena polygramma
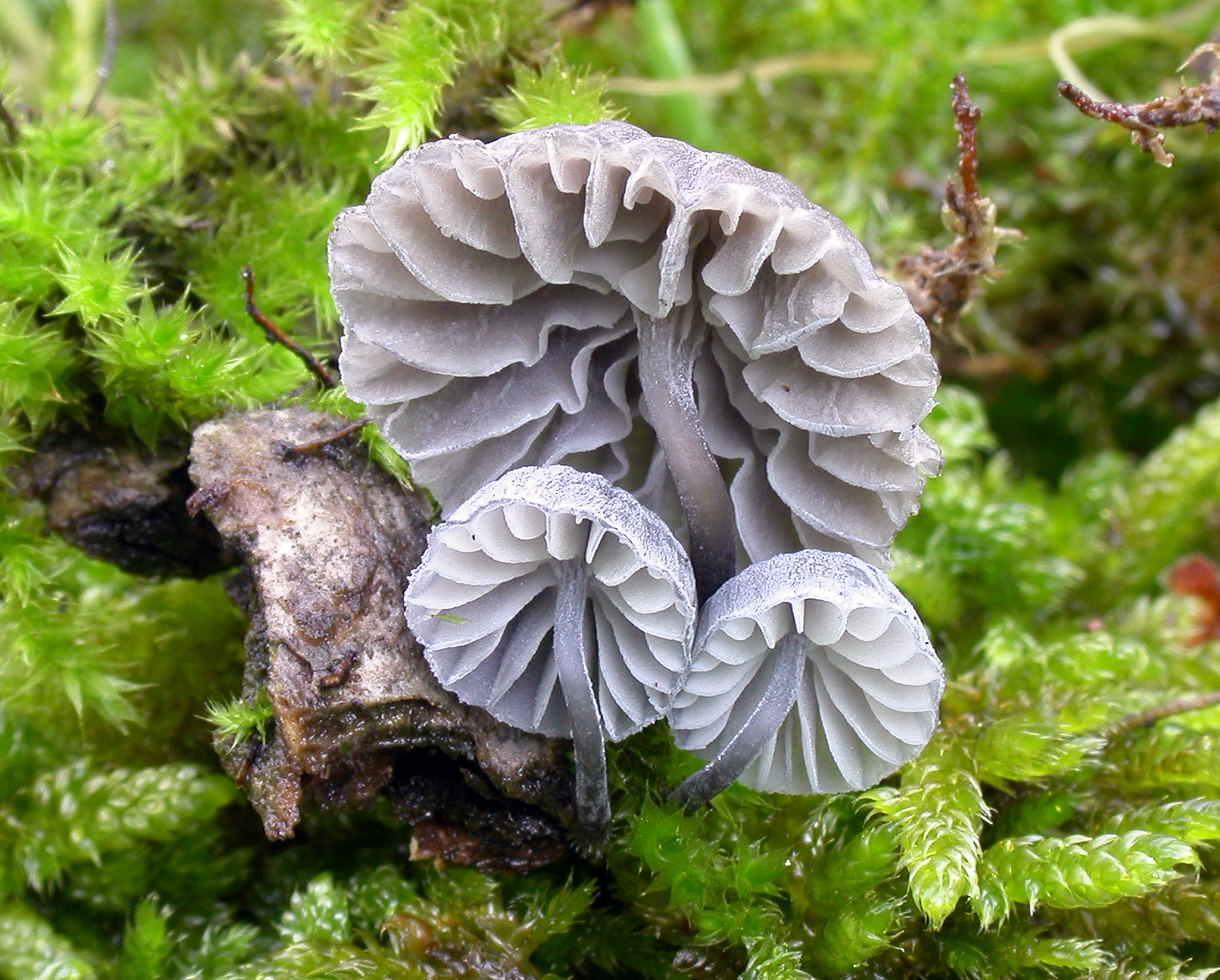
Mycena pseudocorticola
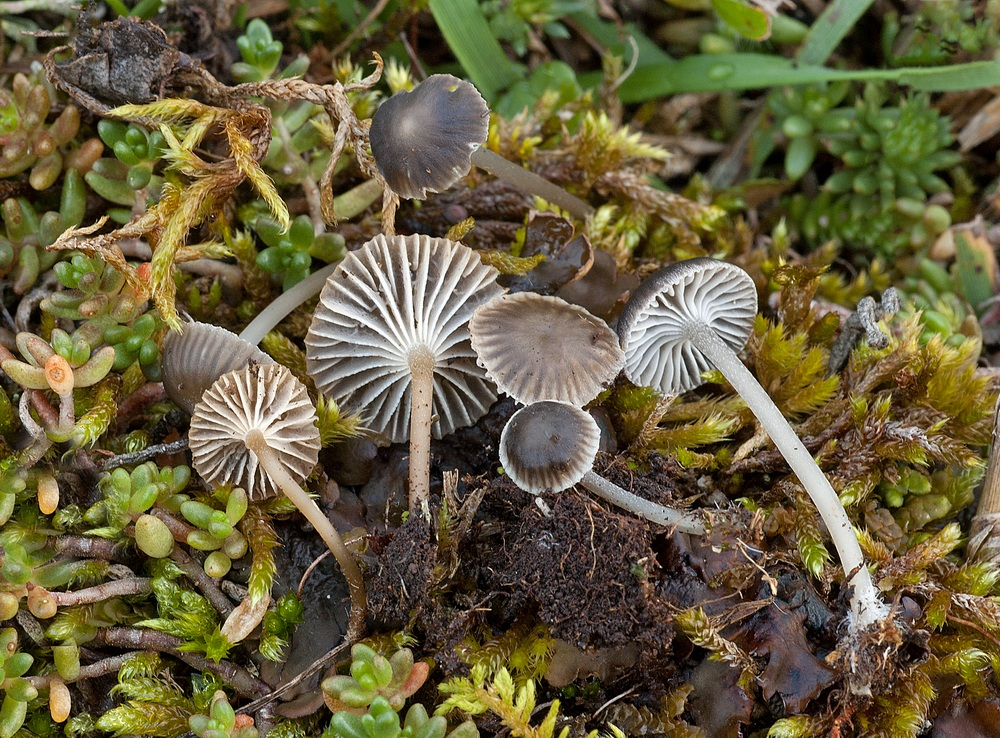
Mycena pterigena
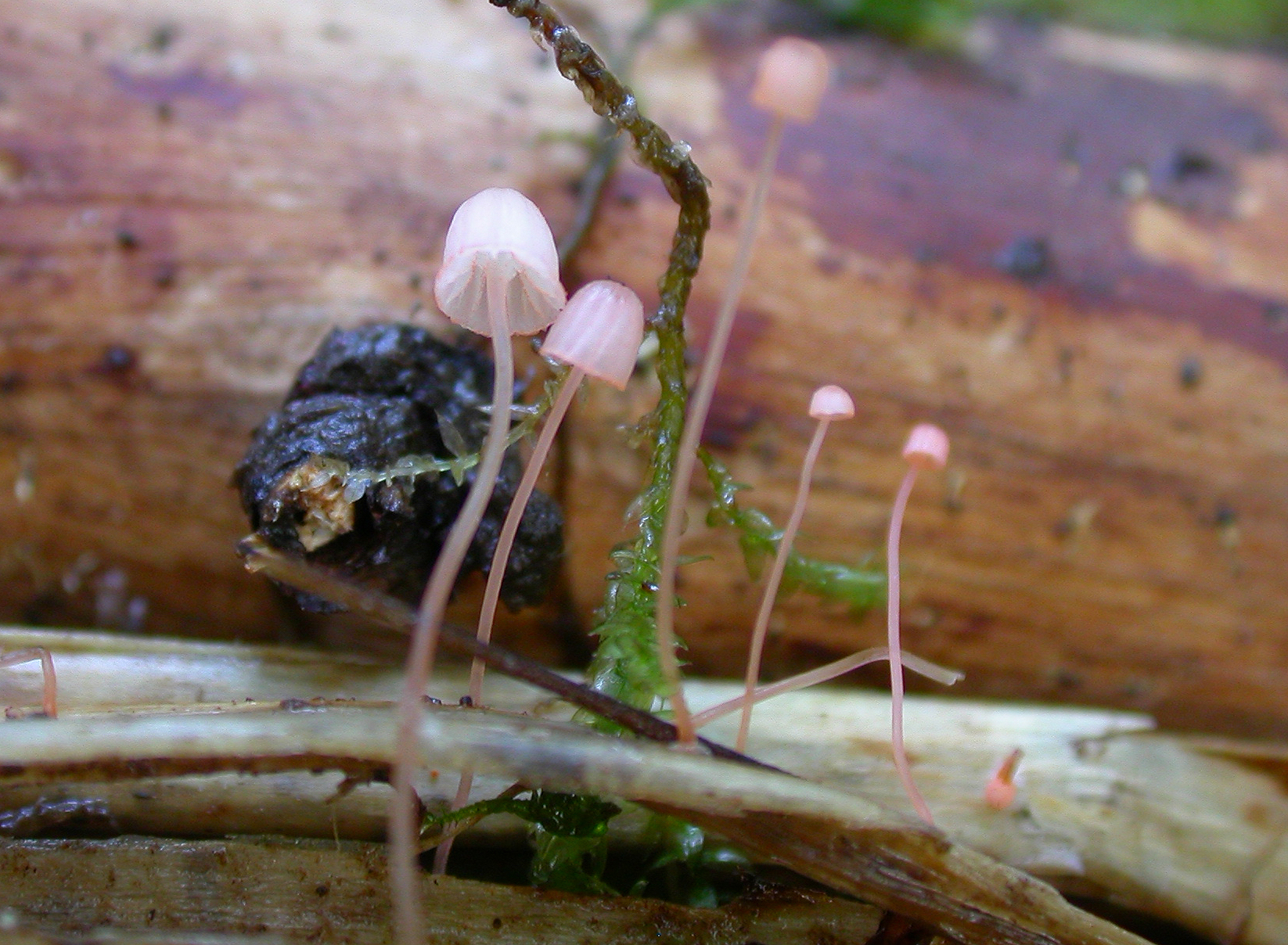
Mycena pura
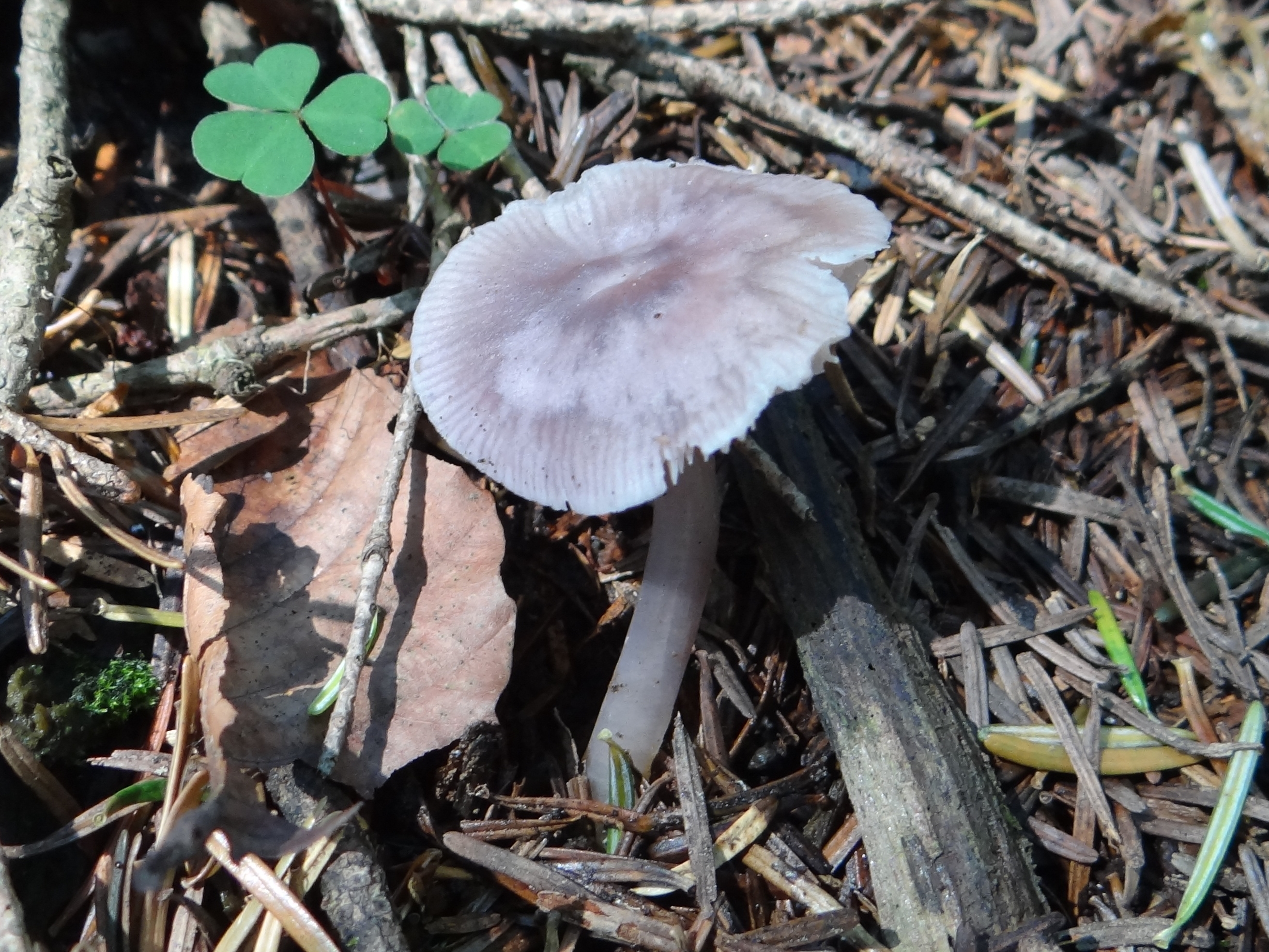
Mycena pura

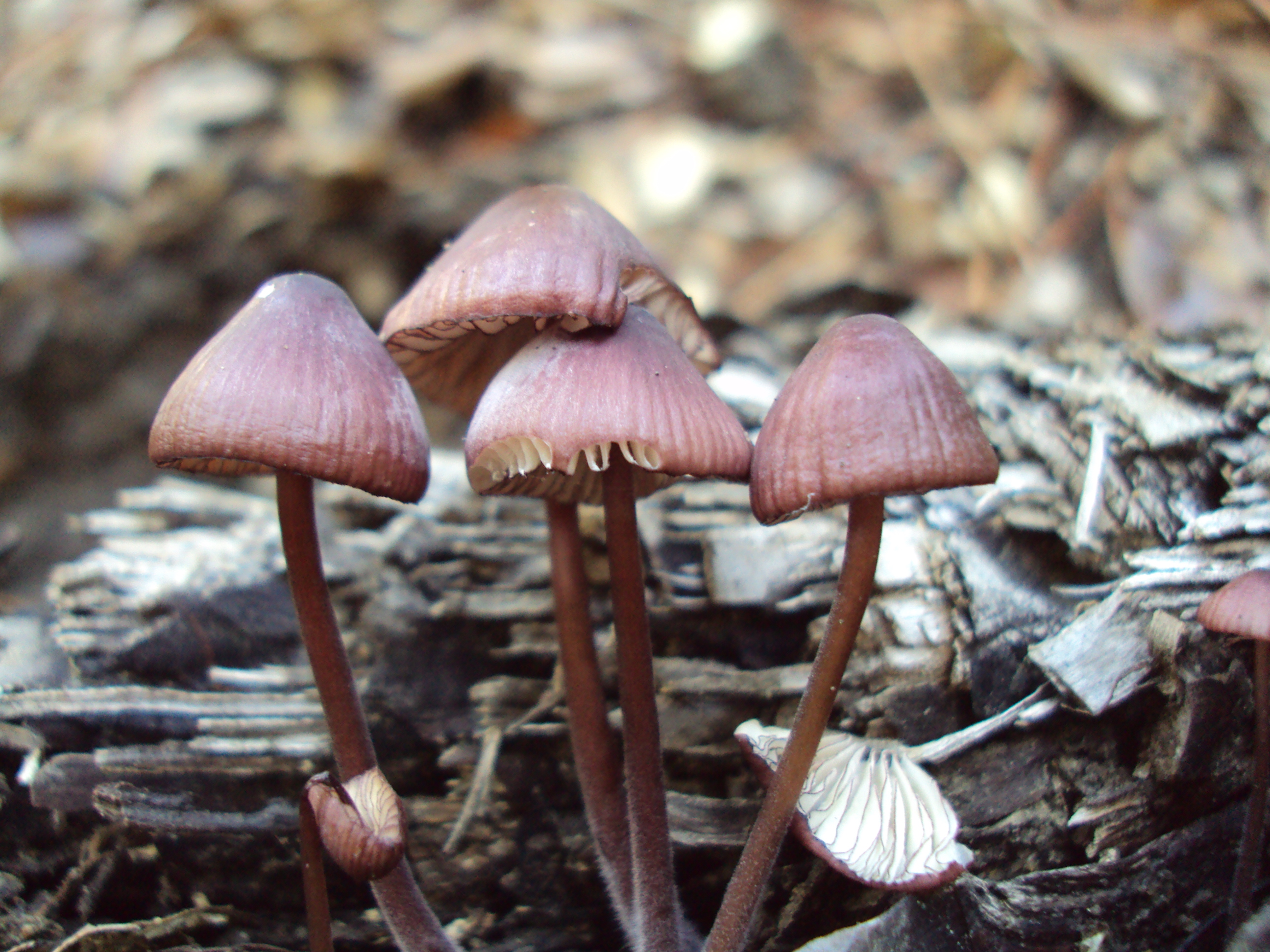
Mycena purpureofusca
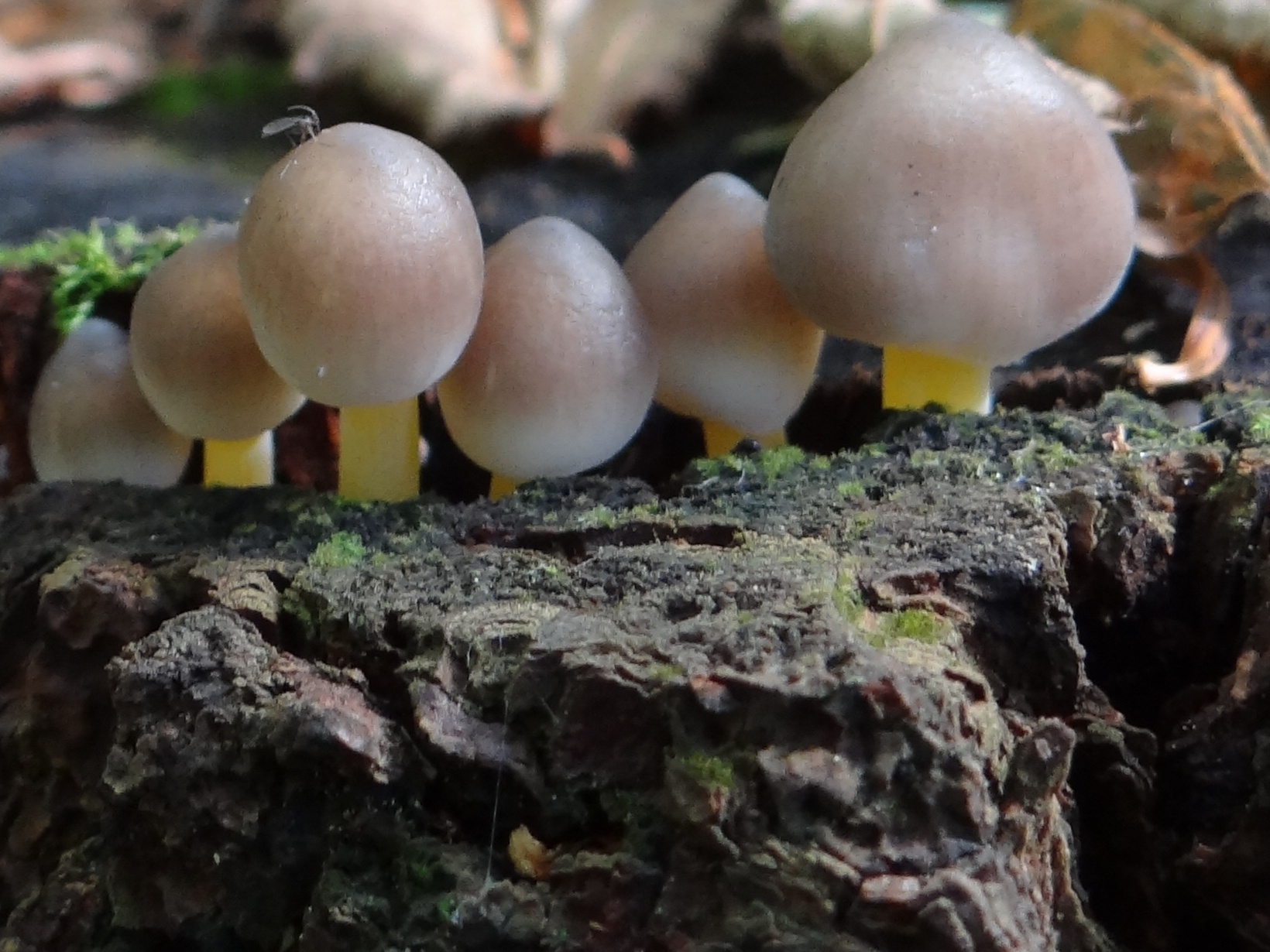
Mycena renati
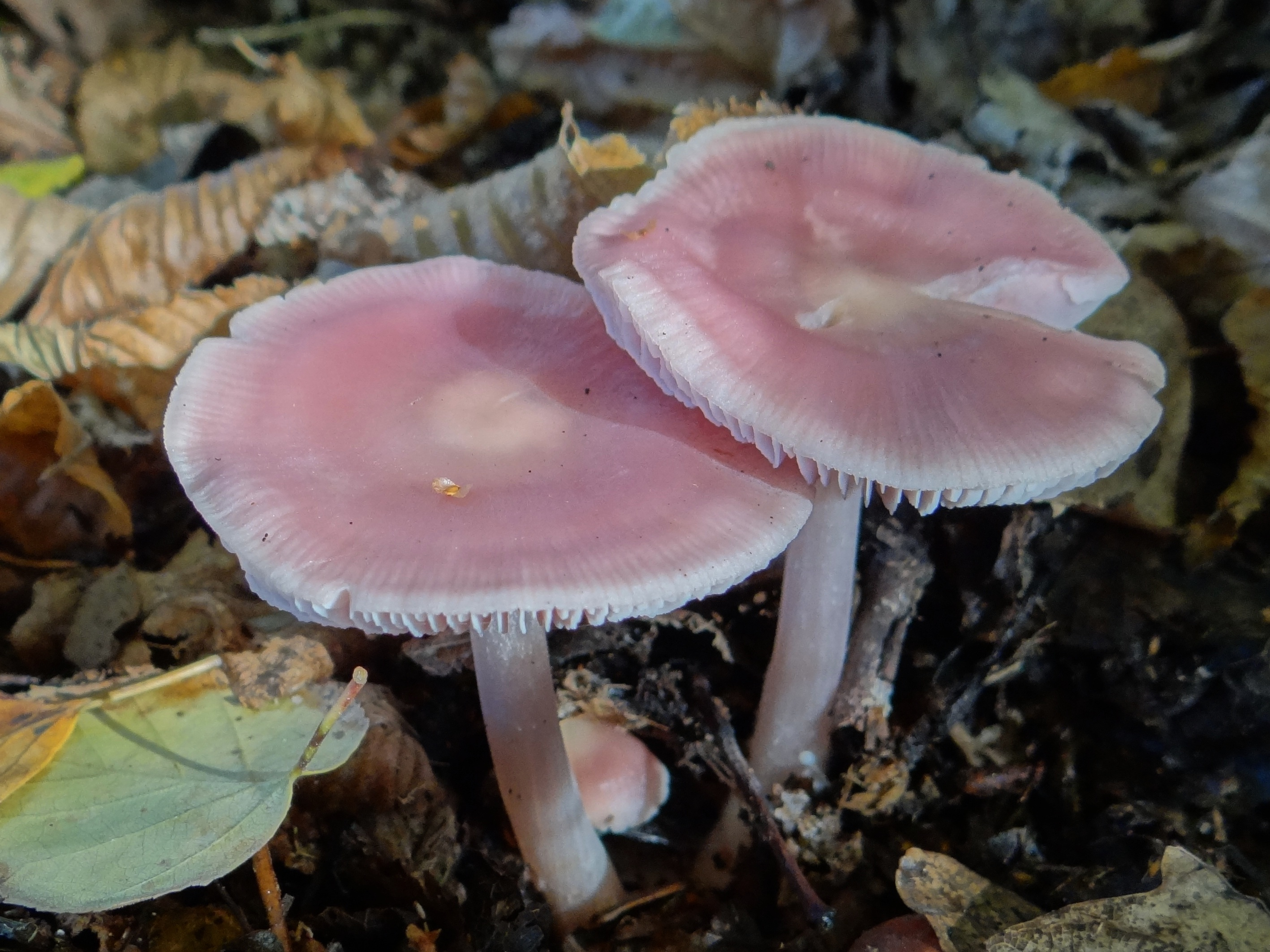
Mycena rosea
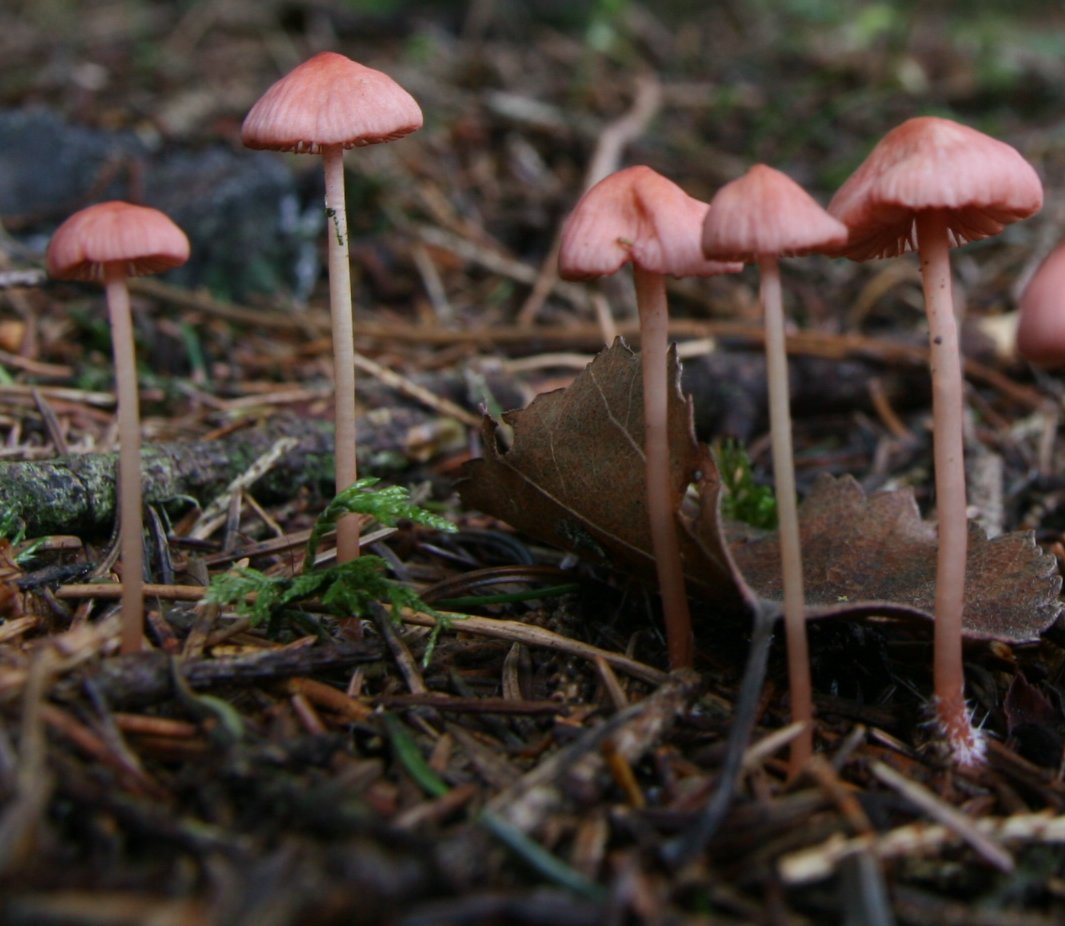
Mycena rosella
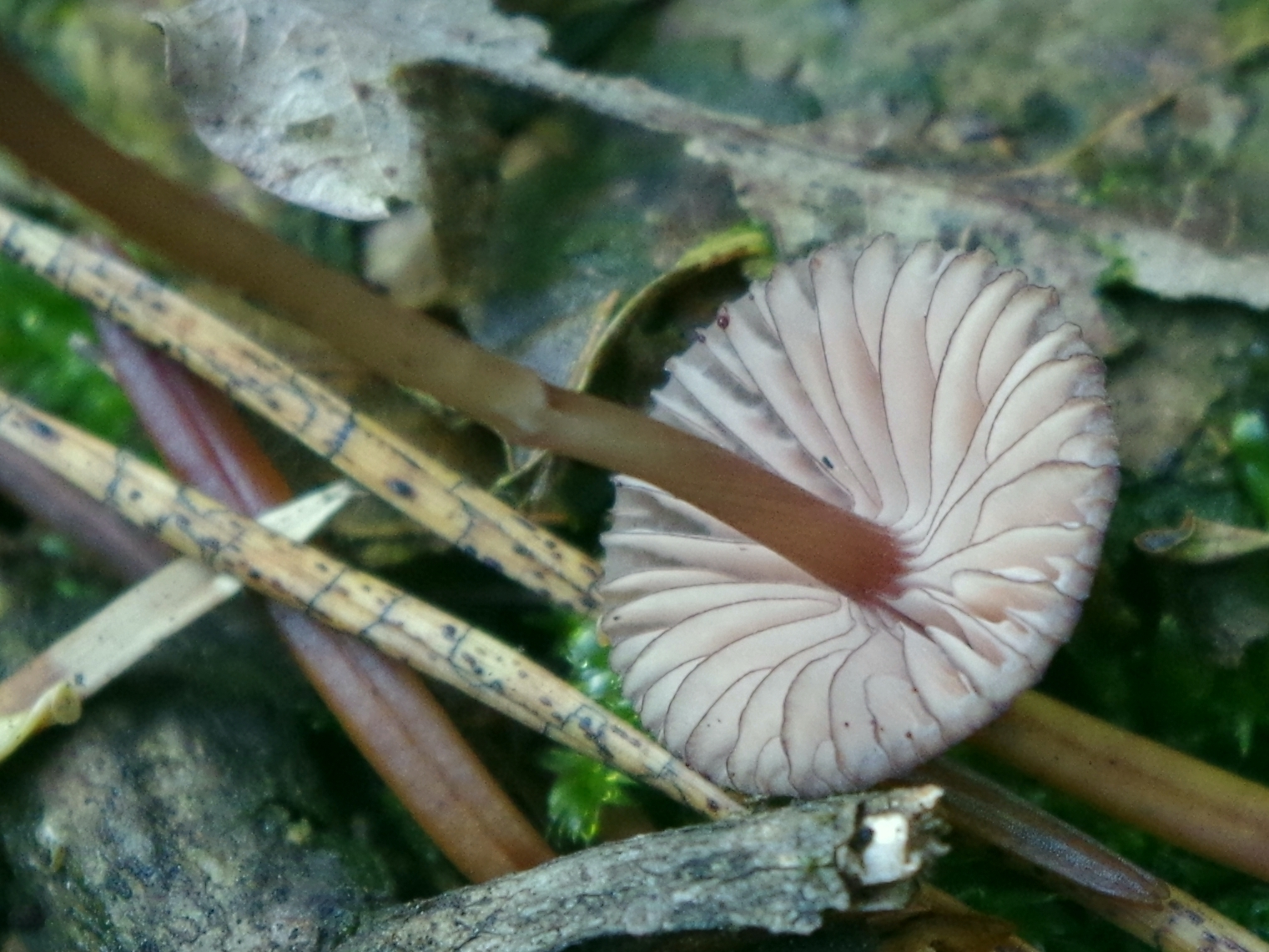
Mycena rubromarginata

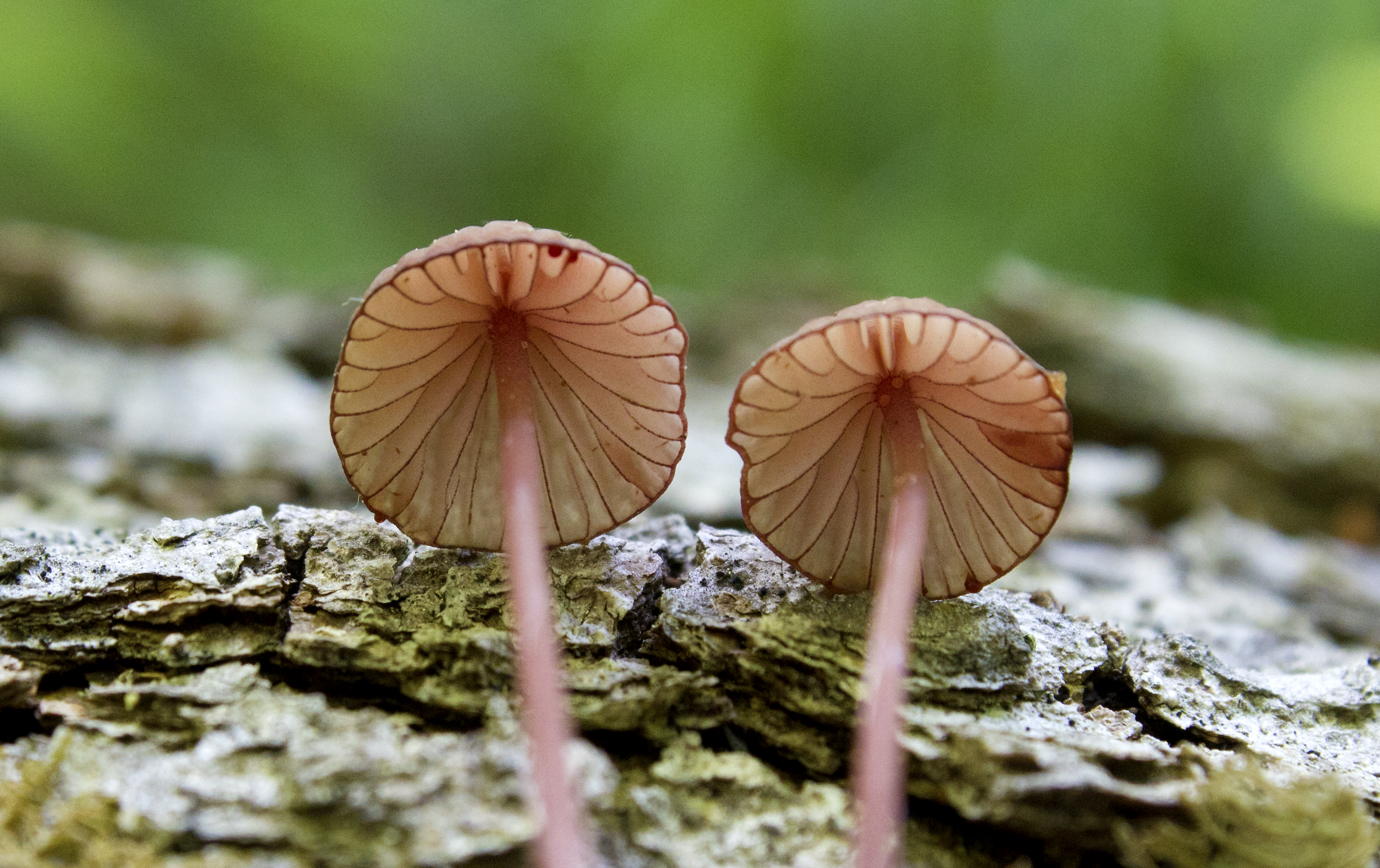
Mycena sanguinolenta
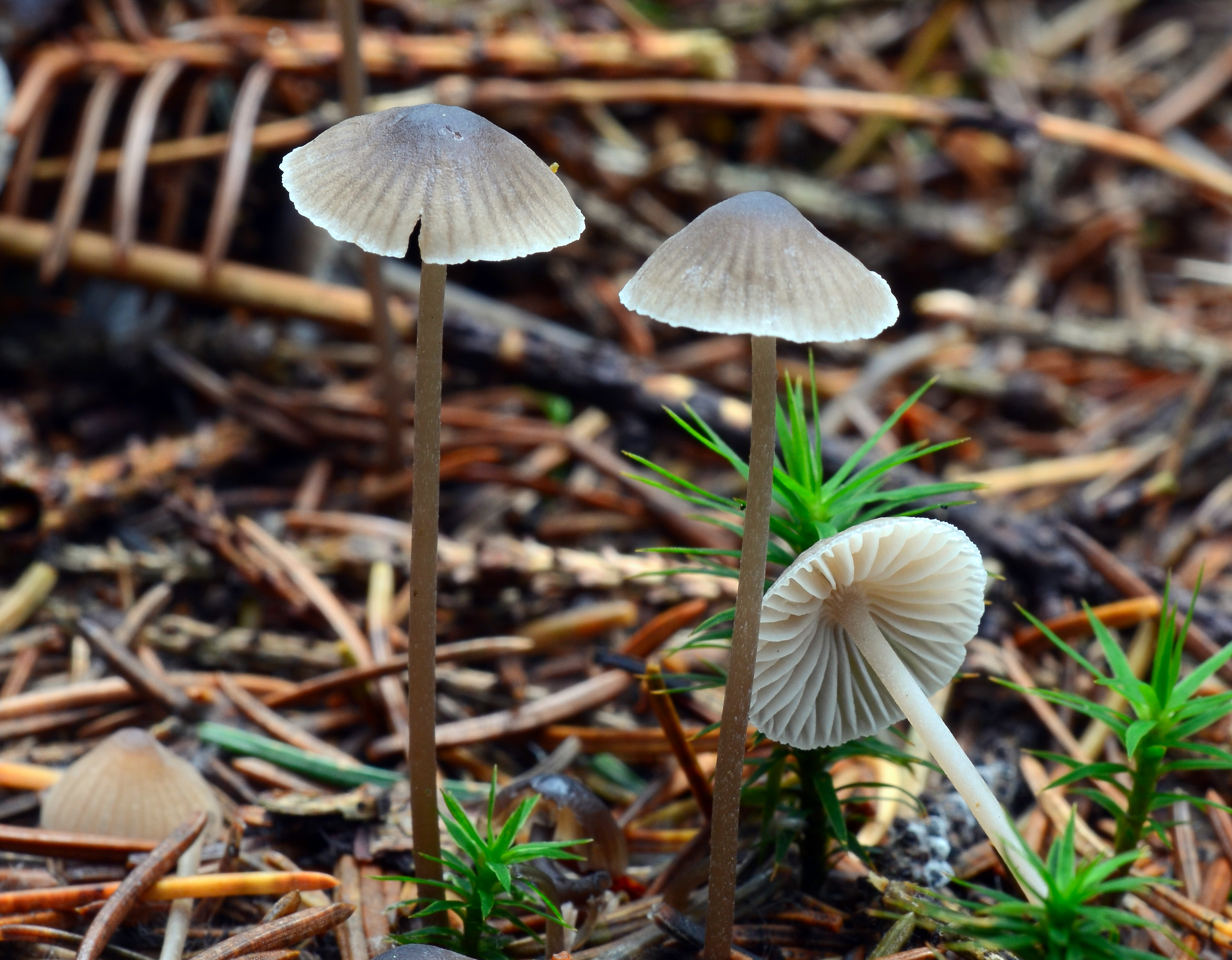
Mycena septentrionalis.png
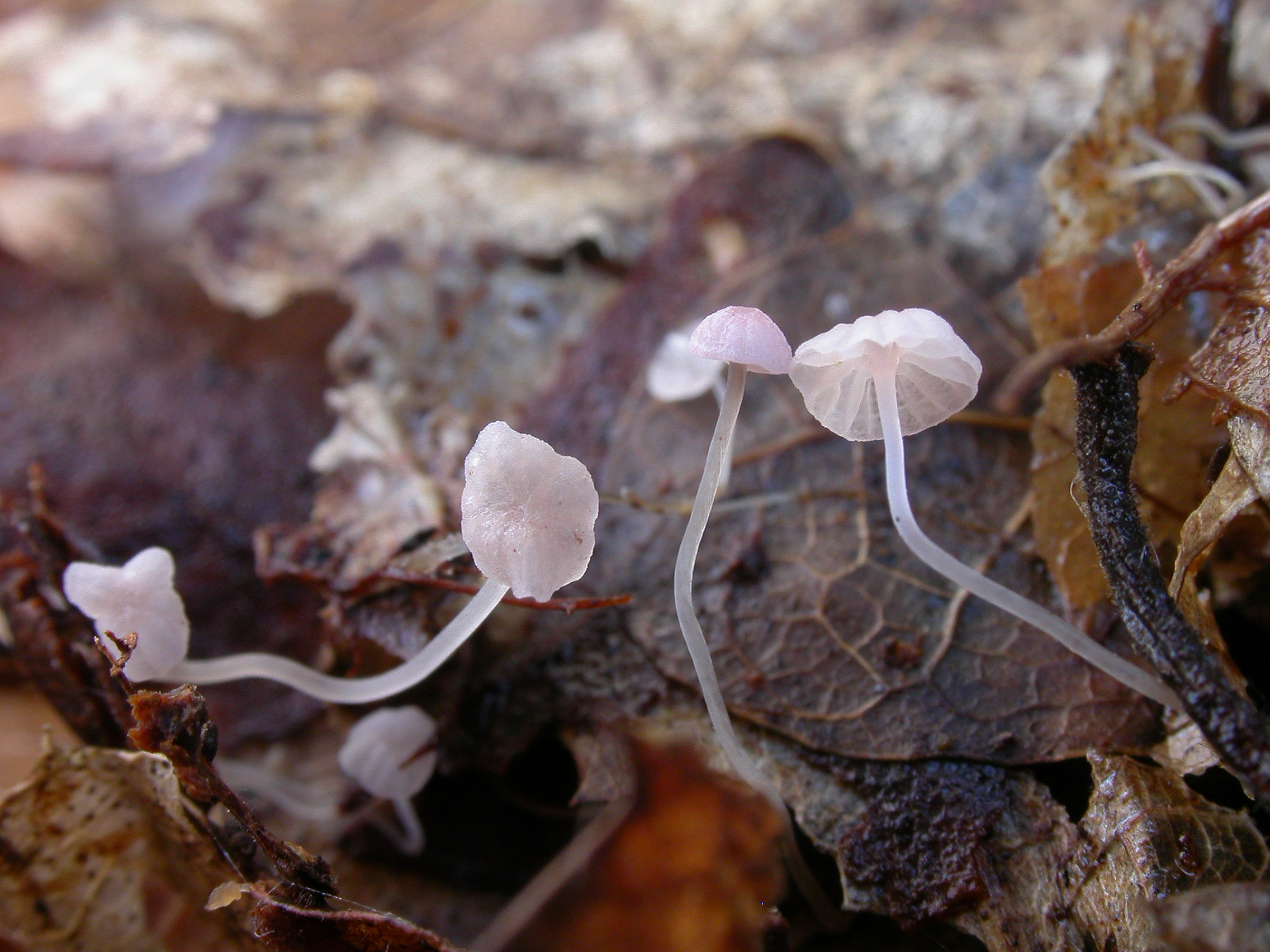
Mycena smithiana
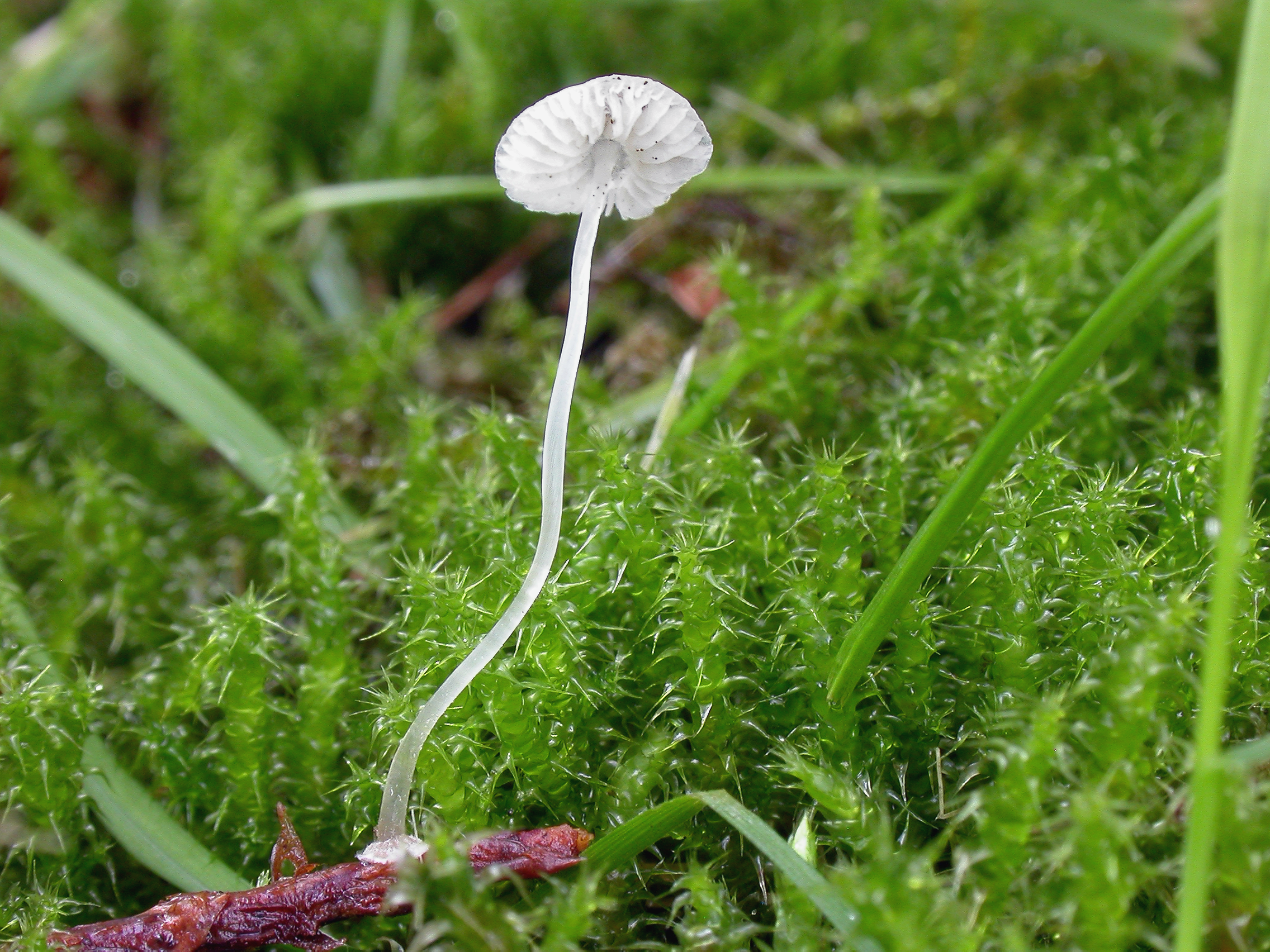
Mycena stylobates
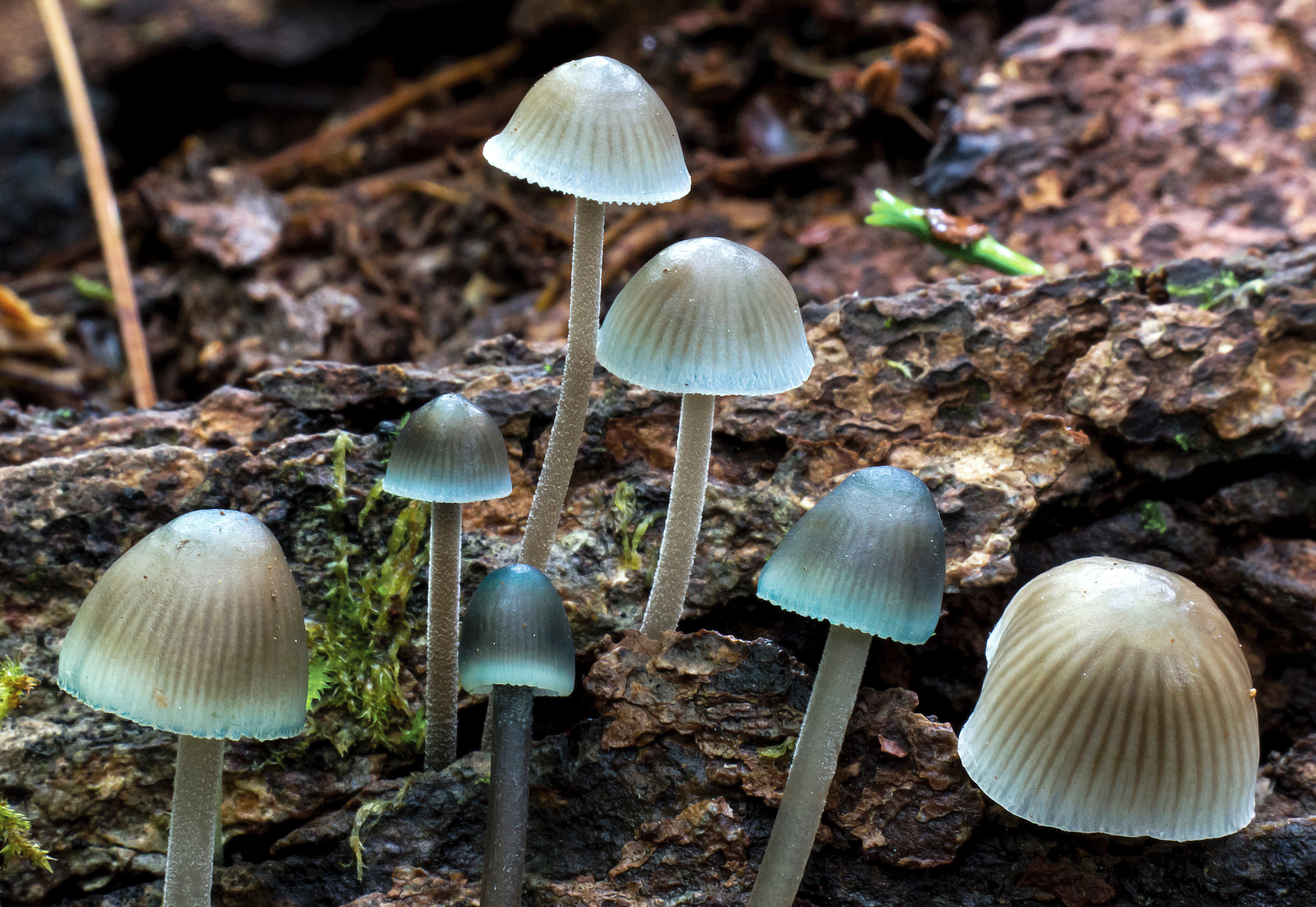
Mycena subcaerulea

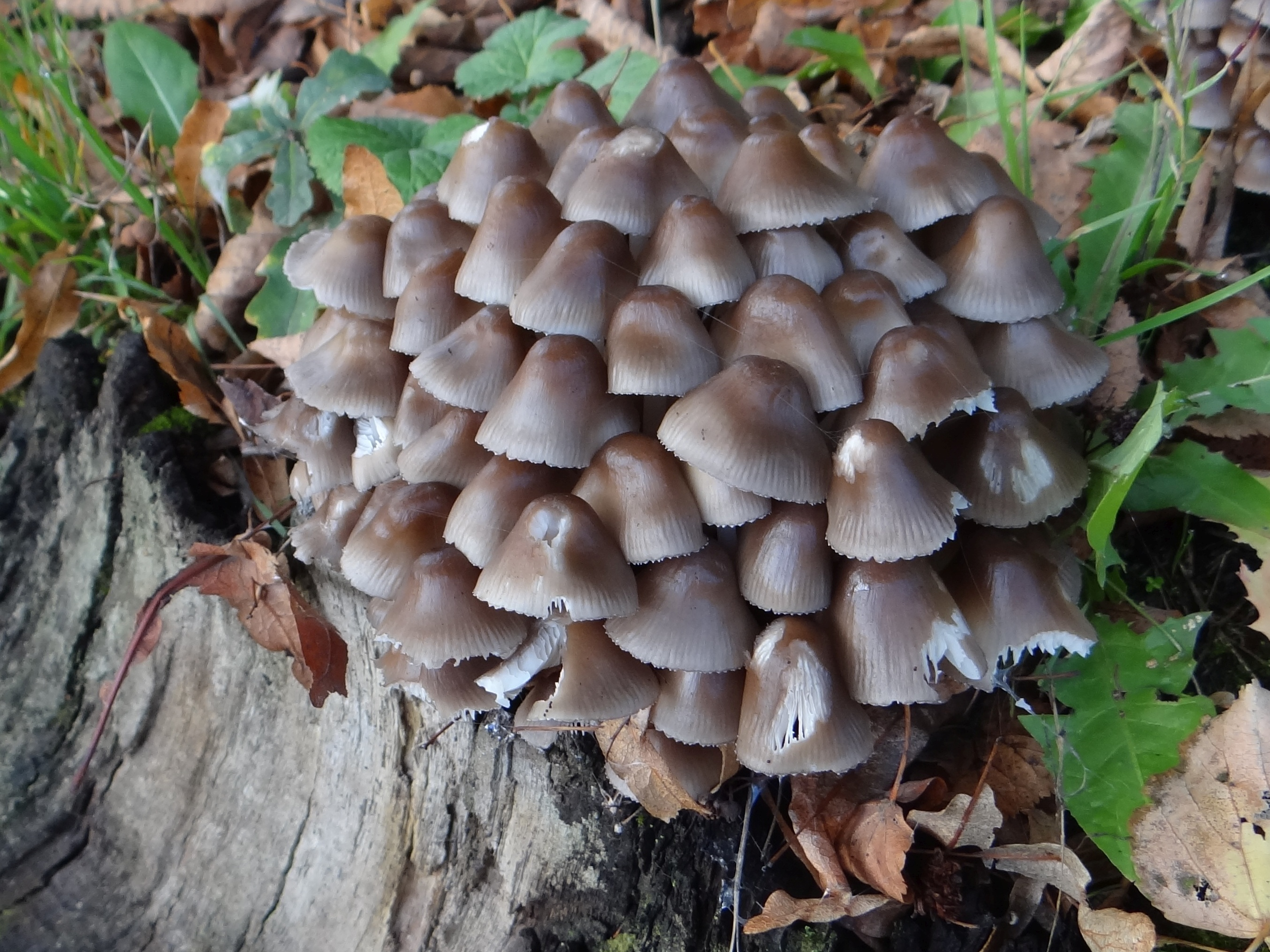
Mycena tintinnabulum
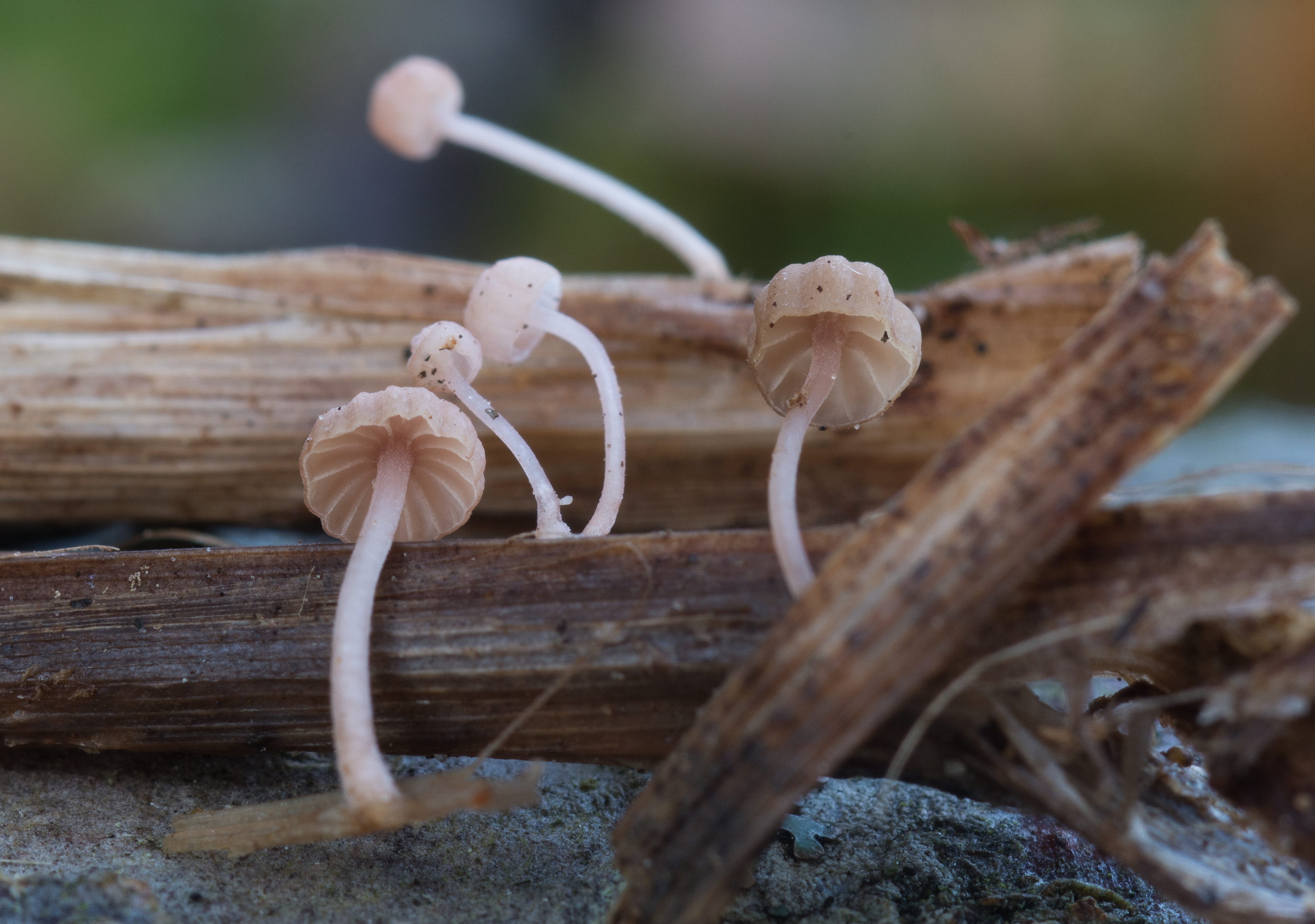
Mycena tubarioides
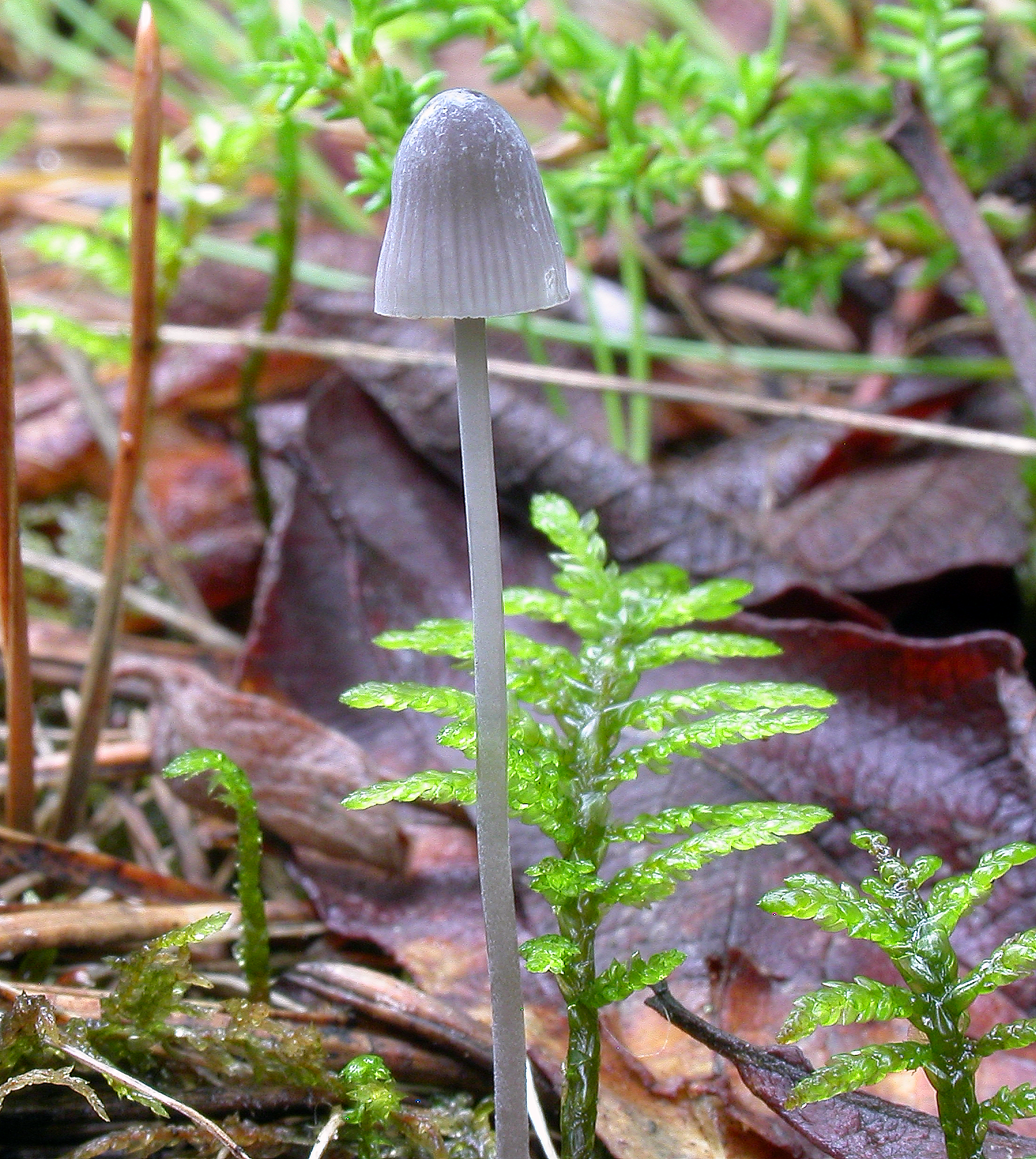
Mycena urania
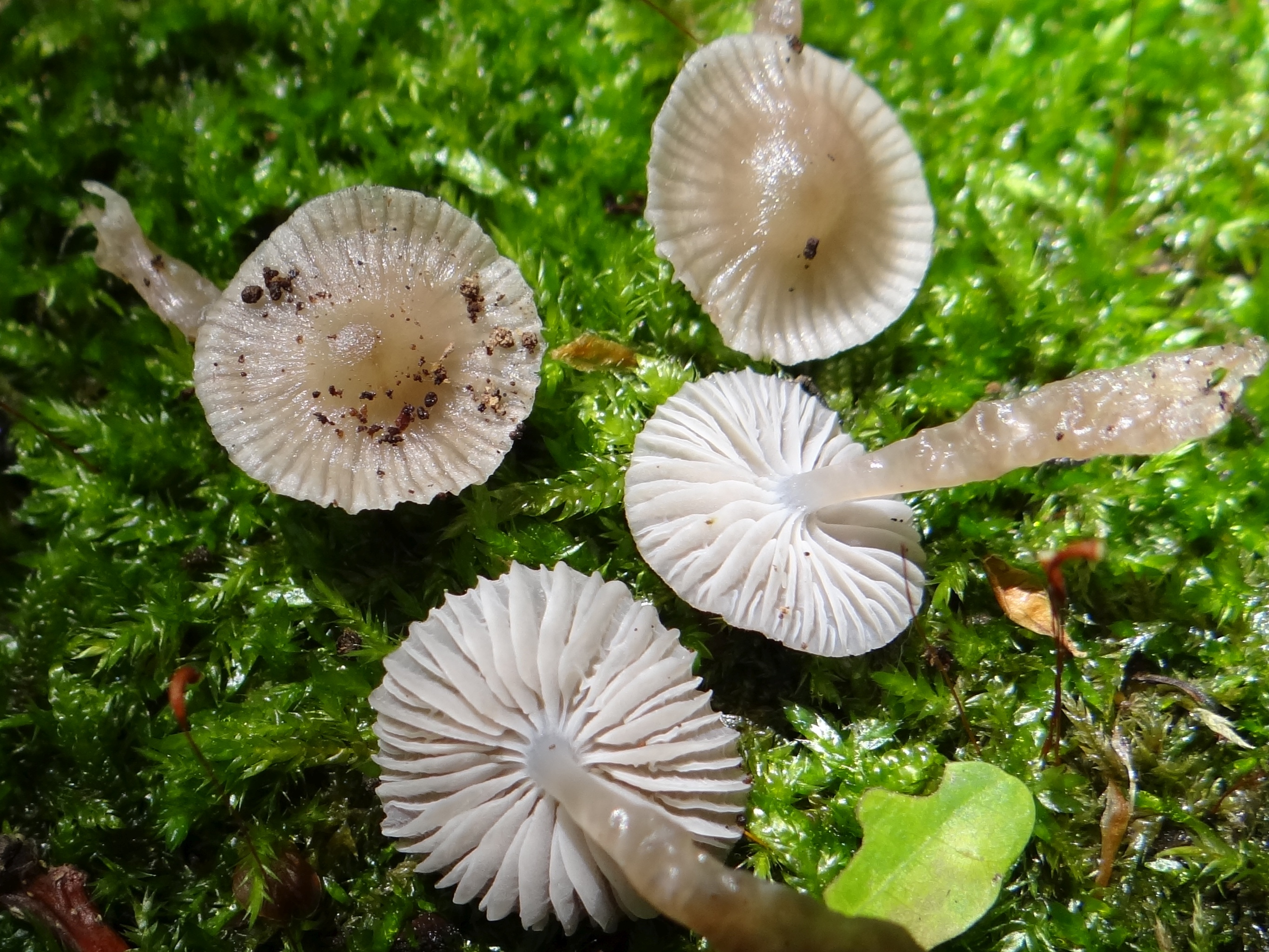
Mycena vulgaris
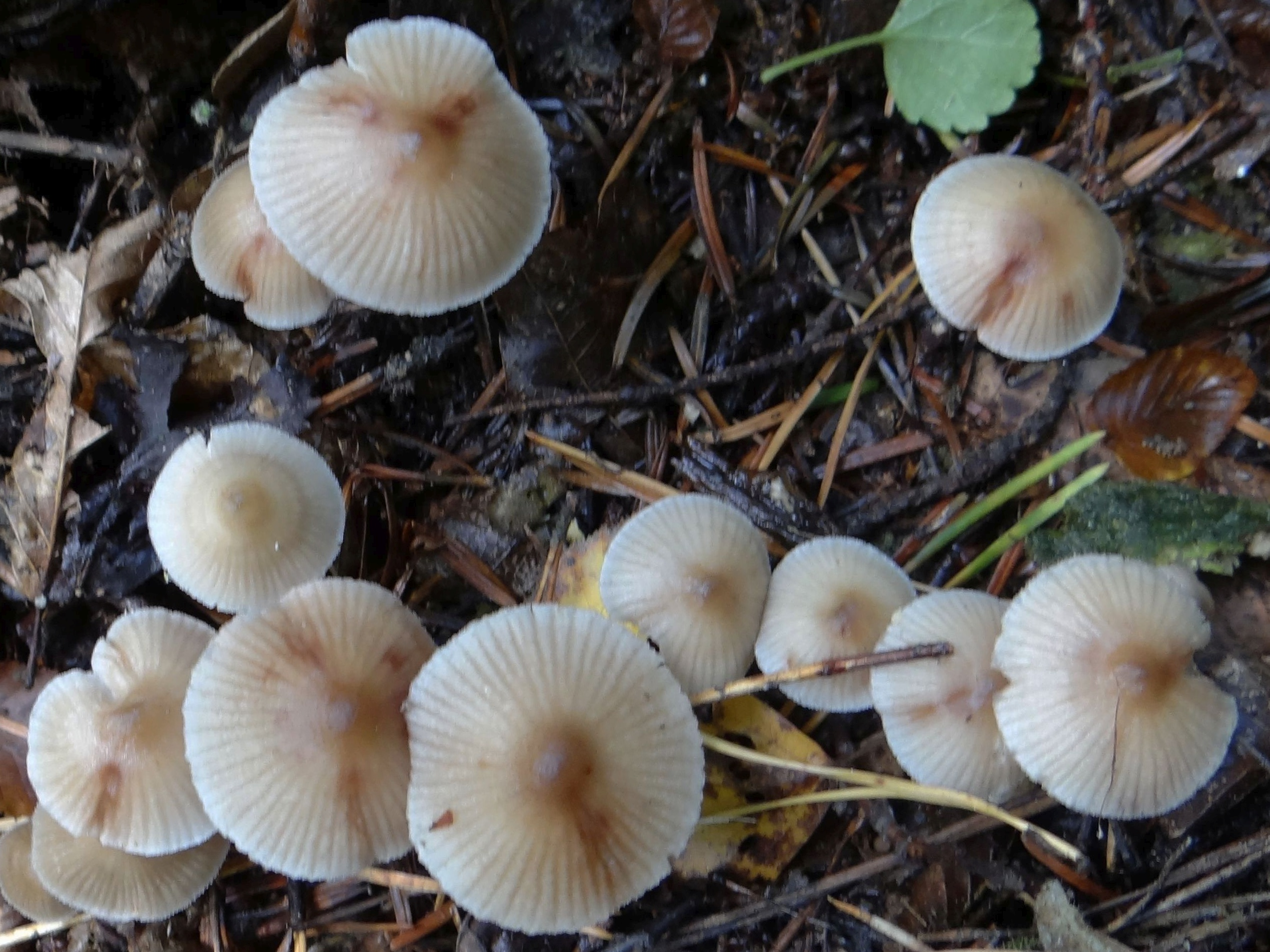
Mycena zephirus

## Valorificare
Din cauza dimensiunilor mici ale bureților precum mirosului și gustului adesea neplăcut nu au nicio valoare ca ciuperci comestibile, dar se știe că câteva specii sunt chiar slab otrăvitoare.

## Genuri asemănătoare
Genuri ale căror specii seamănă în aspectul exterior sunt:
| - Delicatula Fayod (1889), - Fayodia (Kühner (1930), - Hemimycena Singer (1938), - Hydropus (Kühner, 1938) Singer (1948), | - Mycenella (J.E.Lange, 1914) Singer (1938), - Rickenella (Bull., 1784) Raithel. (1973), - Resinomycena Redhead & Singer (1981) și - Roridomyces Rexer (1994). |

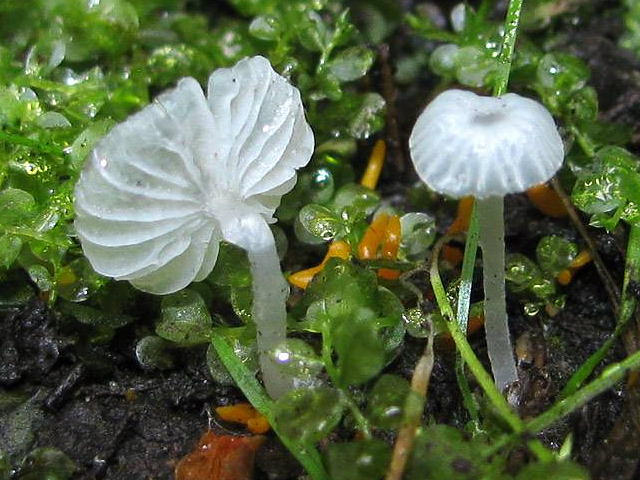
Delicatula integrella
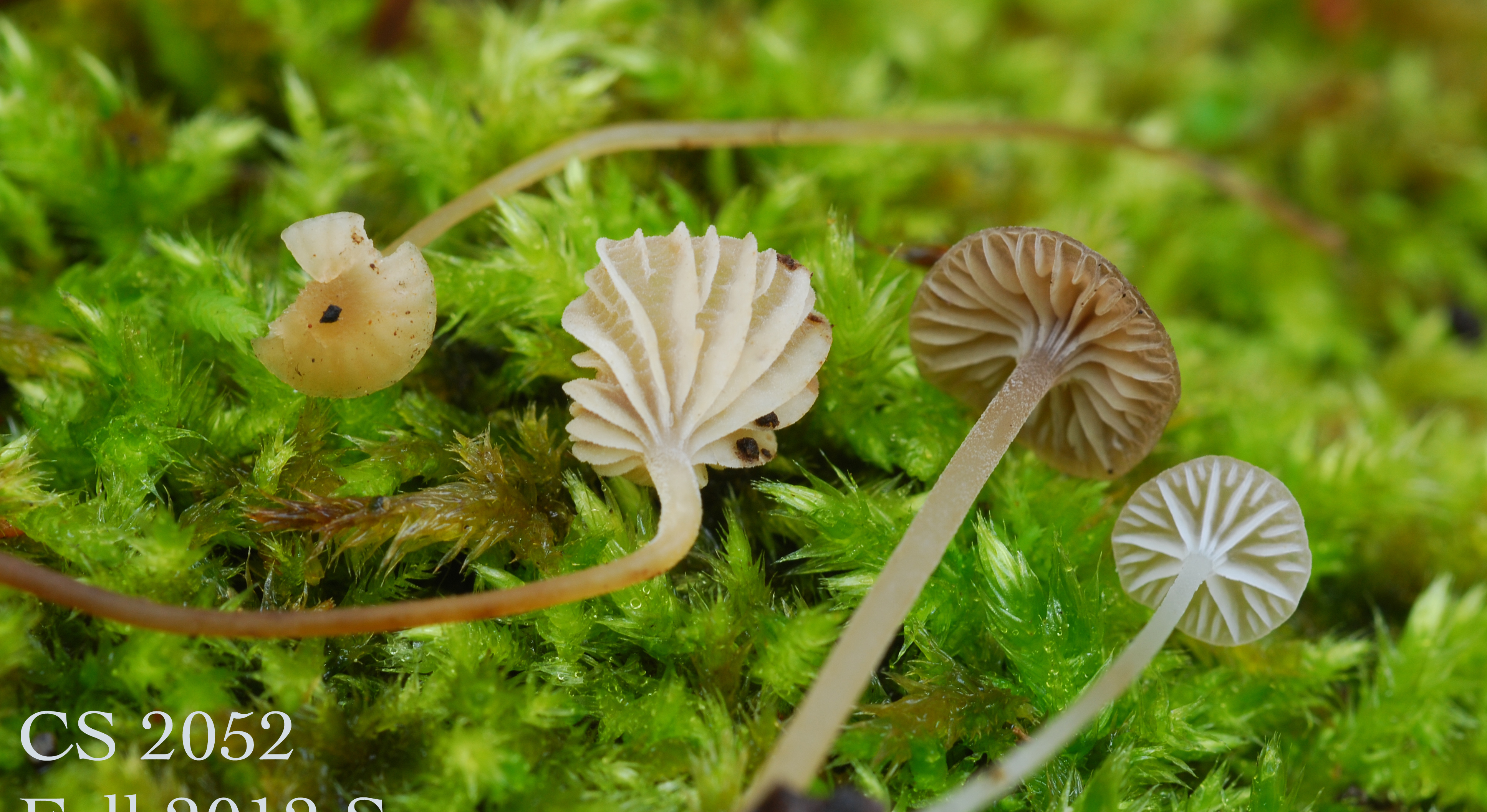
Fayodia bisphaerigera
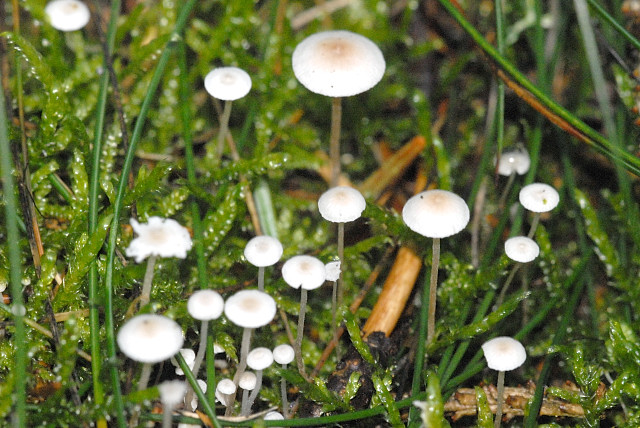
Hemimycena lactea
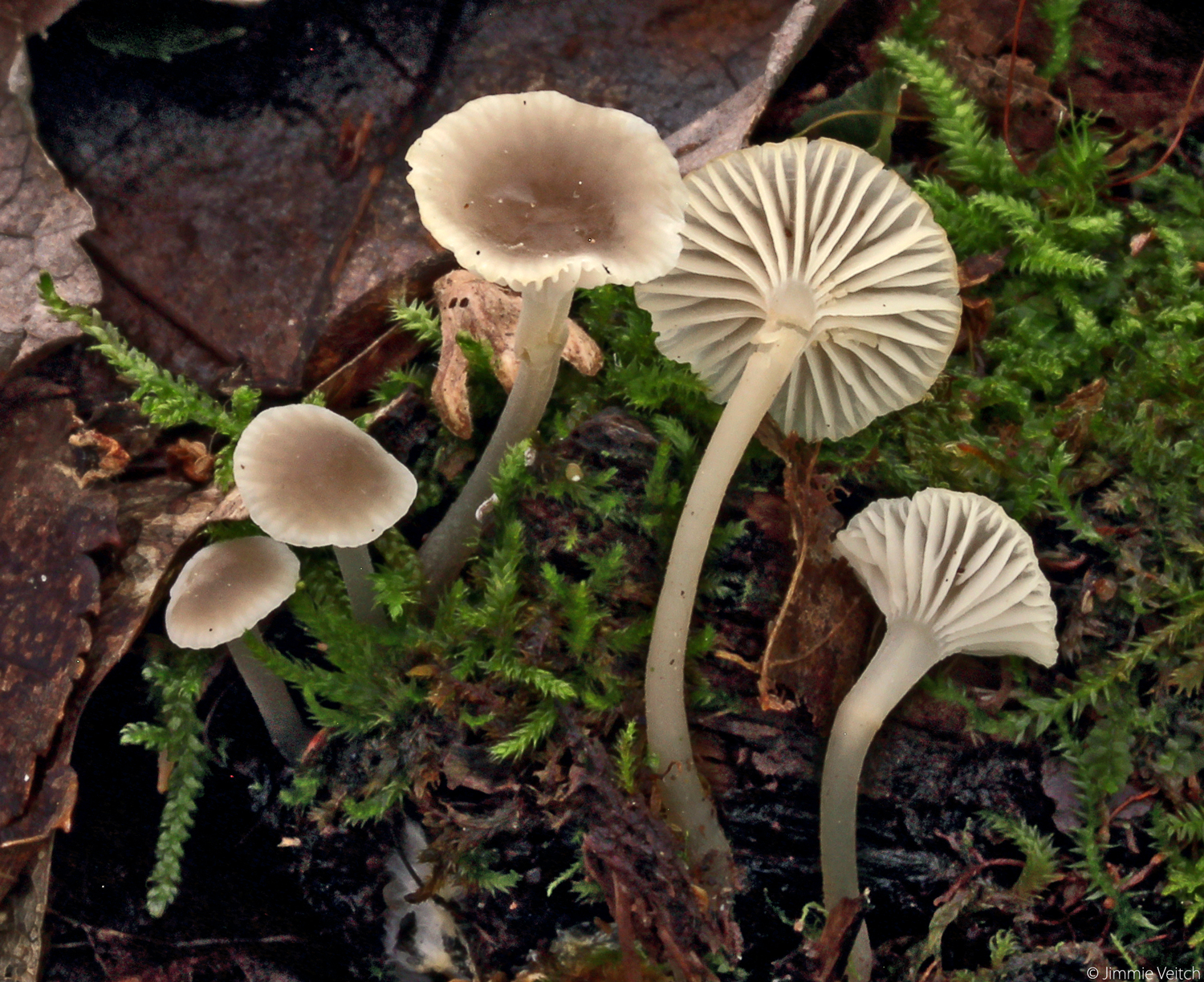
Hydropus praedecurrens

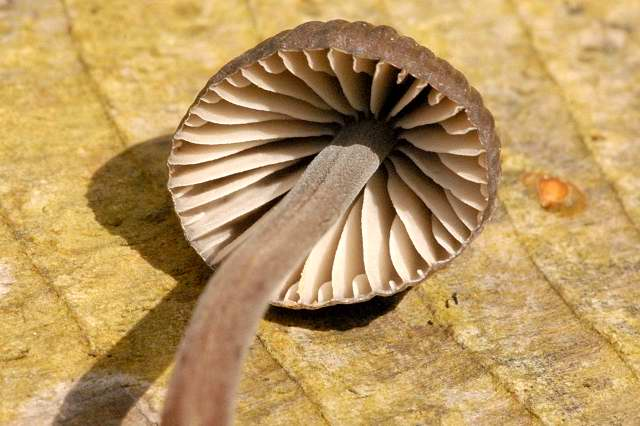
Mycenella.bryophila
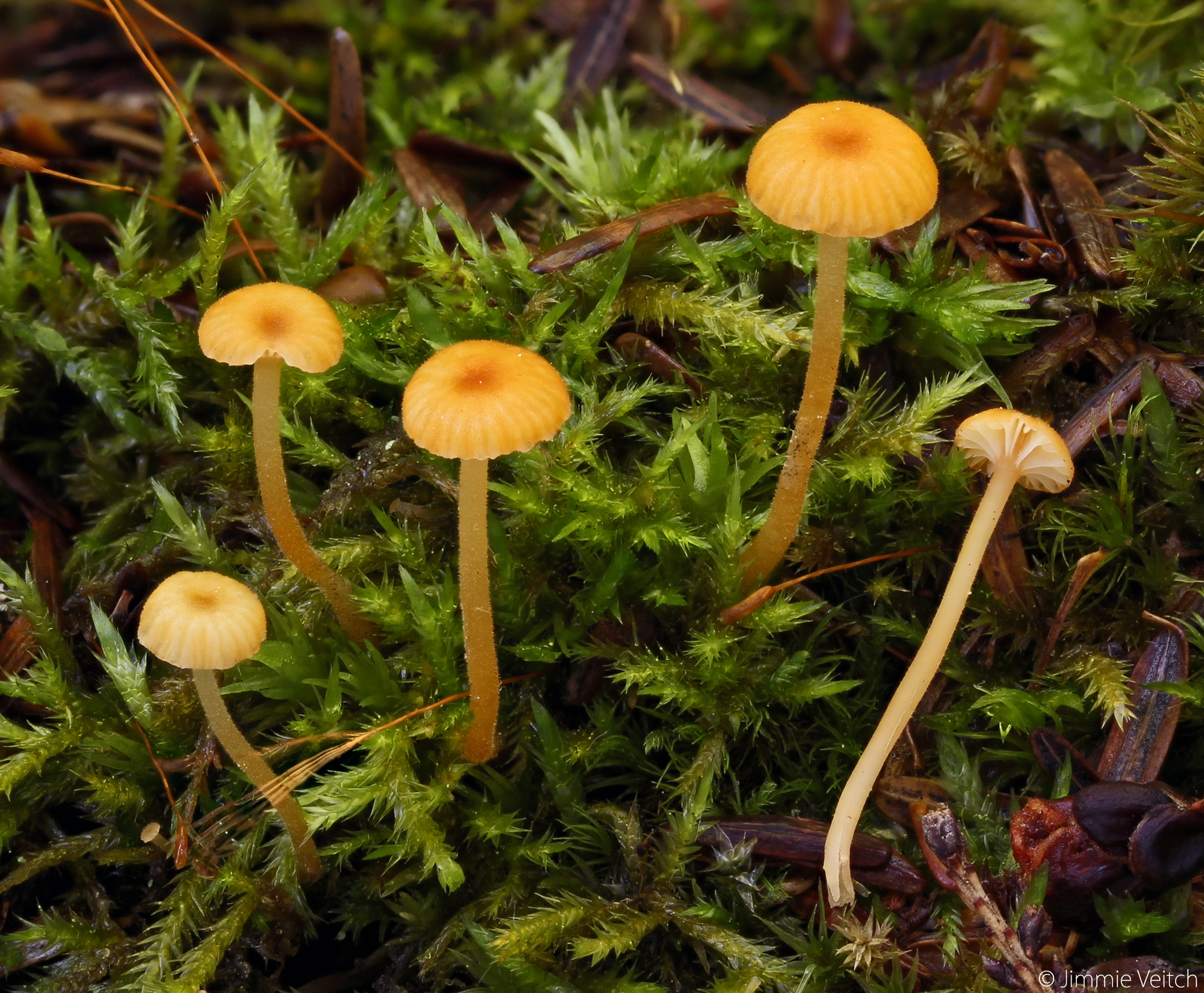
Rickenella fibula
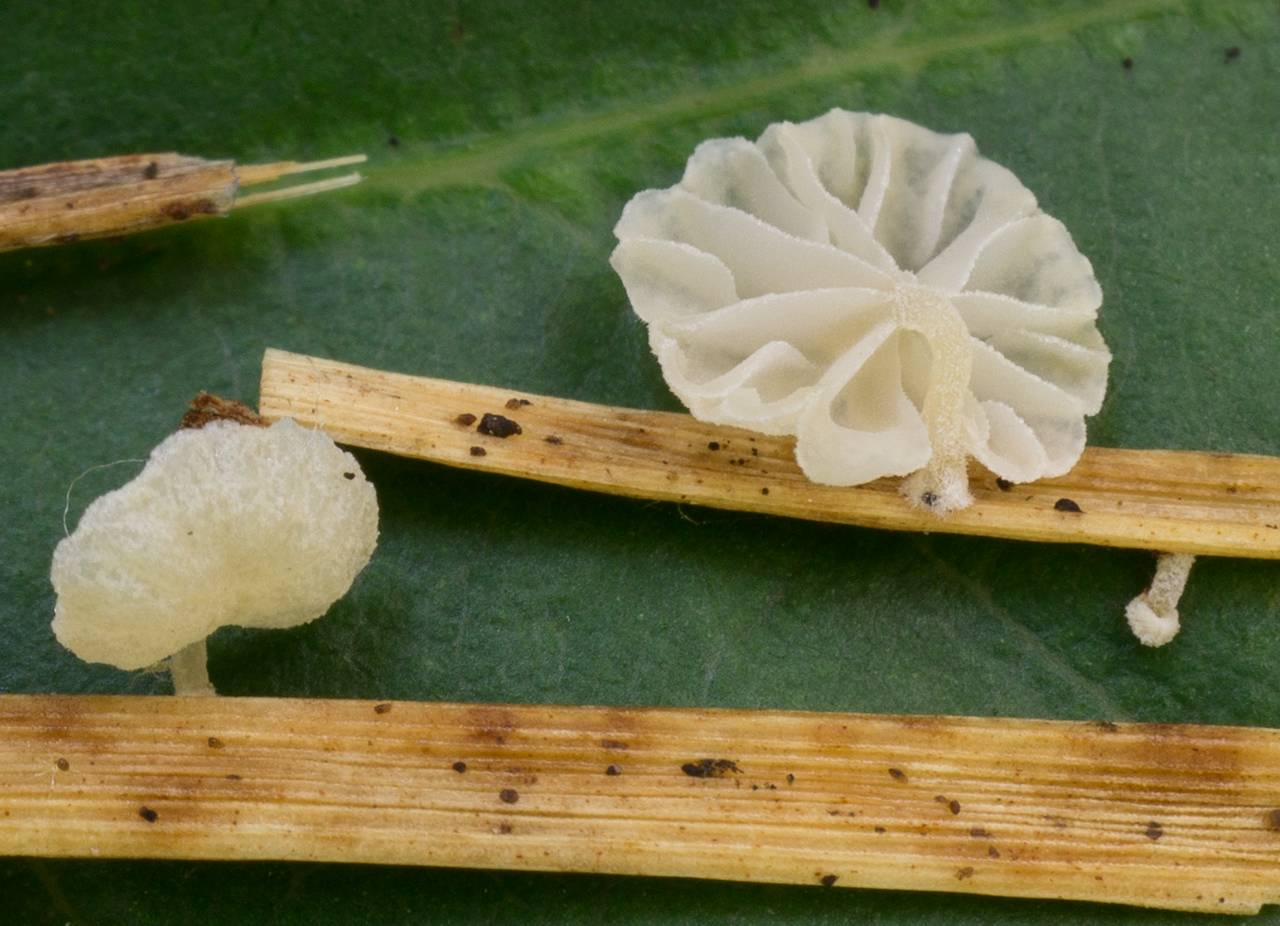
Resinomycena saccharifera
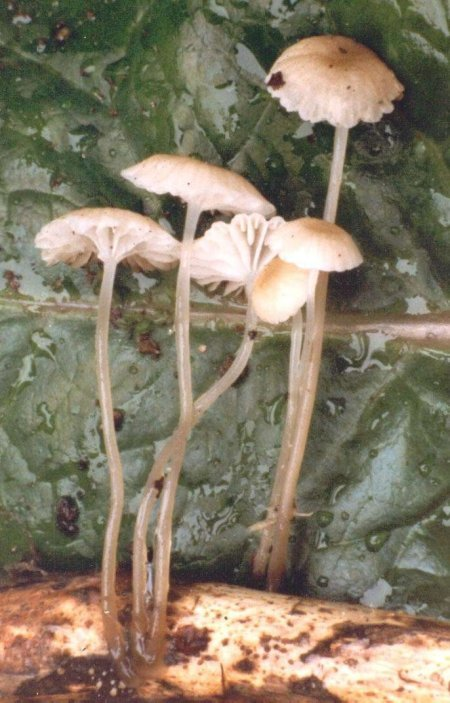
Roridomyces roridus